# Lijst van personen overleden in 1996
Dit is een lijst van personen die zijn overleden in 1996.

## Januari

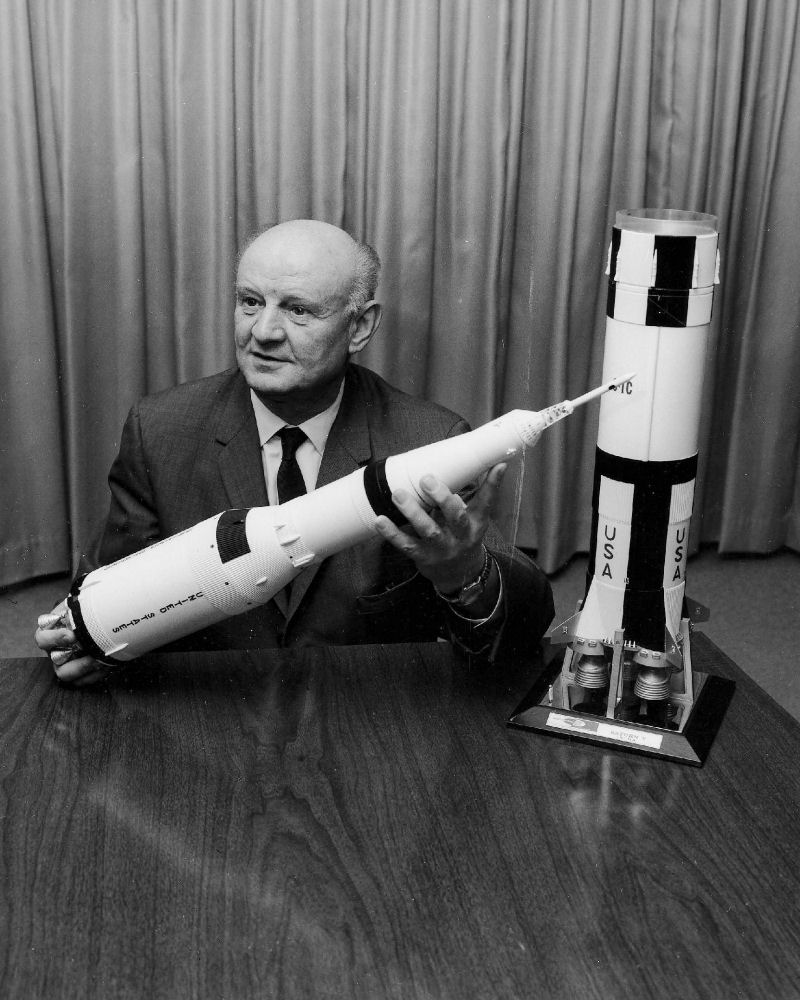
Arthur Rudolph
1 januari

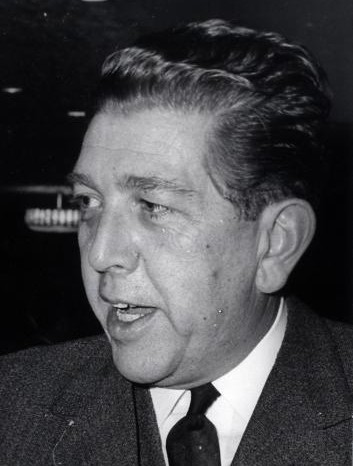
Fons Baeten
7 januari

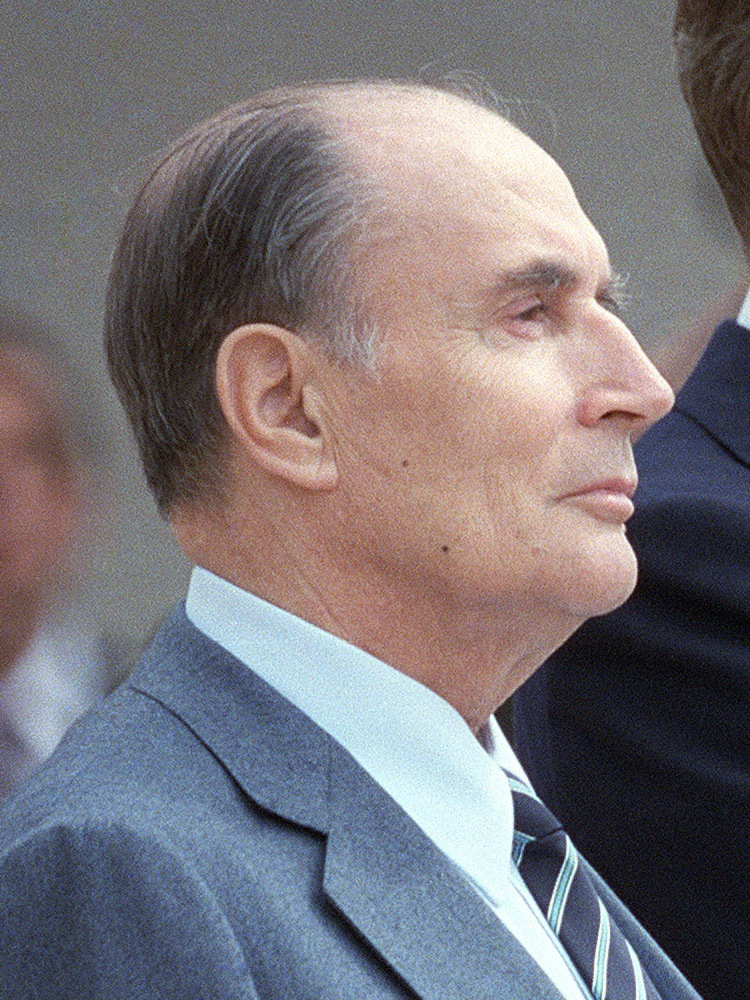
François Mitterrand
8 januari

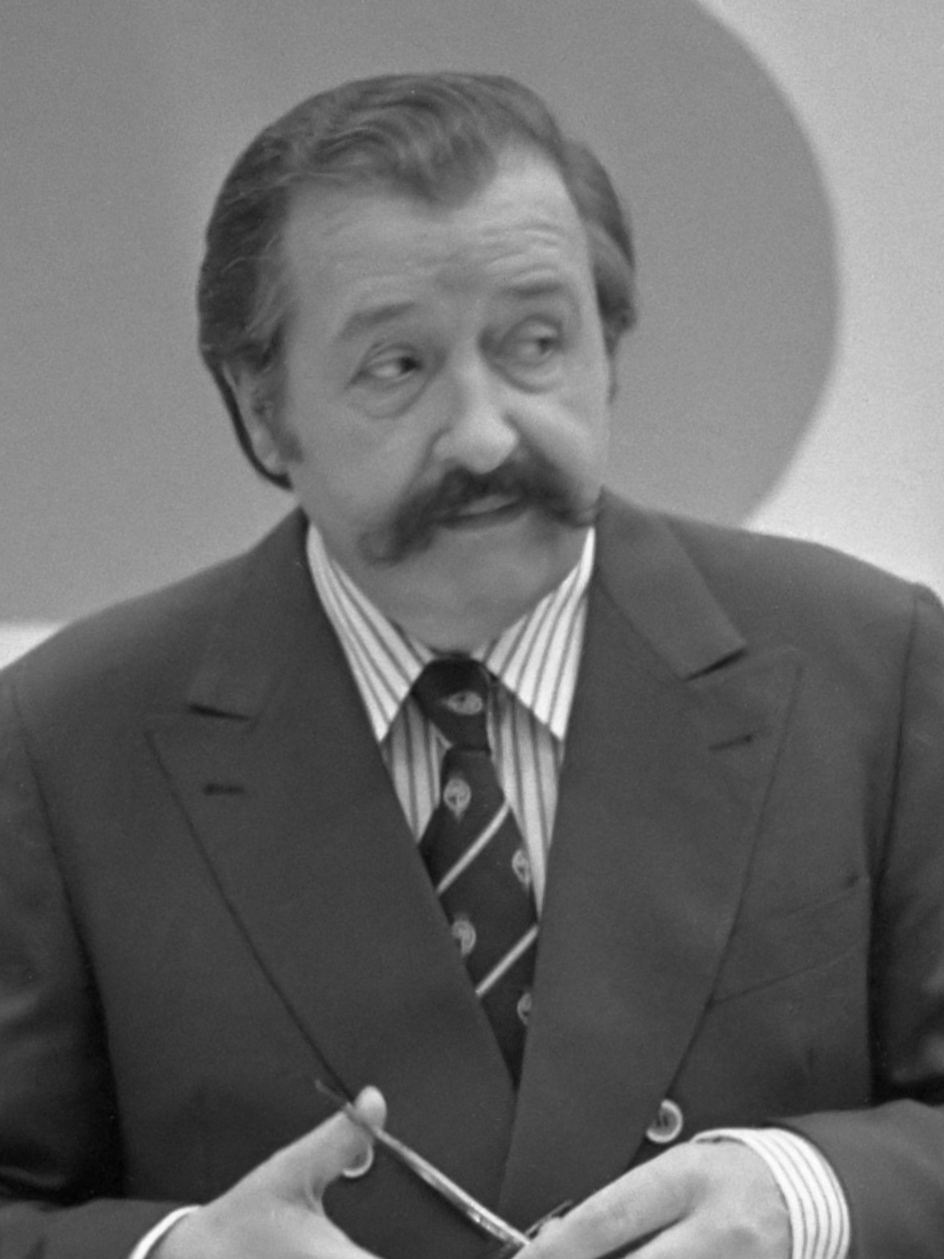
Peter Knegjens
11 januari

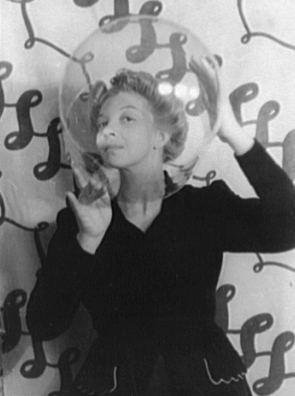
Leonor Fini
18 januari

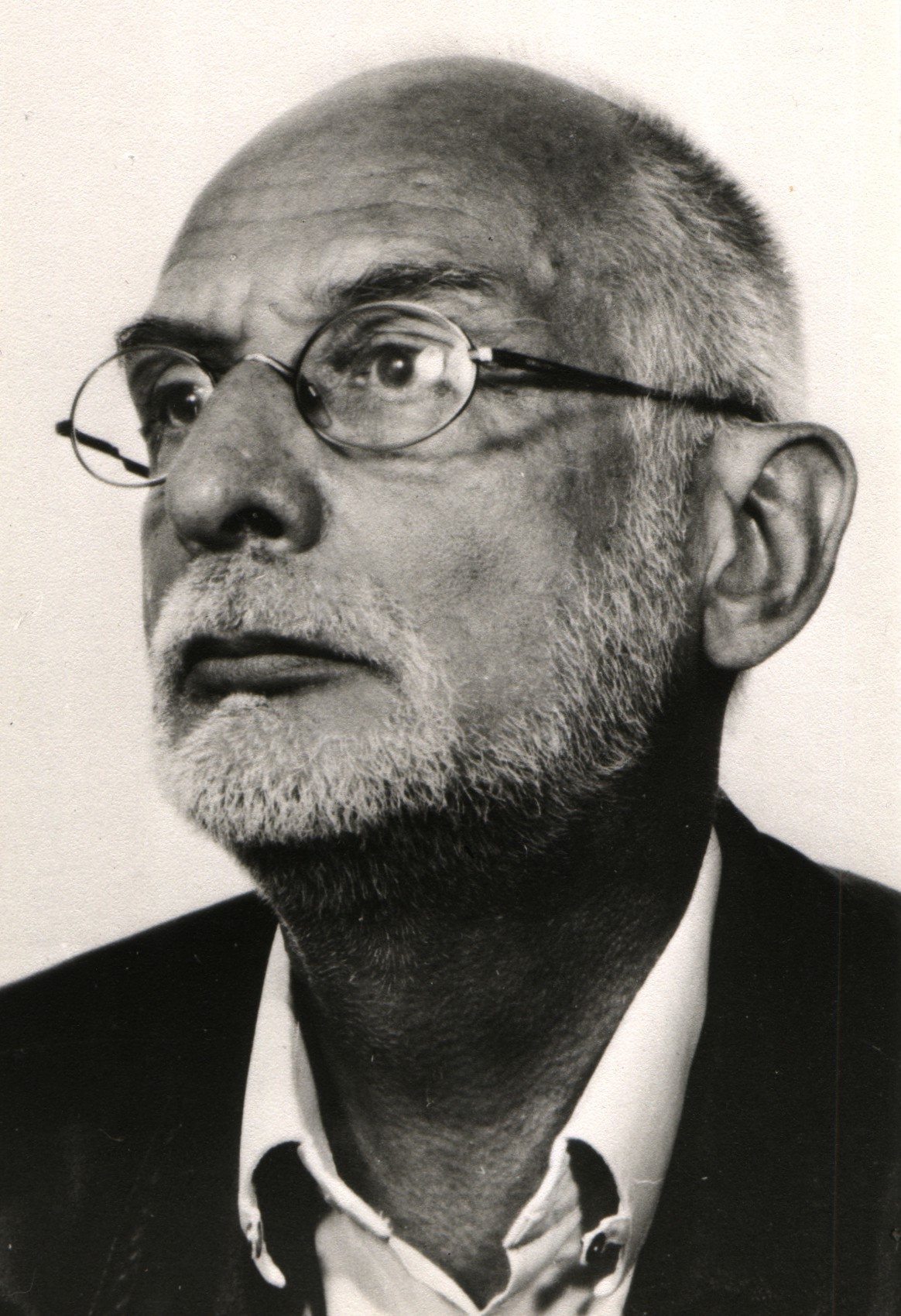
Jos Kunst
18 januari

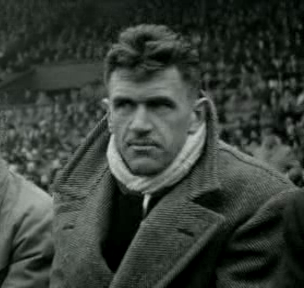
Jef Mermans
20 januari

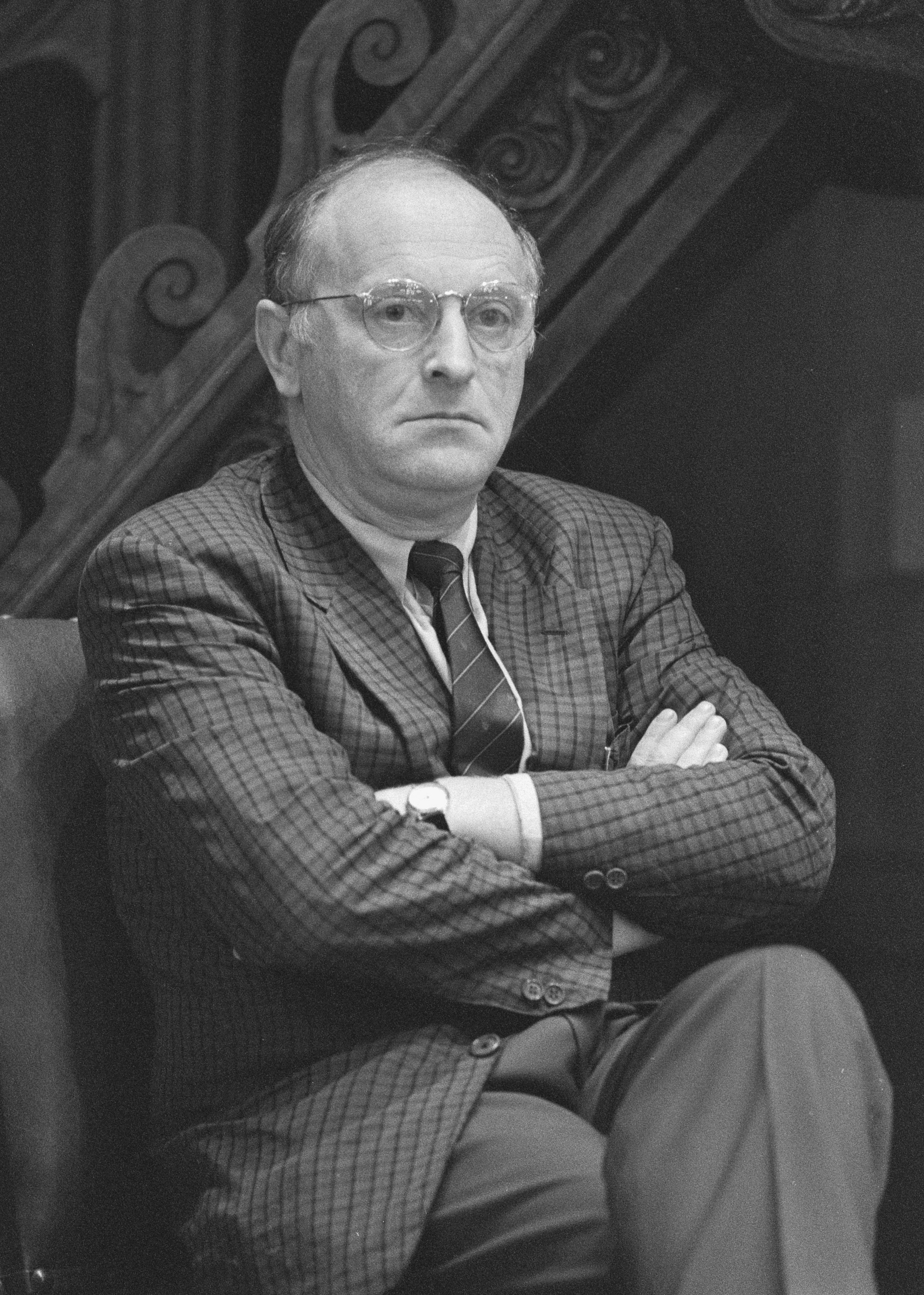
Joseph Brodsky
28 januari

| 1 | 2 | 3 | 4 | 5 | 6 | 7 | 8 | 9 | 10 | 11 | 12 | 13 | 14 | 15 | 16 | 17 | 18 | 19 | 20 | 21 | 22 | 23 | 24 | 25 | 26 | 27 | 28 | 29 | 30 | 31 |
| - | - | - | - | - | - | - | - | - | -- | -- | -- | -- | -- | -- | -- | -- | -- | -- | -- | -- | -- | -- | -- | -- | -- | -- | -- | -- | -- | -- |

### 1 januari
- Eddy Cobiness (62), Canadees kunstenaar
- Paul Degenaar (60), Nederlands–Surinaams voetballer[1]
- Arthur Rudolph (89), Duits raketbouwer en ruimtevaartdeskundige

### 2 januari
- Helmut Salden (85), Duits-Nederlands letter- en boekenontwerper

### 3 januari
- Ernest Soens (91), Belgisch burgemeester

### 4 januari
- Mary Vaders (73), Nederlands verzetsstrijder

### 5 januari
- Yahya Ayyash (29), Palestijns terrorist
- Gus Bivona (80), Amerikaanse jazzmusicus

### 6 januari
- Duane Hanson (70), Amerikaans beeldhouwer
- Jan de Pous (75), Nederlands politicus

### 7 januari
- Fons Baeten (75), Nederlands politicus
- Károly Grósz (65), Hongaars politicus
- Seton Lloyd (93), Brits archeoloog

### 8 januari
- François Mitterrand (79), Frans president

### 9 januari
- Jean Baltus (92), Belgisch arts en senator

### 11 januari
- Peter Knegjens (79), Nederlands sportverslaggever, presentator en reclamemaker
- Walter M. Miller (72), Amerikaans schrijver

### 12 januari
- Bartel Leendert van der Waerden (92), Nederlands wiskundige

### 13 januari
- Theodorus Dubois (88), Nederlands verzetsstrijder

### 15 januari
- Moshoeshoe II van Lesotho (57), koning van Lesotho
- Hein Roethof (74), Nederlands journalist en politicus

### 16 januari
- Pieter Kasteleyn (71), Nederlands natuurkundige en hoogleraar

### 18 januari
- Leonor Fini (87), Argentijns surrealistisch schilderes
- Jos Kunst (60), Nederlands componist en musicoloog

### 19 januari
- Ivonne Lex (68), Belgisch actrice
- Donny Schmit (29), Amerikaans motorcrosser
- Don Simpson (52), Amerikaans filmproducent
- Lucien Theys (68), Belgisch atleet

### 20 januari
- Jef Mermans (73), Belgisch voetballer
- Gerry Mulligan (68), Amerikaans bandleider

### 21 januari
- Efua Sutherland (71), Ghanees toneelschrijfster

### 22 januari
- Bill Cantrell (87), Amerikaans autocoureur
- Ger Lugtenburg (73), Nederlands programmamaker

### 23 januari
- Sjo Diederen (65), Nederlands burgemeester
- Cliff Griffith (79), Amerikaans autocoureur
- Horst Wende (76), Duits muzikant

### 25 januari
- Gerrit Cornelis Berkouwer (92), Nederlands theoloog
- Jonathan Larson (35), Amerikaans componist
- Hennie van Nee (56), Nederlands voetballer
- Petro Sjelest (87), Oekraïens politicus

### 26 januari
- Harold Brodkey (65), Amerikaans schrijver
- Charles Jewtraw (95), Amerikaans schaatser
- Henry Lewis (63), Amerikaans dirigent

### 27 januari
- Ralph Yarborough (92), Amerikaans politicus

### 28 januari
- Joseph Brodsky (55), Russisch dichter
- Jerry Siegel (81), Amerikaans stripauteur

### 29 januari
- Ray Leatherwood (81), Amerikaans jazzmusicus
- Aliye Rona (74), Turks actrice
- Jamie Uys (74), Zuid-Afrikaans regisseur

### 30 januari
- Bob Thiele (73), Amerikaans muziekproducent
- Simon de Waard (90), Nederlands politicus

### 31 januari
- E.C.L. During Caspers (61), Nederlands archeologe

## Februari

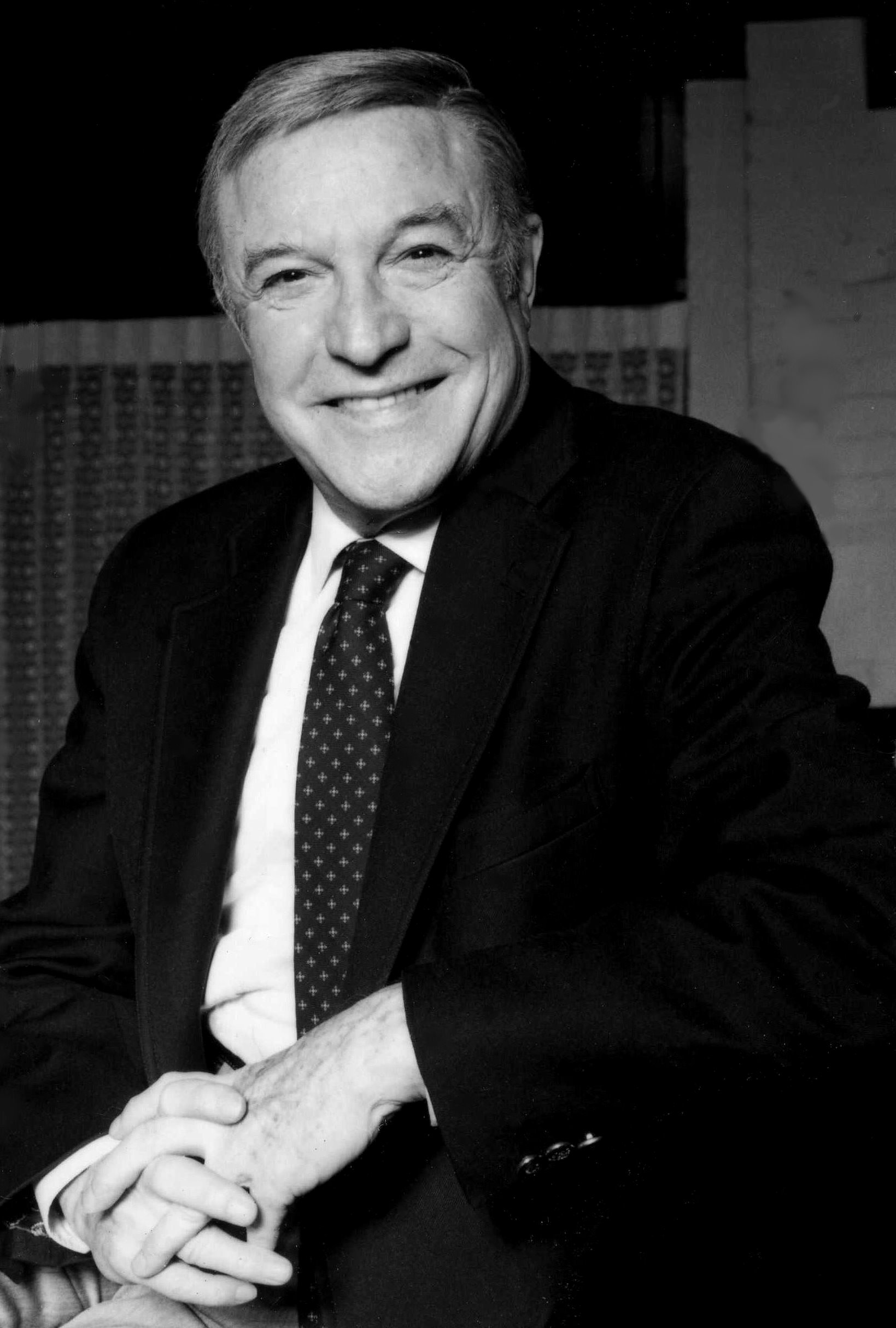
Gene Kelly
2 februari

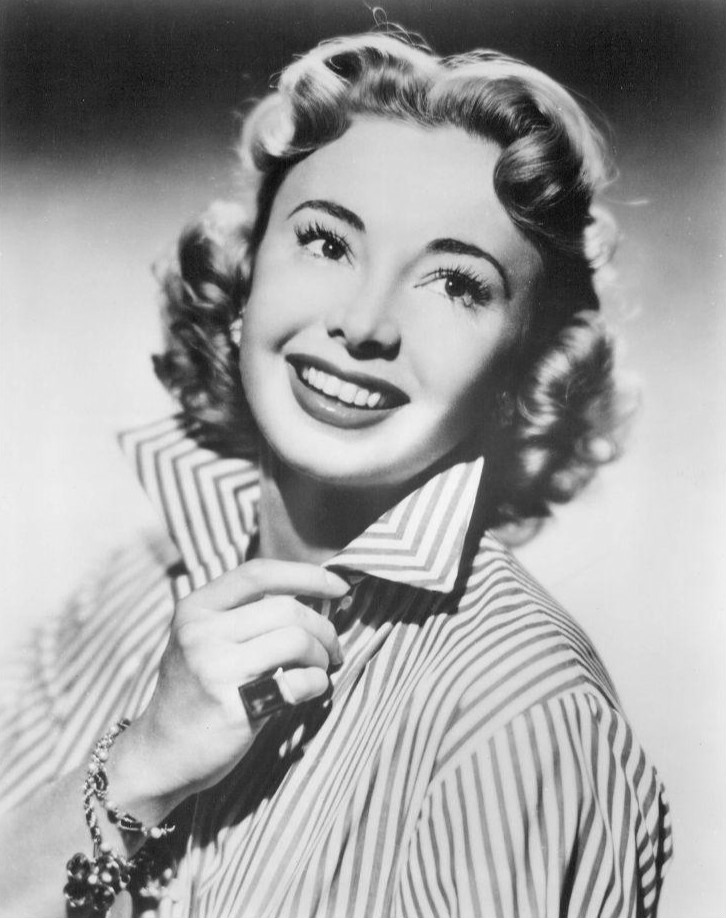
Audrey Meadows
3 februari

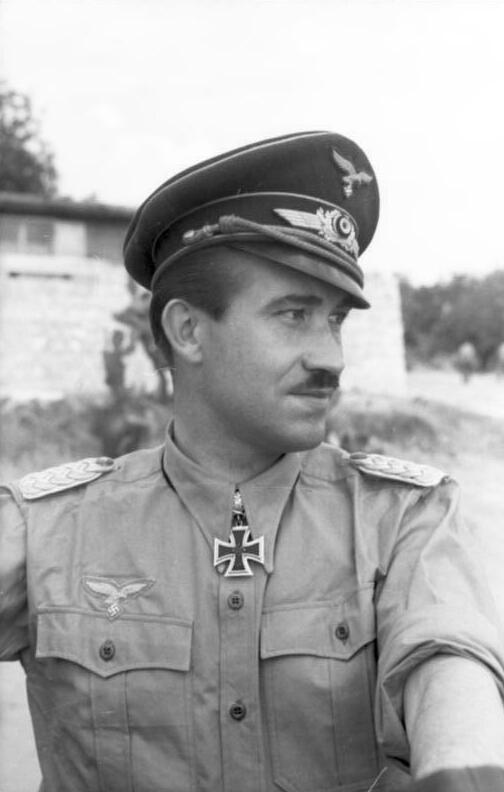
Adolf Galland
9 februari

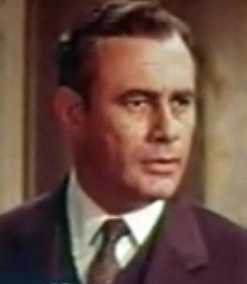
Martin Balsam
13 februari

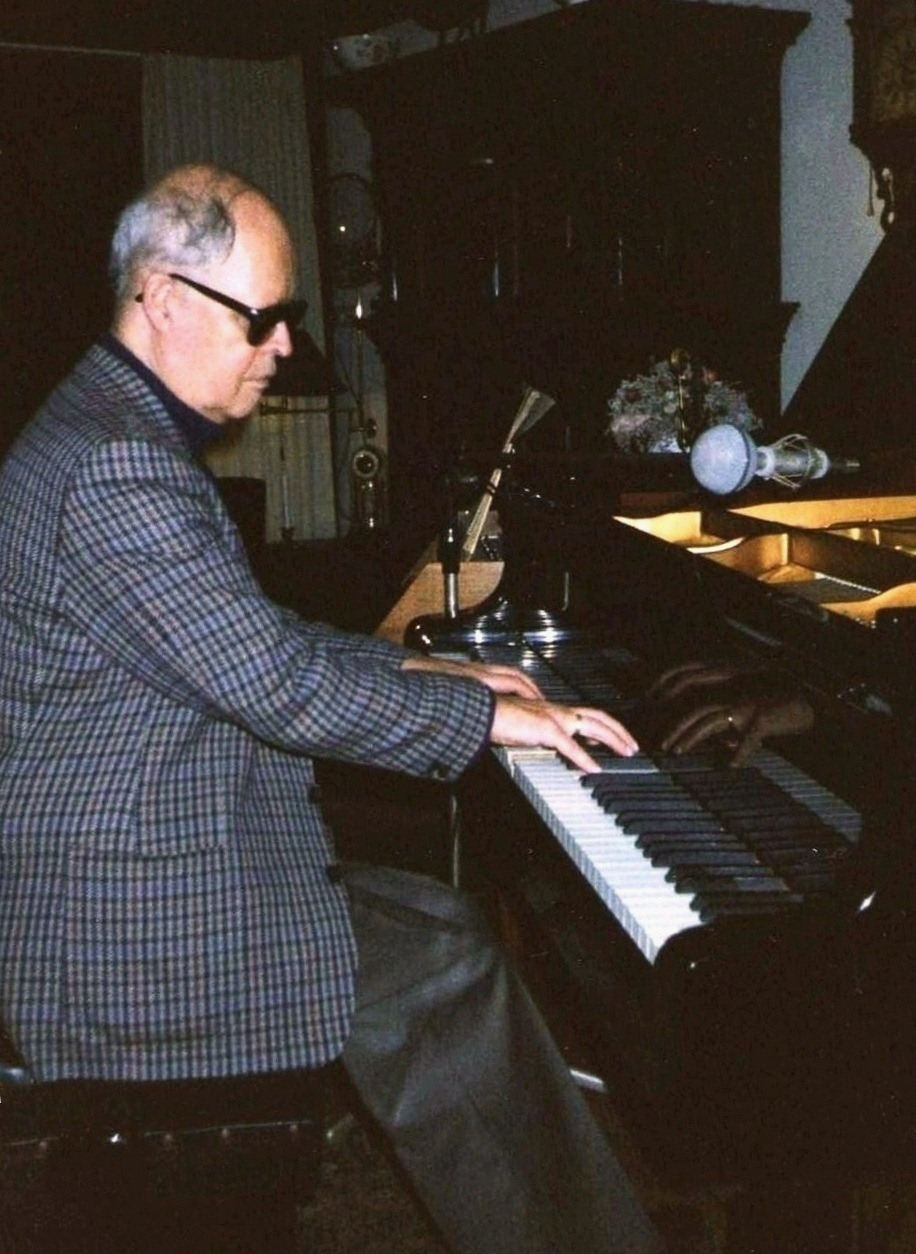
Jules de Corte
16 februari

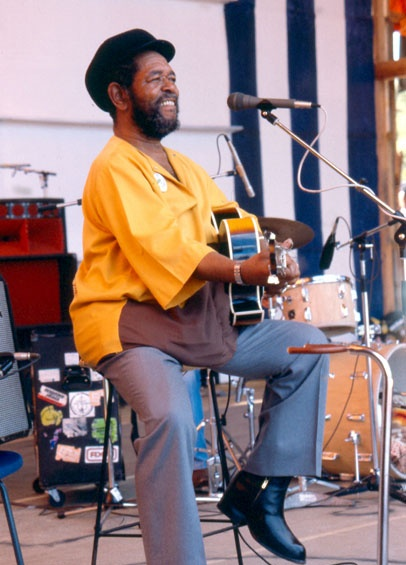
Brownie McGhee
16 februari

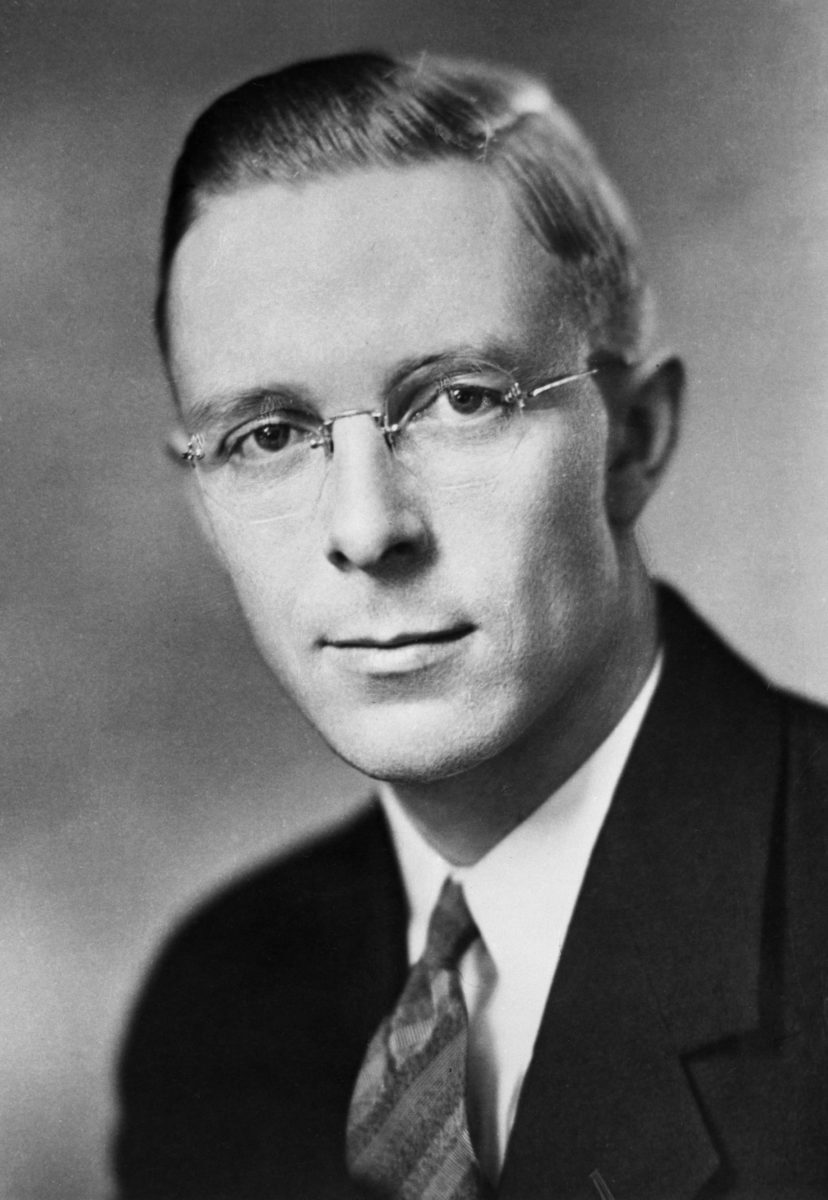
Ernest Manning
19 februari

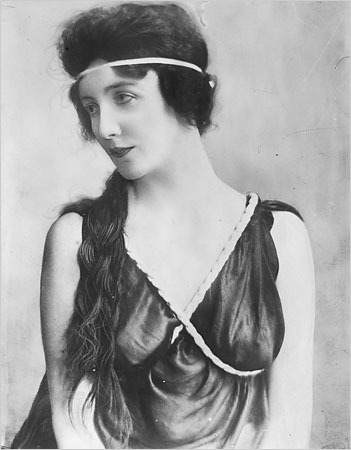
Audrey Munson
20 februari

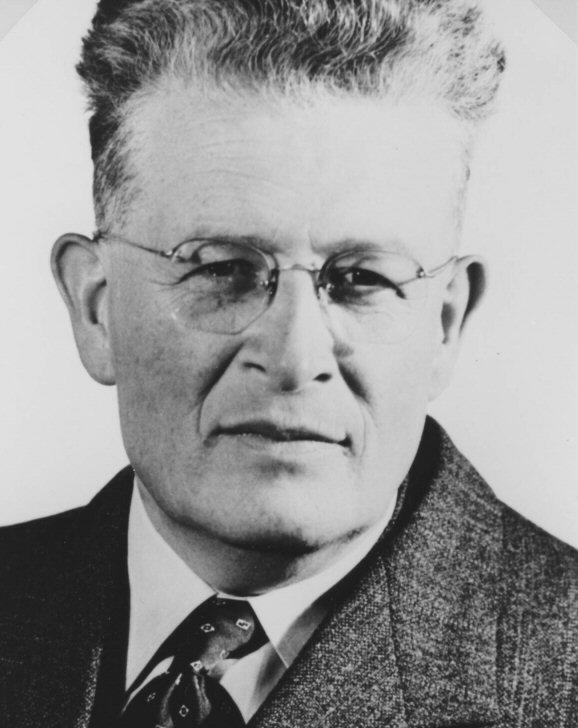
Gerrit Berkhoff
27 februari

| 1 | 2 | 3 | 4 | 5 | 6 | 7 | 8 | 9 | 10 | 11 | 12 | 13 | 14 | 15 | 16 | 17 | 18 | 19 | 20 | 21 | 22 | 23 | 24 | 25 | 26 | 27 | 28 | 29 |
| - | - | - | - | - | - | - | - | - | -- | -- | -- | -- | -- | -- | -- | -- | -- | -- | -- | -- | -- | -- | -- | -- | -- | -- | -- | -- |

### 1 februari
- Ray Crawford (80), Amerikaans autocoureur

### 2 februari
- Gene Kelly (83), Amerikaans acteur, danser en zanger
- Minao Shibata (79), Japans componist

### 3 februari
- Norm Houser (80), Amerikaans autocoureur
- Audrey Meadows (73), Amerikaans actrice

### 4 februari
- Joop Luijkenaar (78), Nederlands militair
- Alfredo Nobre da Costa (72), Portugees politicus
- John P. Paynter (67), Amerikaans componist en dirigent
- Jan Van den Eynden (77), Belgisch politicus

### 5 februari
- Coen Bekink (73), Nederlands architect en stedenbouwkundige

### 6 februari
- Henk Bremmer (91), Nederlands natuurkundige
- Patsy Smart (77), Brits actrice

### 7 februari
- Robert van Oostenrijk-Este (80), Oostenrijks prins
- Boris Tsjaikovski (70), Russisch componist
- Henk Veldhoen (51), Nederlands politicus

### 8 februari
- Mercer Ellington (76), Amerikaans jazztrompettist en componist
- José Poy (69), Argentijns voetbaldoelman en trainer
- Lidija Tsjoekovskaja (88), Russisch schrijver

### 9 februari
- Alistair Cameron Crombie (80), Australisch wetenschapshistoricus
- Adolf Galland (83), Duits militair
- Marcel Vanderhaegen (79), Belgisch politicus

### 10 februari
- Klaus-Dieter Seehaus (53), Oost-Duits voetballer

### 11 februari
- Quarentinha (62), Braziliaans voetballer
- Pierre Verger (93), Frans fotograaf en etnoloog

### 12 februari
- Dési von Halban (83), Oostenrijks zangeres
- Bob Shaw (64), Brits schrijver

### 13 februari
- Martin Balsam (76), Amerikaans acteur
- Hans Friedeman (58), Nederlands wetenschapsjournalist
- Riemko Holtrop (81), Nederlands kunstenaar
- Hans Petri (76), Nederlands beeldhouwer

### 14 februari
- Gied Jaspars (56), Nederlands televisiemaker
- Bob Paisley (77), Brits voetballer en voetbaltrainer

### 15 februari
- Henri Simonet (64), Belgisch politicus
- McLean Stevenson (68), Amerikaans acteur
- Brunó Straub (82), Hongaars politicus
- Sybren Valkema (79), Nederlands glaskunstenaar

### 16 februari
- Pat Brown (90), Amerikaans politicus
- Jules de Corte (71), Nederlands liedschrijver, componist, pianist en zanger
- Fernand Lepage (90), Belgisch rechter
- Brownie McGhee (80), Amerikaans blueszanger
- Joseph Thienpont (82), Belgisch politicus

### 17 februari
- Hervé Bazin (84), Frans schrijver
- Michele Lufrano (80), Italiaans componist
- Arie Scheygrond (91), Nederlands bioloog

### 19 februari
- Antonio Creus (71), Spaans autocoureur
- Ernest Manning (87), Canadees politicus

### 20 februari
- Solomon Asch (88), Amerikaans psycholoog
- Audrey Munson (104), Amerikaans actrice en model
- Toru Takemitsu (65), Japans componist

### 21 februari
- Gerhardes Laurentius Ensink (74), Nederlands verzetsstrijder
- Morton Gould (82), Amerikaans musicus en componist

### 23 februari
- William Bonin (49), Amerikaans seriemoordenaar
- Birgit Brüel (68), Deens zangeres en actrice
- Raf Mailleux (79), Belgisch beeldhouwer en medailleur
- Helmut Schön (80), Duits voetballer en voetbaltrainer

### 24 februari
- Piet Derksen (83), Nederlands ondernemer
- Anna Larina (82), Sovjet-Russisch publiciste

### 26 februari
- Mieczysław Weinberg (76), Pools componist

### 27 februari
- Gerrit Berkhoff (94), Nederlands scheikundige en bestuurder
- Adhémar Deneir (61), Belgisch politicus
- Mathilde Schroyens (83), Belgisch politicus

### 29 februari
- Wes Farrell (56), Amerikaans songwriter en muziekuitgever
- Cor Hoekstra (64), Nederlands cartoonist

## Maart

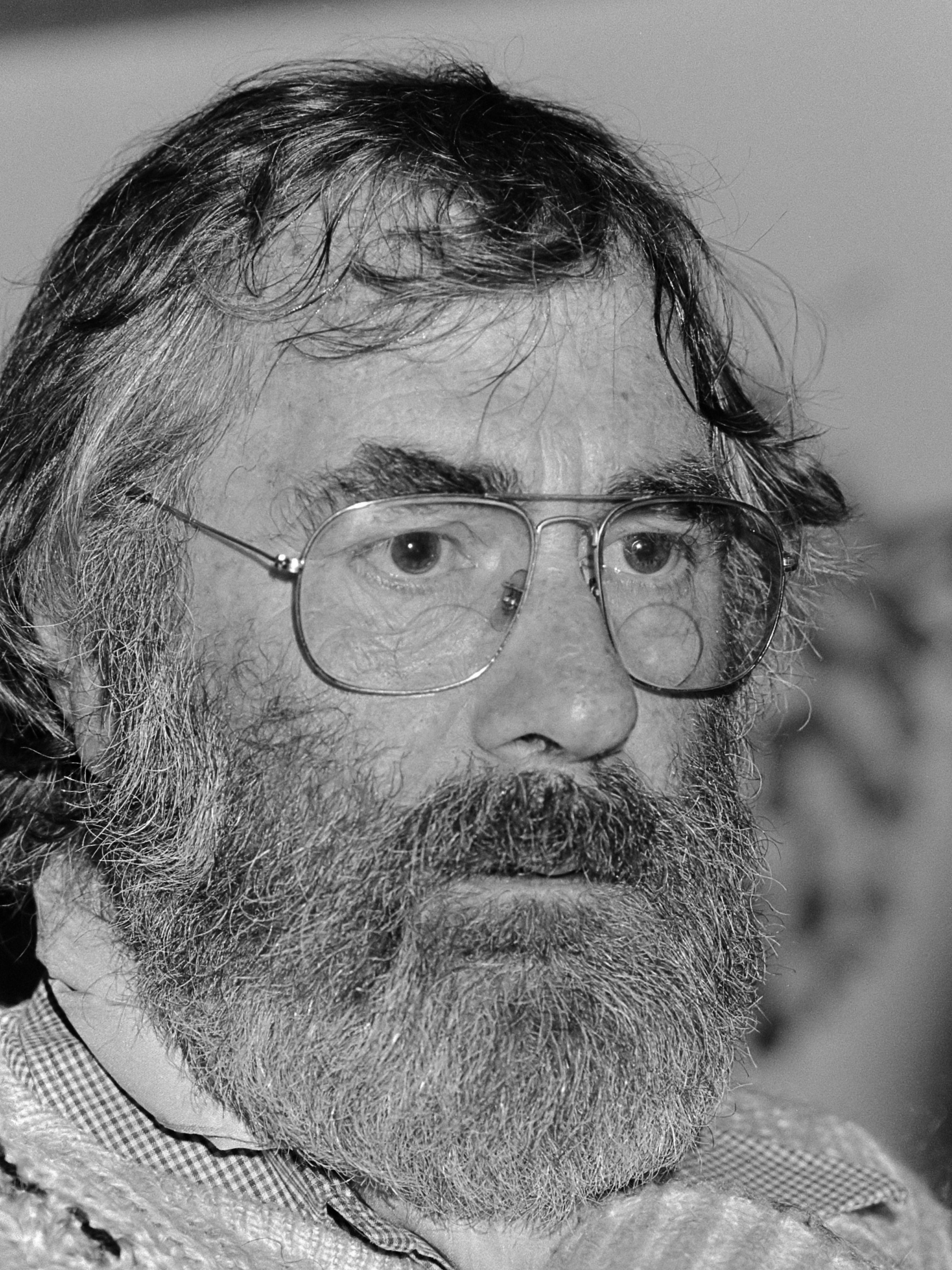
Leen Valkenier
1 maart

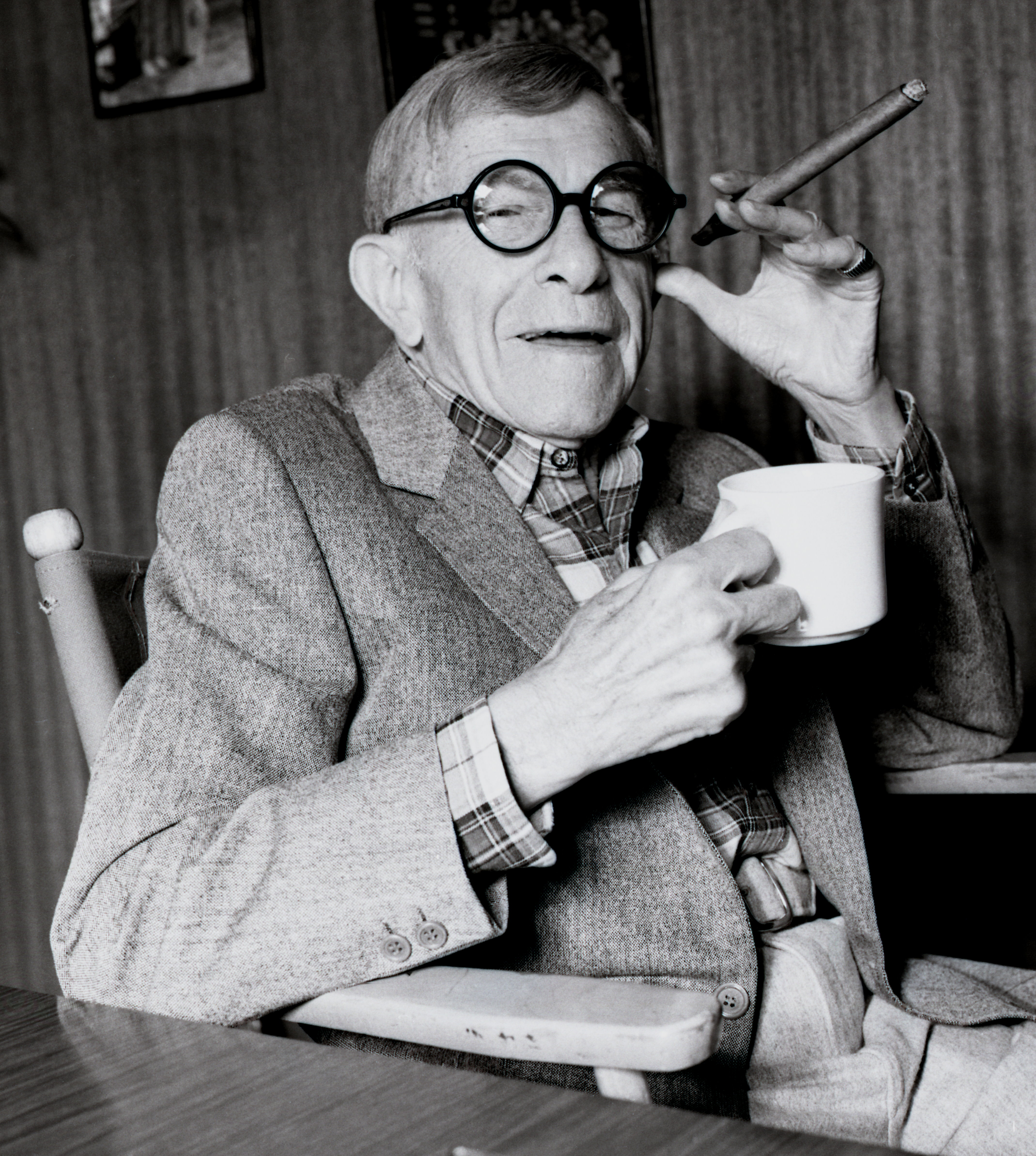
George Burns
9 maart

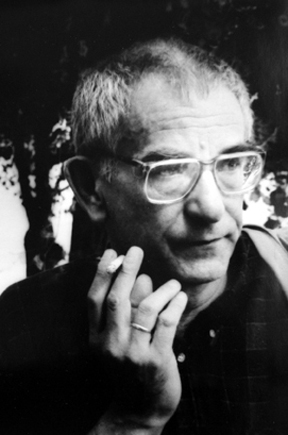
Krzysztof Kieślowski
13 maart

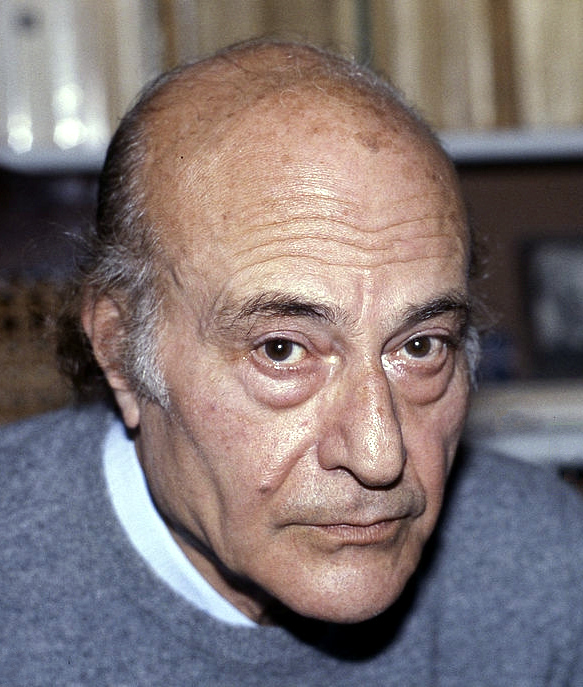
Odýsseas Elýtis
18 maart

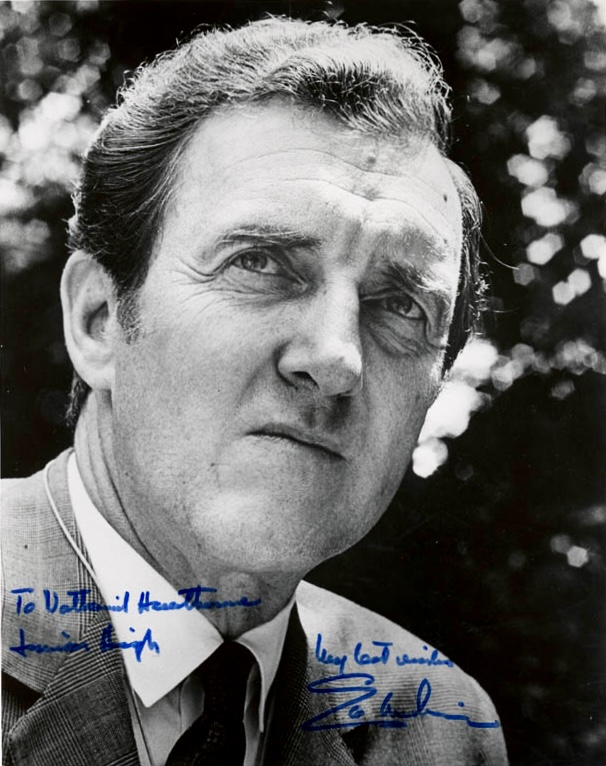
Edmund Muskie
26 maart

| 1 | 2 | 3 | 4 | 5 | 6 | 7 | 8 | 9 | 10 | 11 | 12 | 13 | 14 | 15 | 16 | 17 | 18 | 19 | 20 | 21 | 22 | 23 | 24 | 25 | 26 | 27 | 28 | 29 | 30 | 31 |
| - | - | - | - | - | - | - | - | - | -- | -- | -- | -- | -- | -- | -- | -- | -- | -- | -- | -- | -- | -- | -- | -- | -- | -- | -- | -- | -- | -- |

### 1 maart
- Alf Lombard (93), Zweeds taalkundige
- Jacobo Majluta Azar (61), Dominicaans politicus
- Leen Valkenier (71), Nederlands schrijver
- Marie-Hélène van Zuylen van Nyevelt van de Haar (68), lid Belgische adel

### 2 maart
- Jaak Van Hombeek (77), Belgisch acteur
- Yrrah (63), Nederlands tekenaar

### 3 maart
- Marguerite Duras (81), Frans schrijfster
- Walter Kaaden (76), Duits ingenieur

### 6 maart
- Paul Boey (80), Belgisch zanger
- Simon Cadell (45), Brits acteur
- Jurandir (55), Braziliaans voetballer

### 8 maart
- Bill Graber (85), Amerikaans atleet
- Feike Salverda (49), Nederlands journalist en televisiemaker

### 9 maart
- George Burns (100), Amerikaans acteur en komiek
- Ad Windig (83), Nederlands fotograaf

### 10 maart
- Herman Corijn (75), Belgisch filosoof

### 11 maart
- Merle Isaac (97), Amerikaans componist
- Thorleif Olsen (74), Noors voetballer

### 13 maart
- Krzysztof Kieślowski (54), Pools filmregisseur
- Herman Renz (29), Nederlands circusdirecteur
- Lucio Fulci (68), Italiaans acteur

### 15 maart
- Harold Courlander (87), Amerikaans antropoloog en schrijver
- Wolfgang Koeppen (89), Duits schrijver

### 17 maart
- René Clément (82), Frans filmregisseur

### 18 maart
- Odýsseas Elýtis (84), Grieks dichter
- Robert van der Veen (89), Nederlands hockeyspeler
- Balthasar Woll (73), Duits militair

### 19 maart
- Virginia Henderson (98), Amerikaans verpleegkundig onderzoeker

### 22 maart
- Claude Mauriac (81), Frans schrijver
- Václav Nelhýbel (76), Amerikaans componist en dirigent
- Harry Sosnik (89), Amerikaans componist

### 25 maart
- Lola Beltrán (64), Mexicaans zangeres
- Eduard Dehandschutter (94), Belgisch politicus
- Staf Janssens (75), Belgisch ondernemer
- Dioscoro Rabor (84), Filipijns zoöloog en natuurbeschermer

### 26 maart
- Edmund Muskie (81), Amerikaans politicus
- Tom Naastepad (75), Nederlands theoloog
- David Packard (83), Amerikaans ondernemer en politicus

### 27 maart
- Chris van Paassen (78), Nederlands sociaal geograaf

### 29 maart
- Ivan Kalita (69), Sovjet-Russisch ruiter

### 31 maart
- Karel Colnot (74), Nederlands kunstenaar

## April

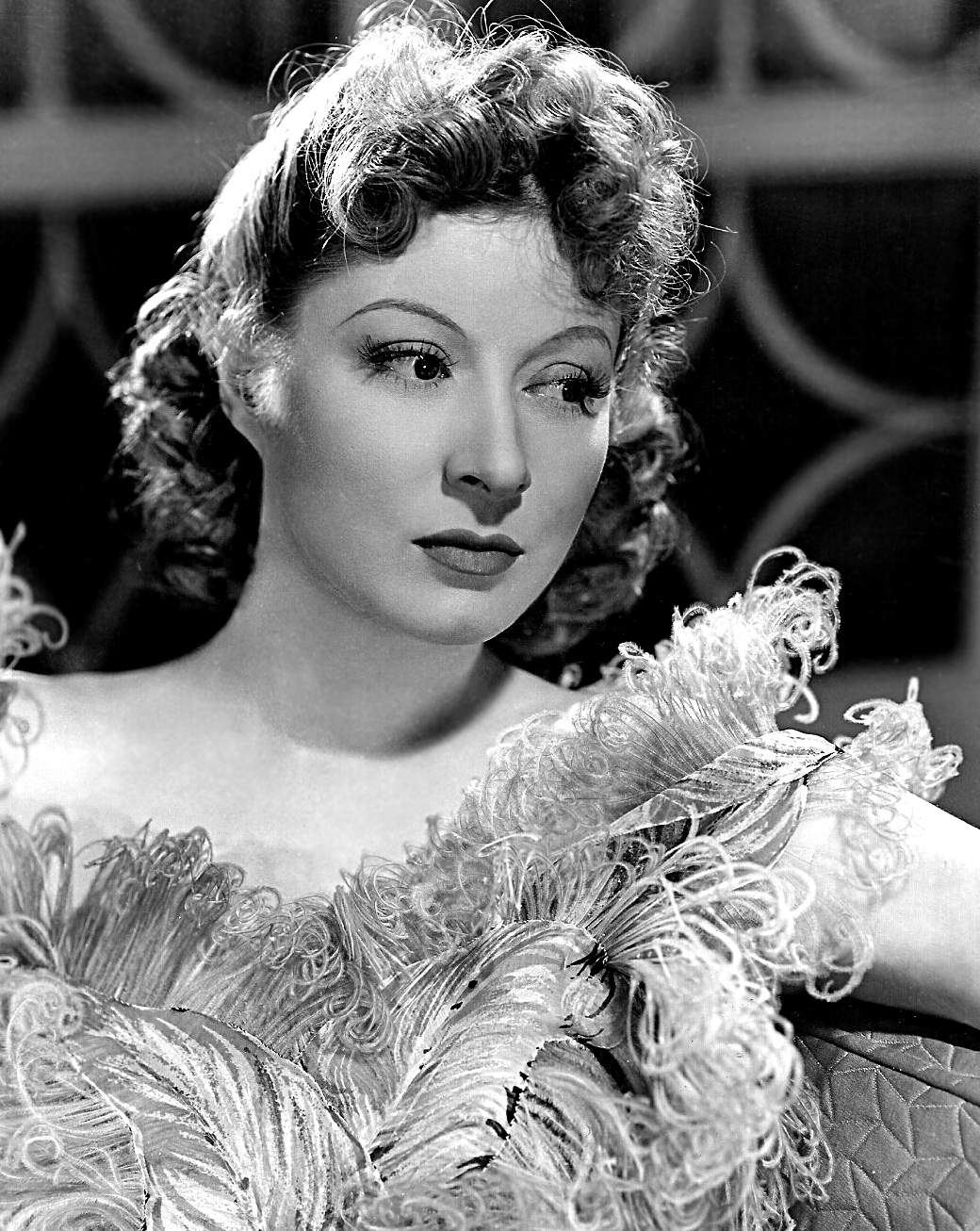
Greer Garson
6 april

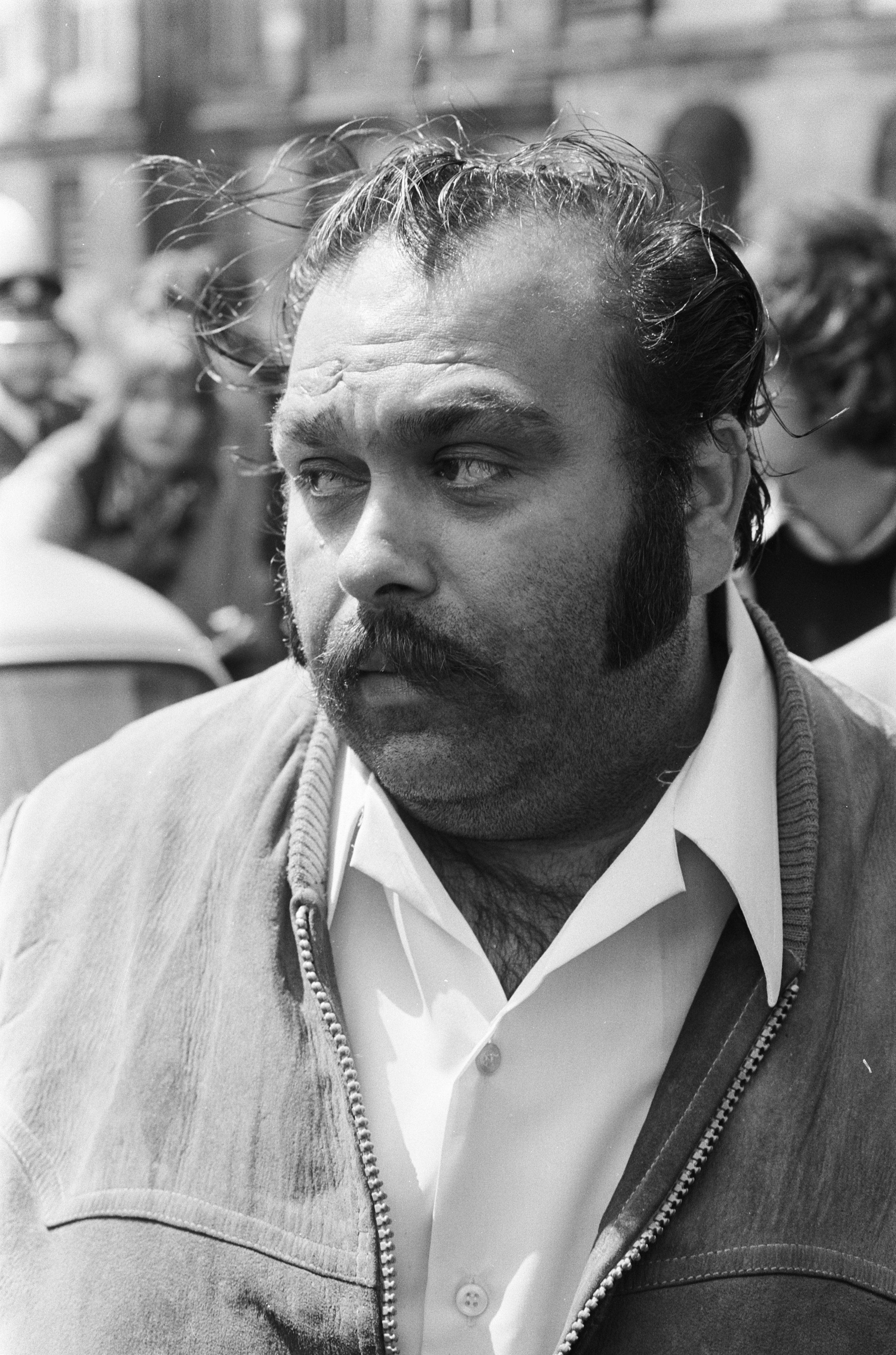
Koko Petalo
11 april

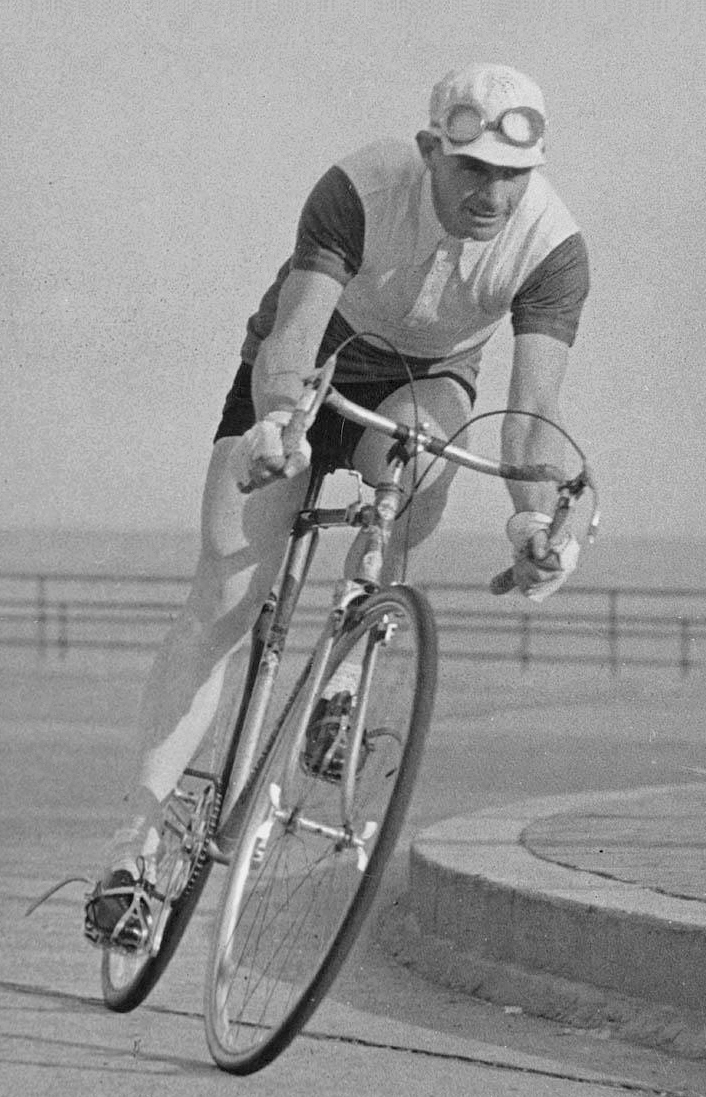
Hubert Opperman
18 april

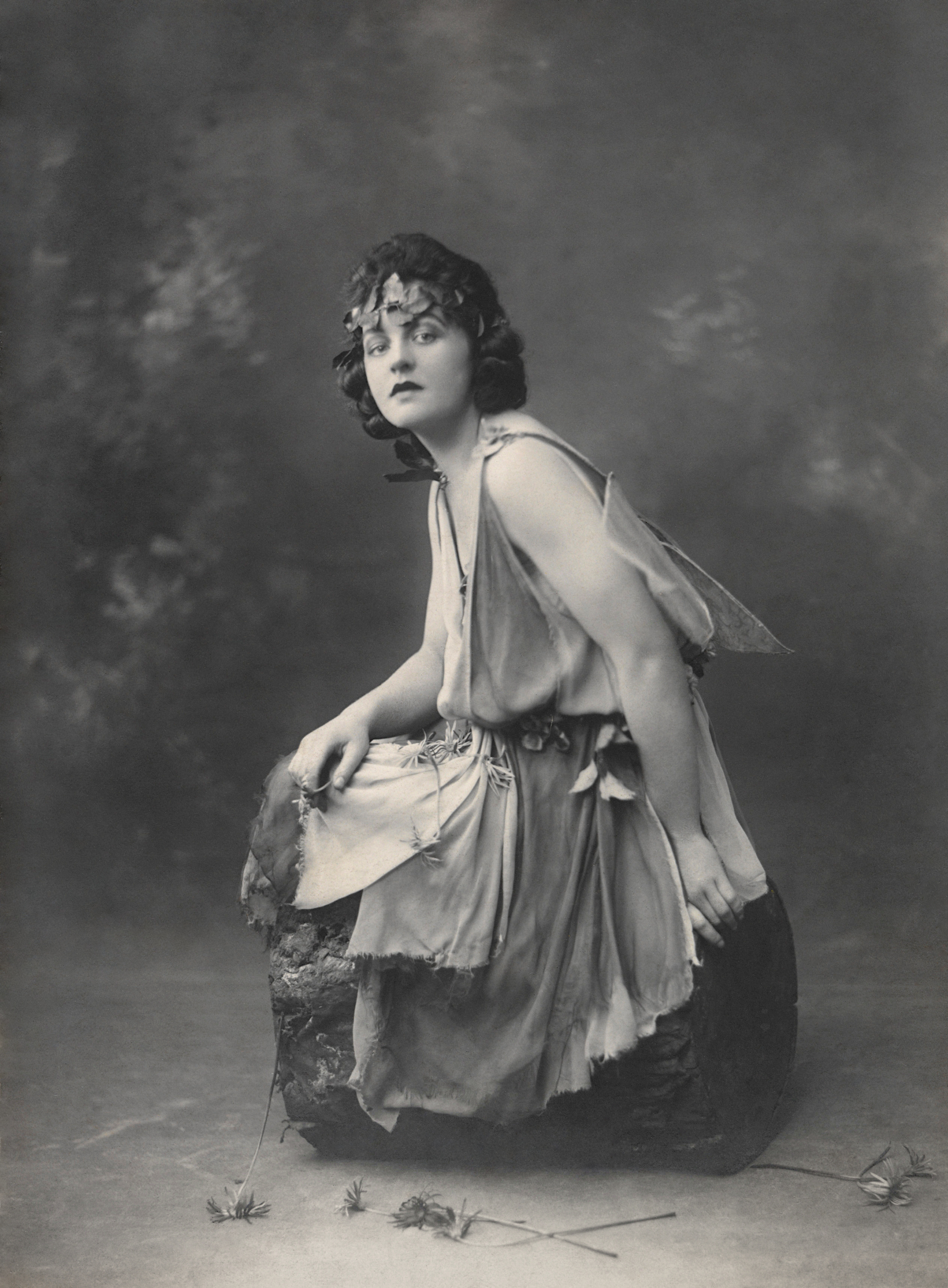
Pamela L. Travers
23 april

| 1 | 2 | 3 | 4 | 5 | 6 | 7 | 8 | 9 | 10 | 11 | 12 | 13 | 14 | 15 | 16 | 17 | 18 | 19 | 20 | 21 | 22 | 23 | 24 | 25 | 26 | 27 | 28 | 29 | 30 |
| - | - | - | - | - | - | - | - | - | -- | -- | -- | -- | -- | -- | -- | -- | -- | -- | -- | -- | -- | -- | -- | -- | -- | -- | -- | -- | -- |

### 1 april
- Antonie Cohen (73), Nederlands taalkundige
- Léon Pétillon (91), Belgisch politicus

### 2 april
- Ian Mitchell (49), Schots voetballer

### 3 april
- Maurice Brasseur (86), Belgisch politicus
- Jo Privat (75), Frans accordeonist en componist
- Dick van Rijn (82), Nederlands sportverslaggever

### 4 april
- Barney Ewell (78), Amerikaans atleet

### 5 april
- Jac Maris (96), Nederlands beeldhouwer
- Nadieh (37), Nederlands zangeres

### 6 april
- John Bulkeley (84), Amerikaans militair
- Greer Garson (91), Brits actrice

### 8 april
- Ben Johnson (77), Amerikaans acteur
- Fried Walter (88), Duits componist

### 11 april
- Koko Petalo (53), Nederlands zigeunervoorman

### 12 april
- Harmanus Hondius (92), Nederlands ingenieur en politicus

### 14 april
- Rinus van den Bosch (58), Nederlands kunstenaar

### 16 april
- Tomás Gutiérrez Alea (67), Cubaans regisseur
- Stavros Niarchos (86), Grieks reder
- Nel Schuttevaêr-Velthuys (92), Nederlands schrijfster[2]

### 17 april
- Gijsberta van Garderen (93), Nederlandse verzetsstrijdster

### 18 april
- Piet Hein (90), Deens wiskundige, uitvinder, schrijver en dichter
- Hubert Opperman (91), Australisch wielrenner en politicus

### 21 april
- Dzjochar Doedajev (52), Tsjetsjeens politicus

### 23 april
- Mario Luigi Ciappi (86), Italiaans kardinaal
- Pamela Lyndon Travers (96), Australisch schrijfster

### 25 april
- Saul Bass (76), Amerikaans grafisch ontwerper
- Hans Stam (77), Nederlands waterpolospeler

### 27 april
- Gilles Grangier (84), Frans filmregisseur

### 29 april
- François Picard (75), Frans autocoureur

### 30 april
- Julio César Méndez Montenegro (79), Guatemalteeks politicus
- Juan Hohberg (69), Uruguayaans voetballer en trainer

## Mei

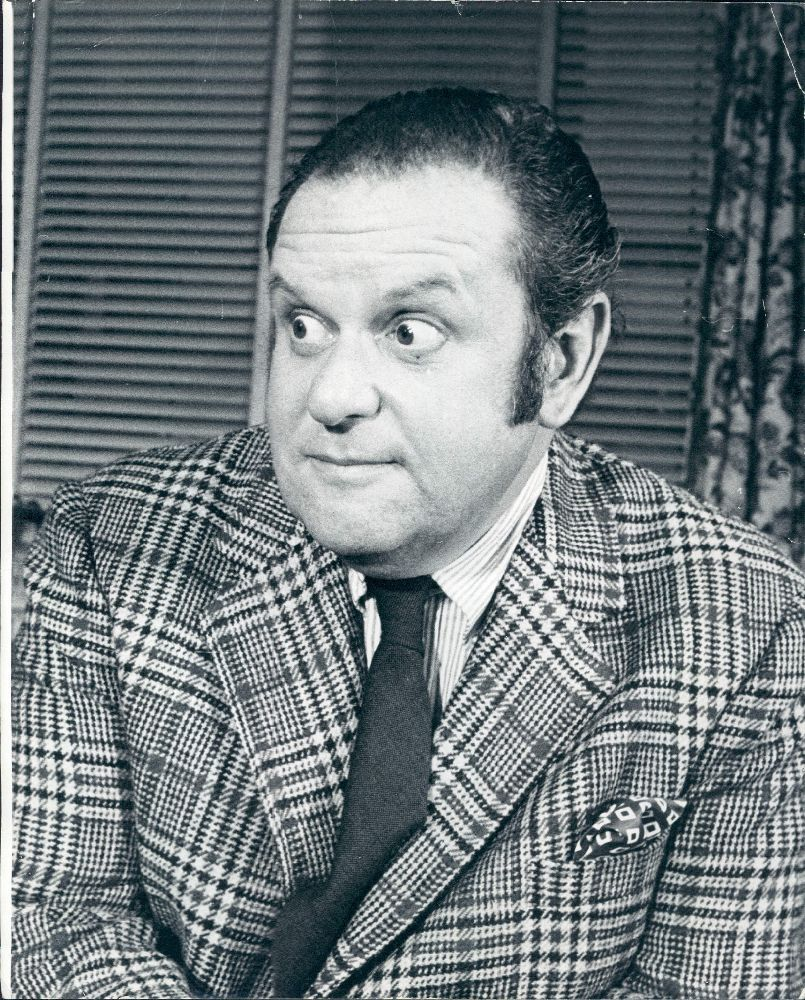
Jack Weston
3 mei

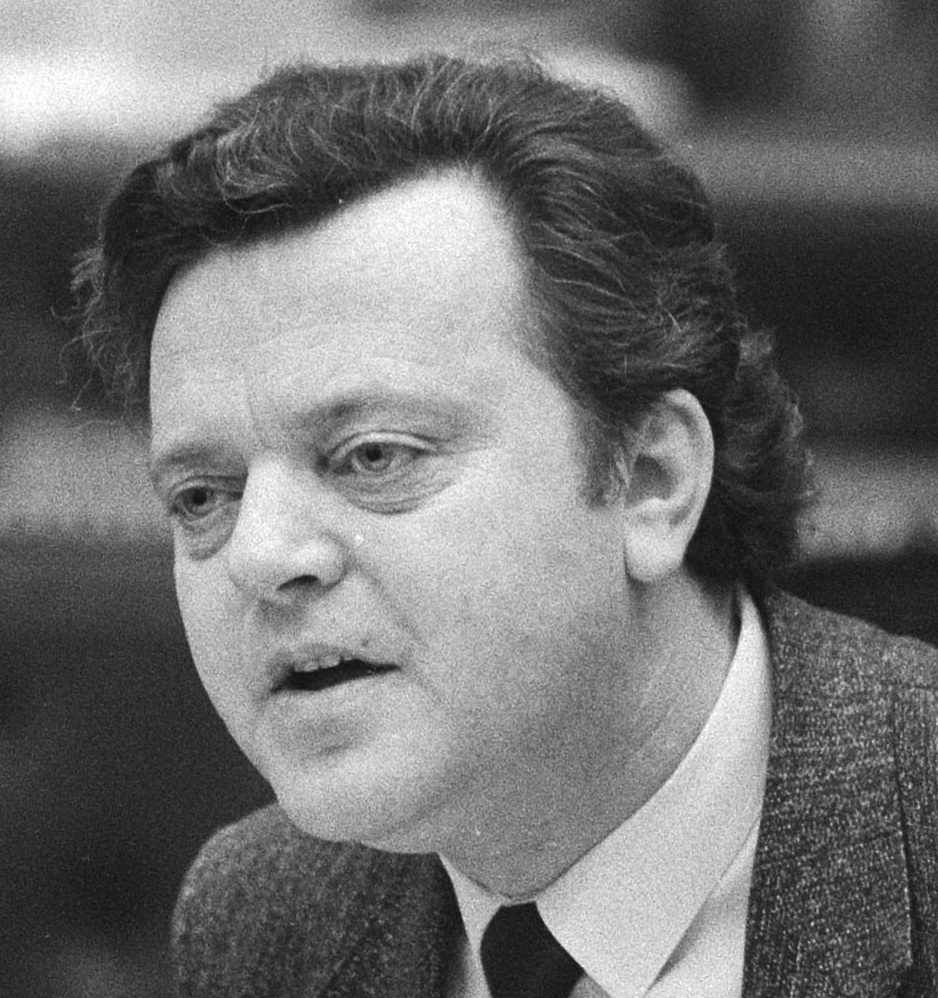
Fred Borgman
11 mei

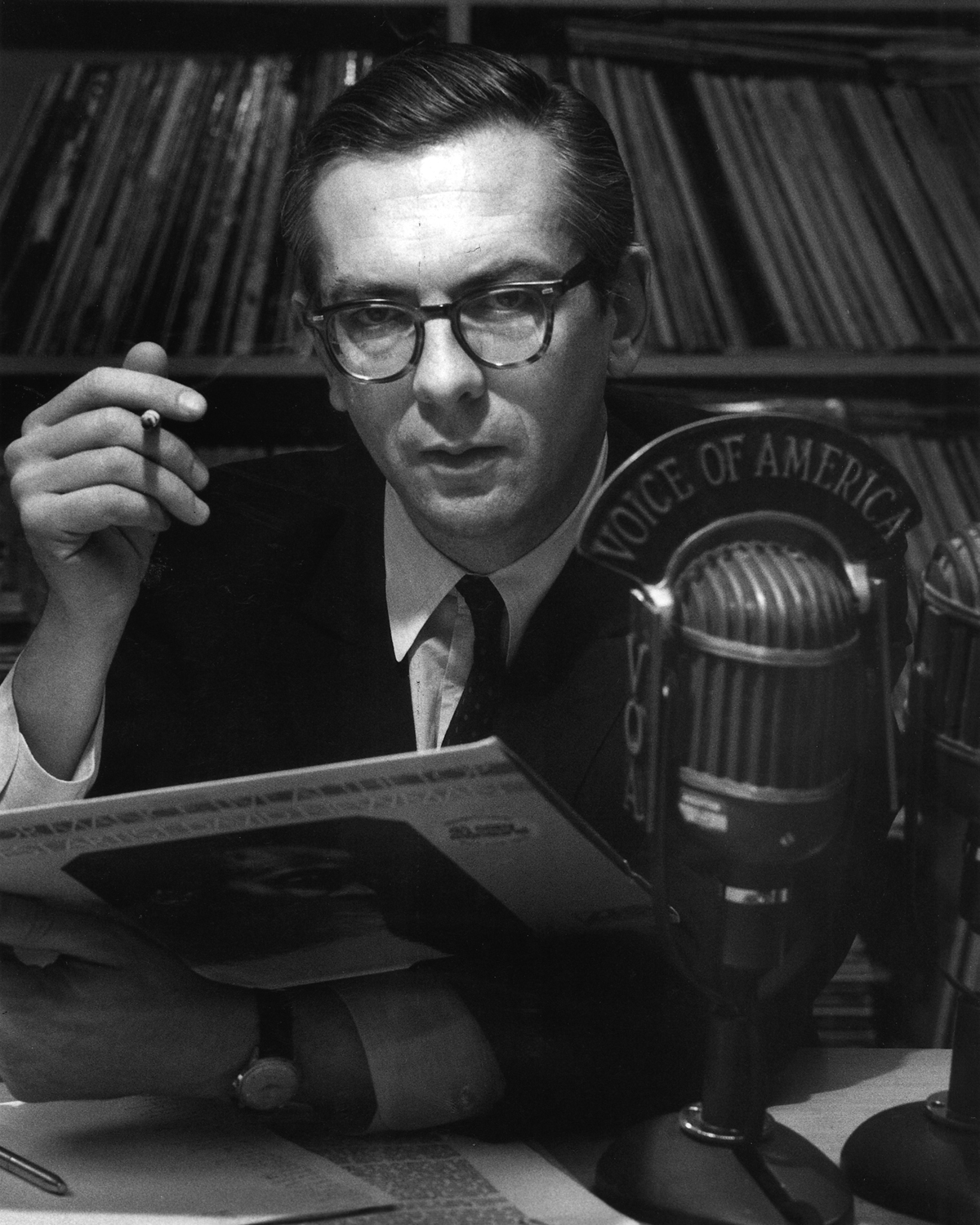
Willis Conover
17 mei

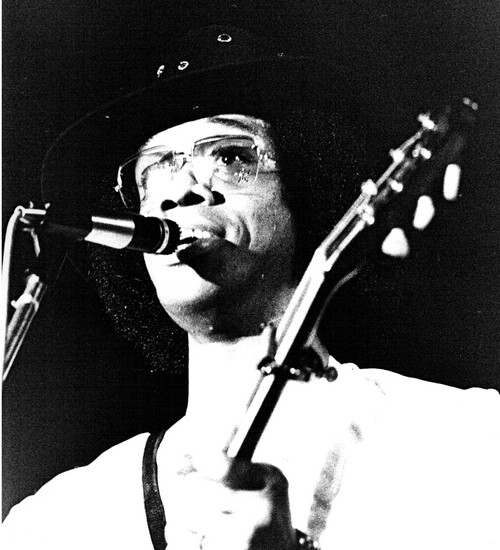
Johnny Watson
17 mei

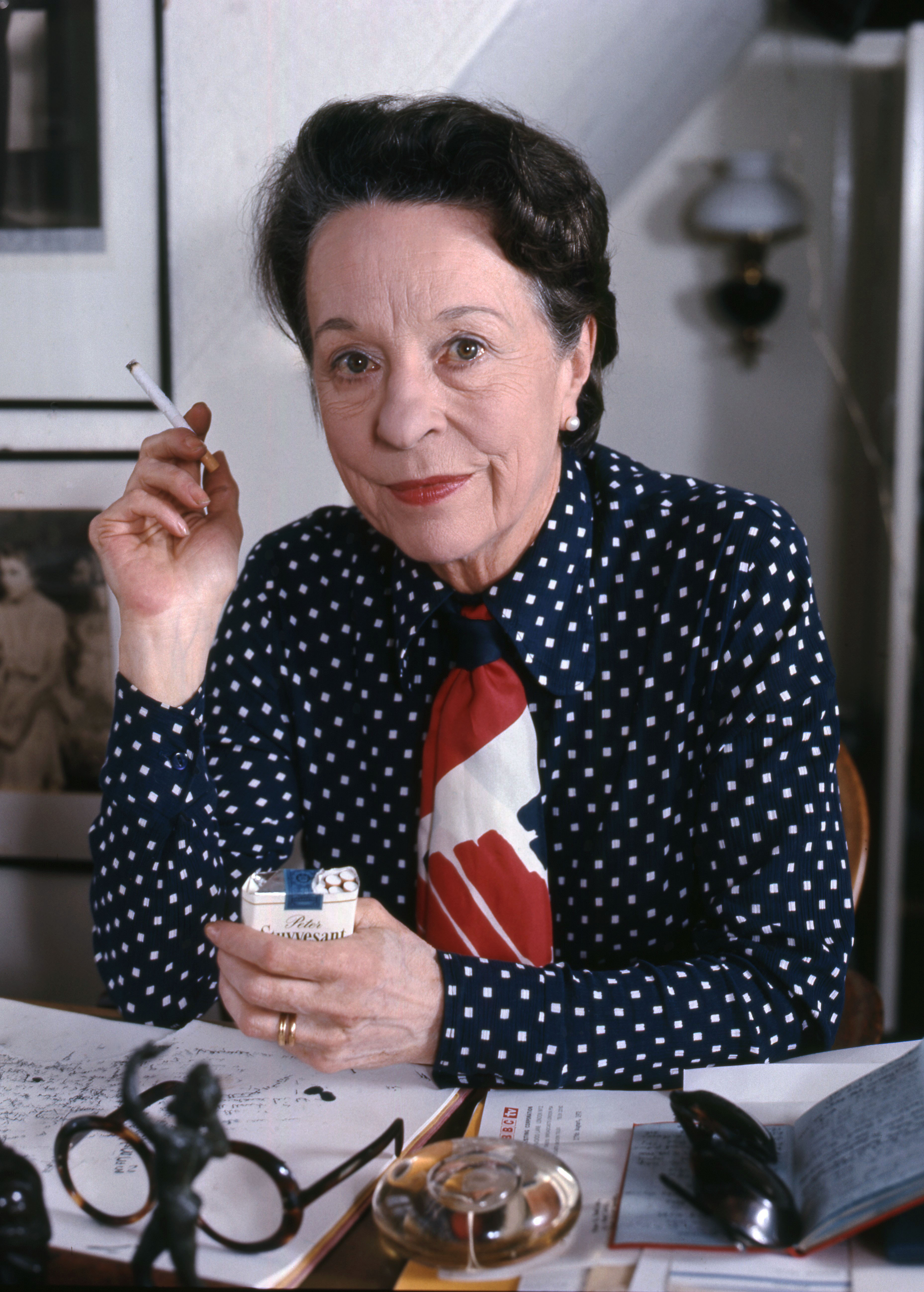
Margaret Rawlings
19 mei

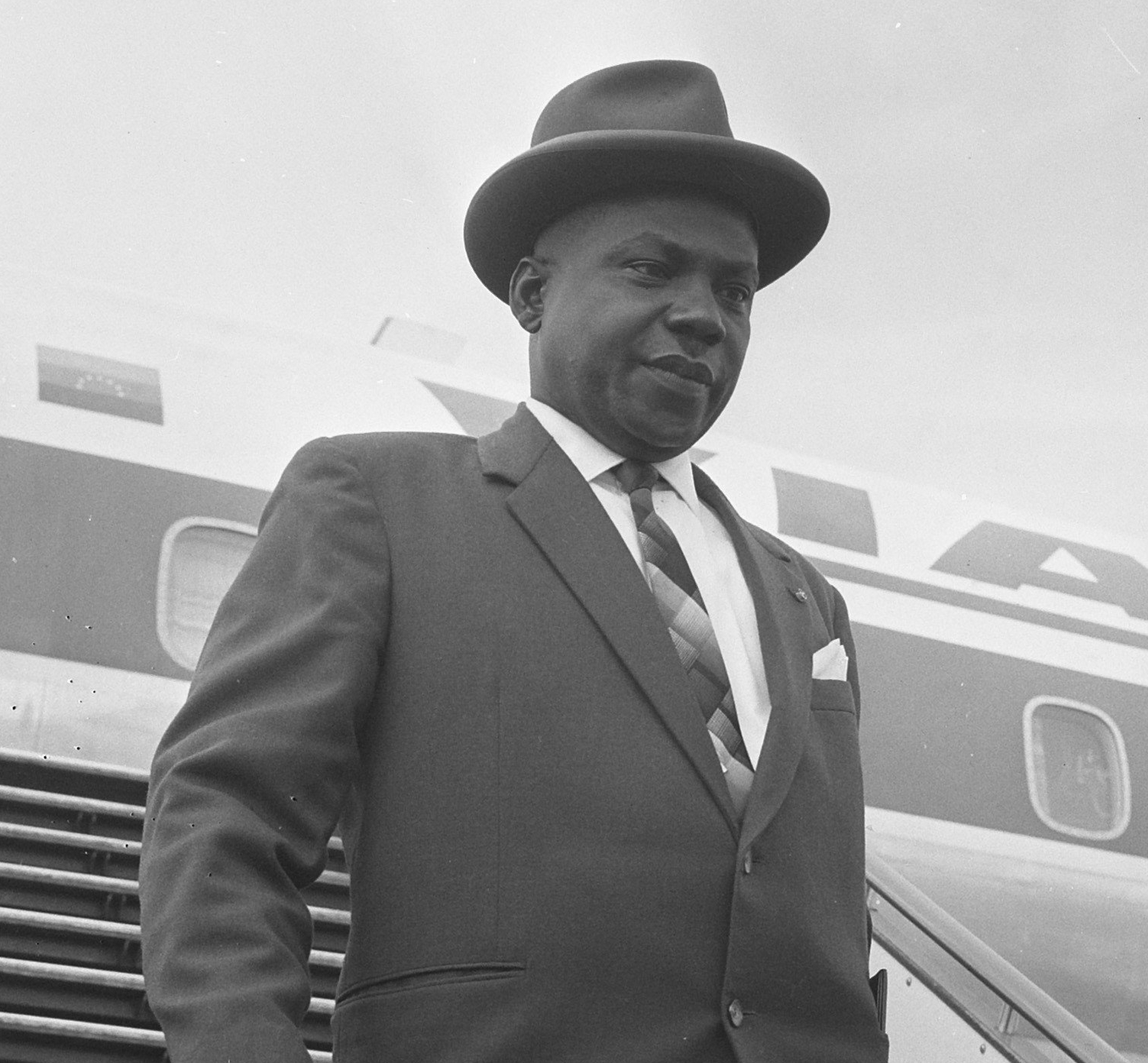
Johan Kraag
24 mei

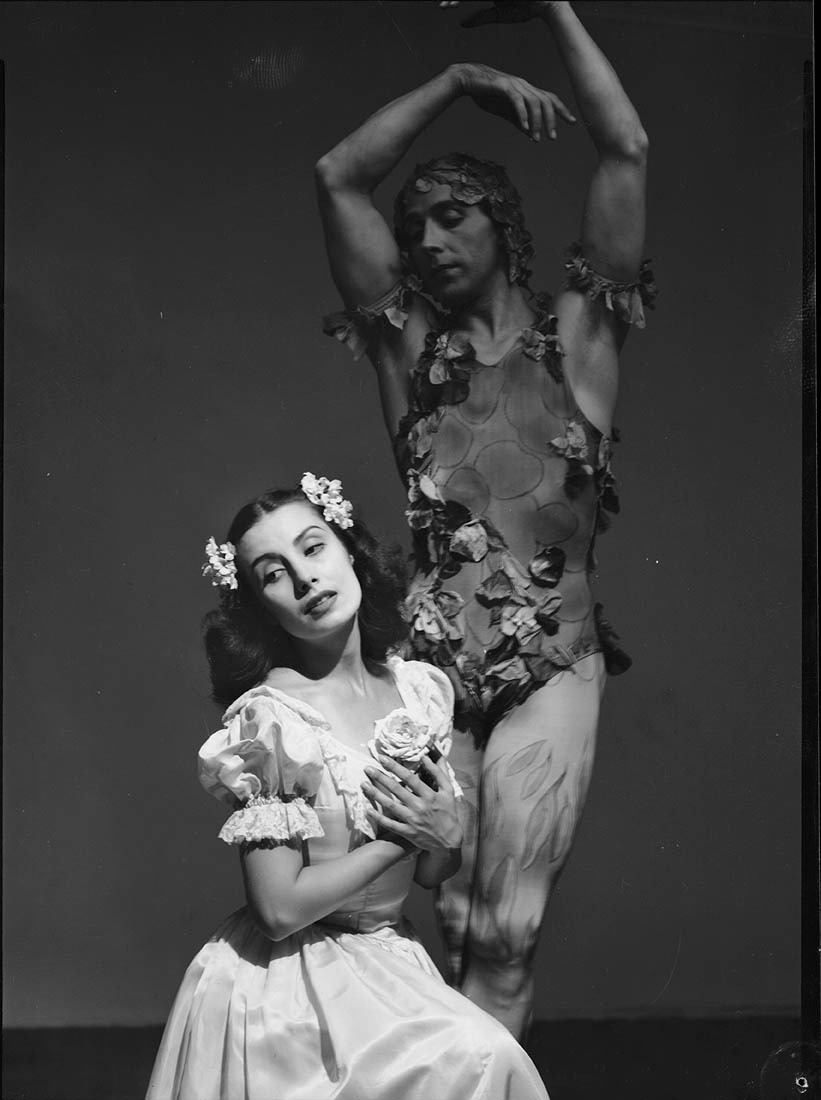
Tamara Toumanova
29 mei

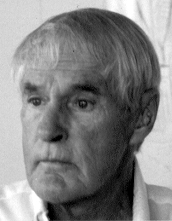
Timothy Leary
31 mei

| 1 | 2 | 3 | 4 | 5 | 6 | 7 | 8 | 9 | 10 | 11 | 12 | 13 | 14 | 15 | 16 | 17 | 18 | 19 | 20 | 21 | 22 | 23 | 24 | 25 | 26 | 27 | 28 | 29 | 30 | 31 |
| - | - | - | - | - | - | - | - | - | -- | -- | -- | -- | -- | -- | -- | -- | -- | -- | -- | -- | -- | -- | -- | -- | -- | -- | -- | -- | -- | -- |

### 1 mei
- Luana Patten (57), Amerikaans filmactrice
- Fred Racké (59), Nederlands sportverslaggever

### 2 mei
- Teopisto Alberto (83), Filipijns geestelijke
- Hamlet Mchitarjan (33), Sovjet-Armeens voetballer

### 3 mei
- Hermann Kesten (96), Duits schrijver
- Titus Leeser (92), Nederlands beeldhouwer
- Jack Weston (71), Amerikaans acteur

### 5 mei
- Jan de Pree (70), Nederlands burgemeester
- Antoine Saintraint (69), Belgisch politicus

### 6 mei
- Nestor Gerard (99), Belgisch fotograaf
- Leo Suenens (91), Belgisch bisschop

### 7 mei
- Johanna van Dommelen-Hamer (110), oudste inwoner van Nederland
- Piet Worm (86), Nederlands kunstenaar

### 8 mei
- Beryl Burton (58), Brits wielrenster
- José Lázaro Robles (72), Braziliaans voetballer

### 11 mei
- Maria de los Dolores van Bourbon (86), lid Spaanse adel
- Ademir Marques de Menezes (73), Braziliaans beeldhouwer
- Nnamdi Azikiwe (91), president van Nigeria
- Fred Borgman (49), Nederlands politicus

### 14 mei
- Vera Chapman (98), Brits schrijfster
- Maurice Montel (95), Frans politicus

### 16 mei
- Erik Van Biervliet (58), Belgisch architect

### 17 mei
- Scott Brayton (37), Brits autocoureur
- Willis Conover (75), Amerikaans radiopresentator
- Alexandrine Fontaine-Borguet (91), Belgisch politicus
- Johnny Watson (61), Amerikaans bluesmusicus

### 18 mei
- Roel D'Haese (74), Belgisch beeldhouwer en grafisch kunstenaar

### 19 mei
- Hans Kolditz (72), Duits componist en dirigent
- Margaret Rawlings (89), Brits actrice
- Robert Van Deynse (68), Belgisch schrijver

### 21 mei
- Raffaele Di Paco (87), Italiaans wielrenner

### 22 mei
- Mees van Huis (86), Nederlands organist

### 23 mei
- Dorothy Hyson (81), Amerikaans actrice
- Sim Iness (65), Amerikaans discuswerper

### 24 mei
- Harry Bronk (74), Nederlands auteur en regisseur
- Johan Kraag (82), president van Suriname
- Roland Varno (88), Amerikaans acteur

### 25 mei
- Renzo De Felice (67), Italiaans historicus
- Gerardo Rueda (70), Spaans beeldhouwer en schilder

### 26 mei
- Heije Schaper (89), Nederlands militair en politicus

### 27 mei
- Els van den Horn (69), Nederlands schoonspringster

### 28 mei
- Pieter Johannes Sijpesteijn (61), Nederlands historicus

### 29 mei
- Tamara Toumanova (77), Russisch ballerina

### 30 mei
- Simone Guilissen (80), Belgisch architect
- Mathias Hietz (72), Oostenrijks beeldhouwer

### 31 mei
- Timothy Leary (75), Amerikaans psycholoog en schrijver
- Ton de Leeuw (69), Nederlands componist

## Juni

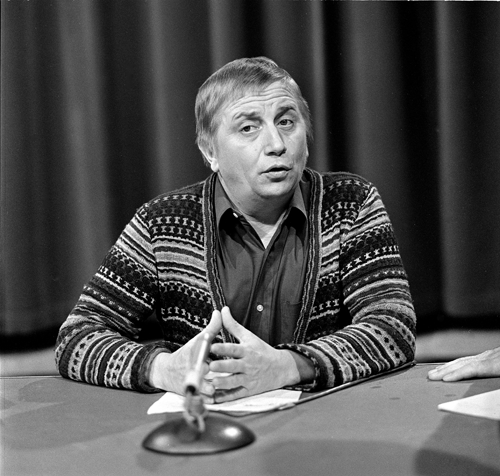
Leen Jongewaard
4 juni

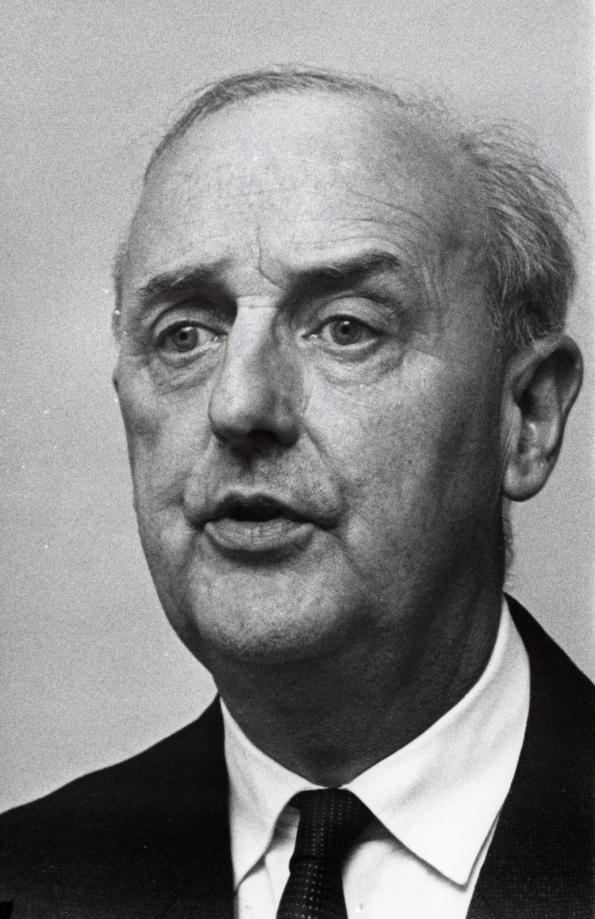
Wim Fockema Andreae
5 juni

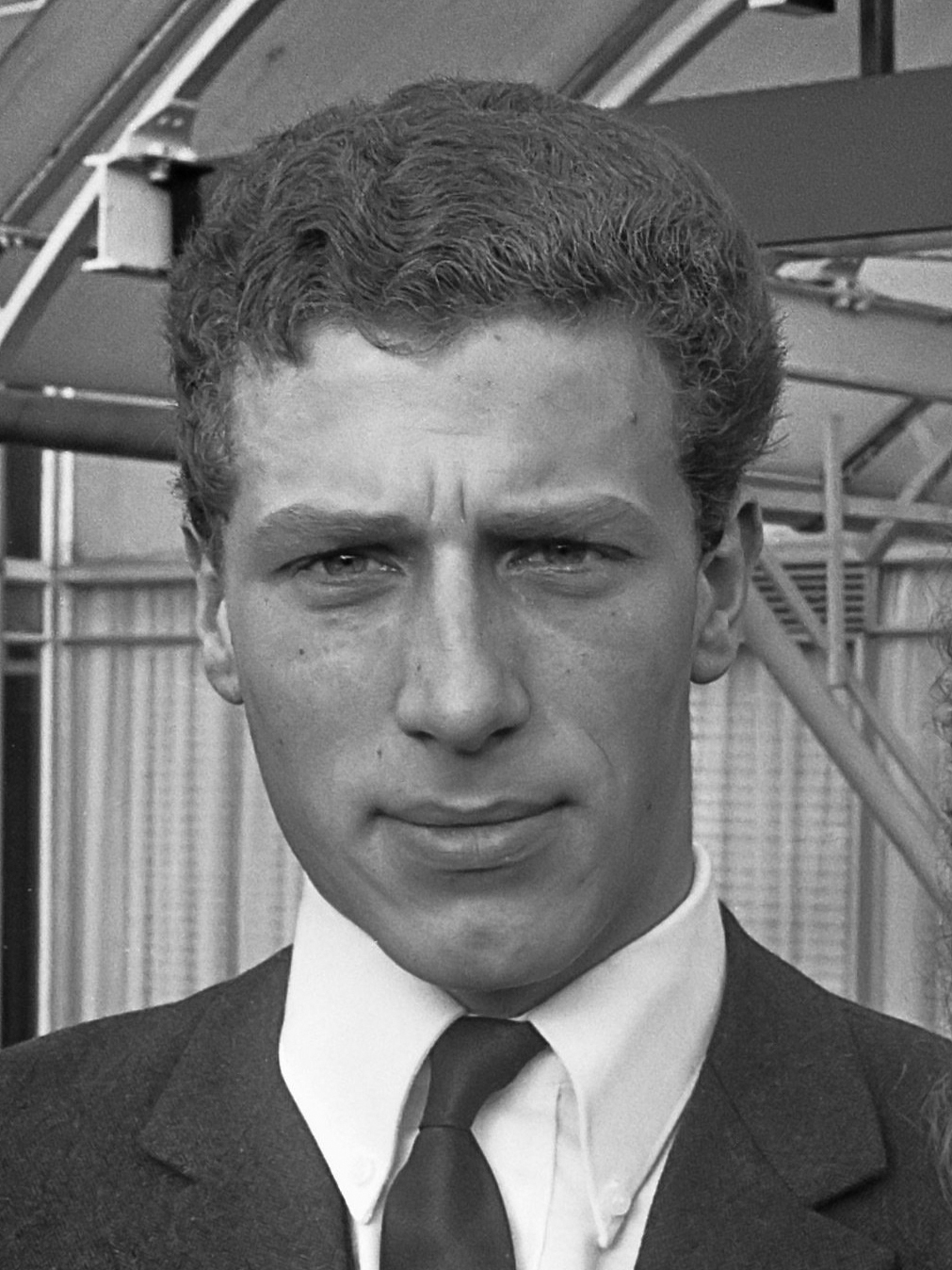
Ben de Brouwer
6 juni

Bert Schierbeek
9 juni

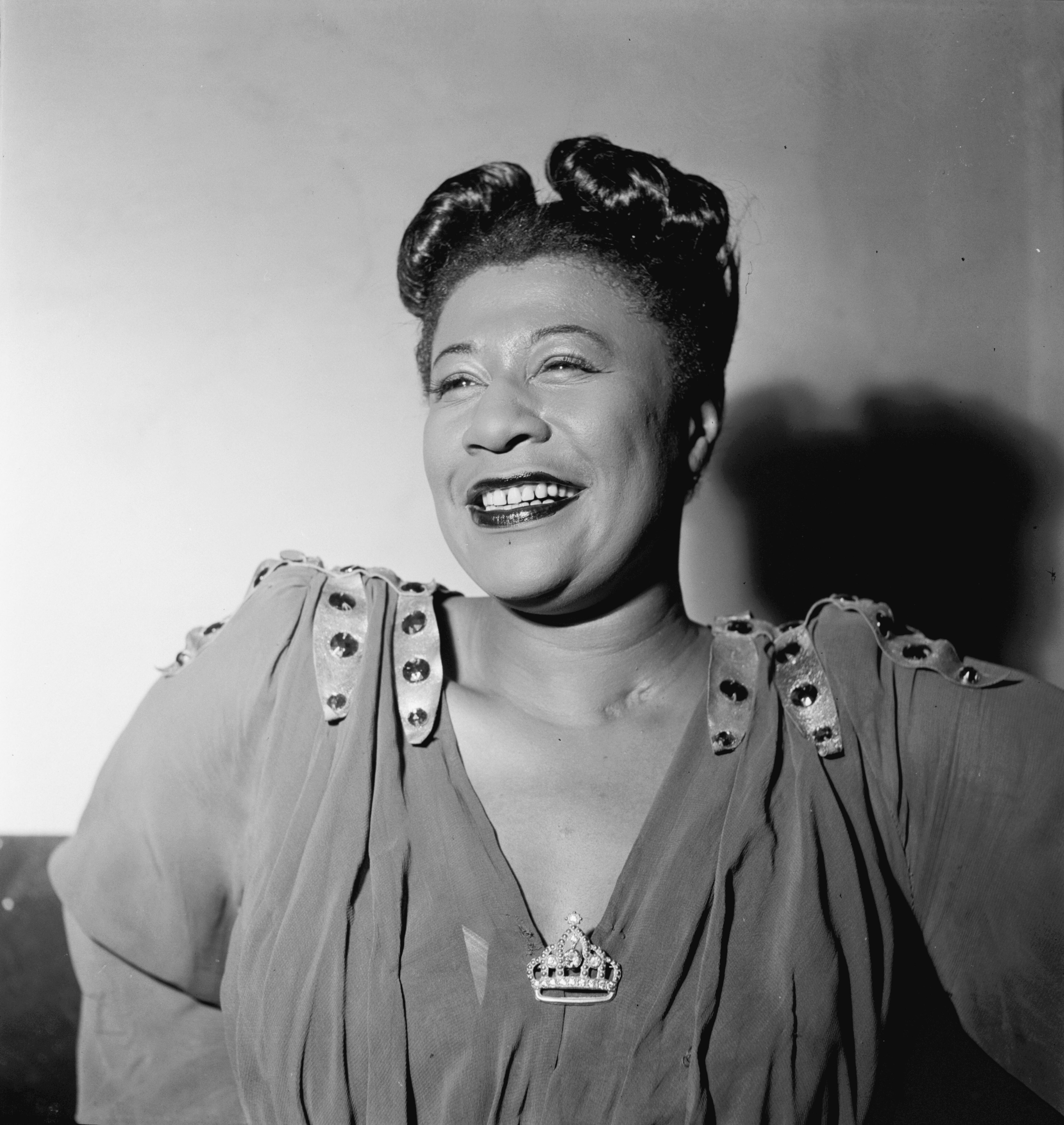
Ella Fitzgerald
15 juni

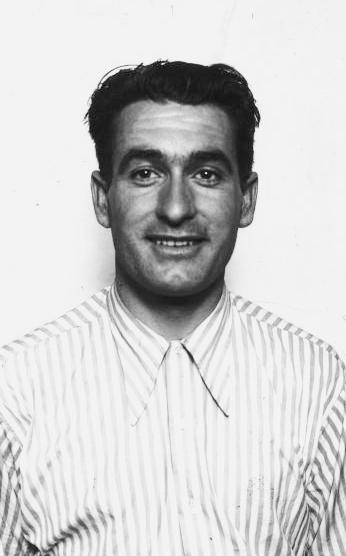
Adriano Vignoli
16 juni

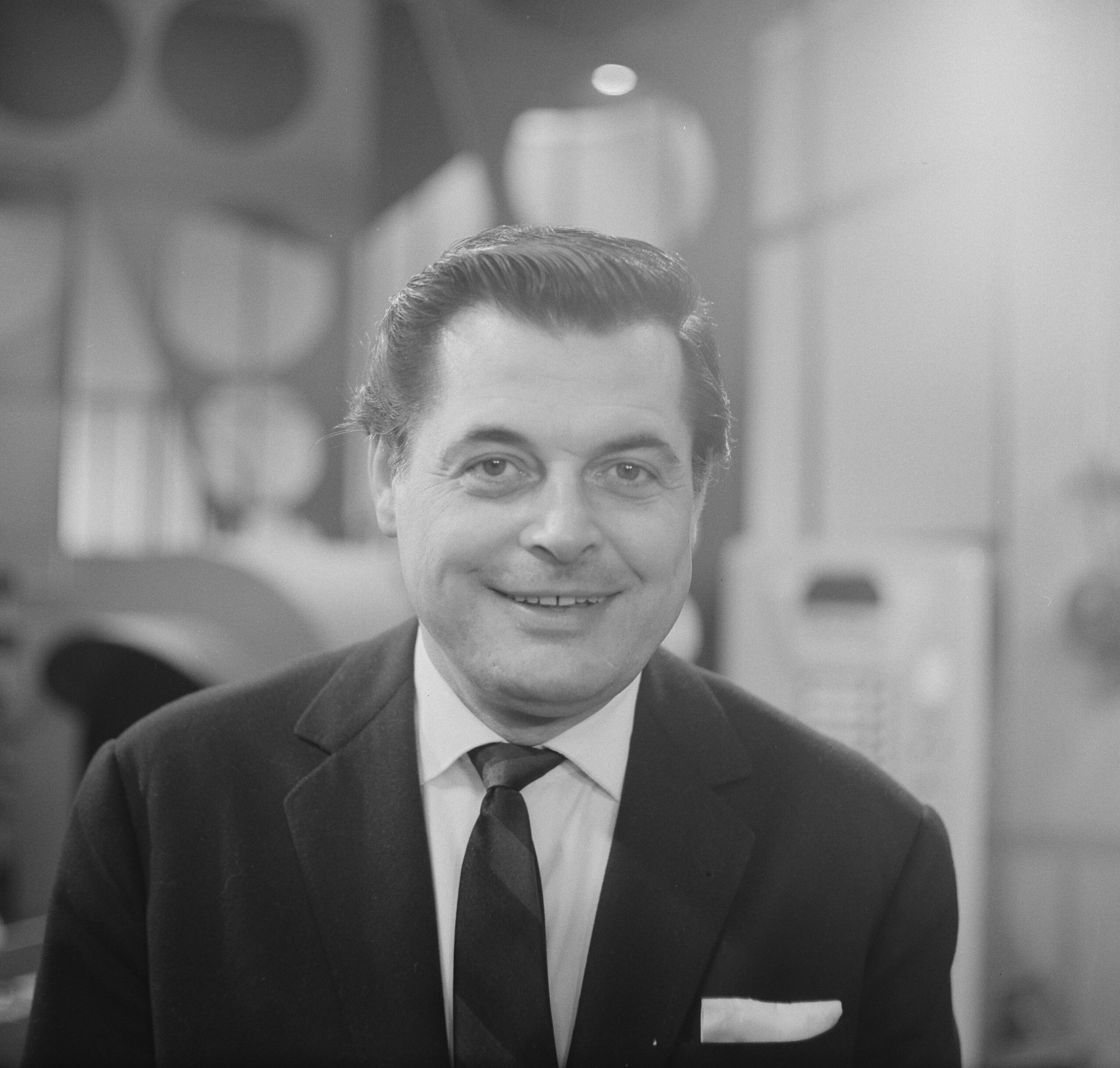
Gerhard Wendland
21 juni

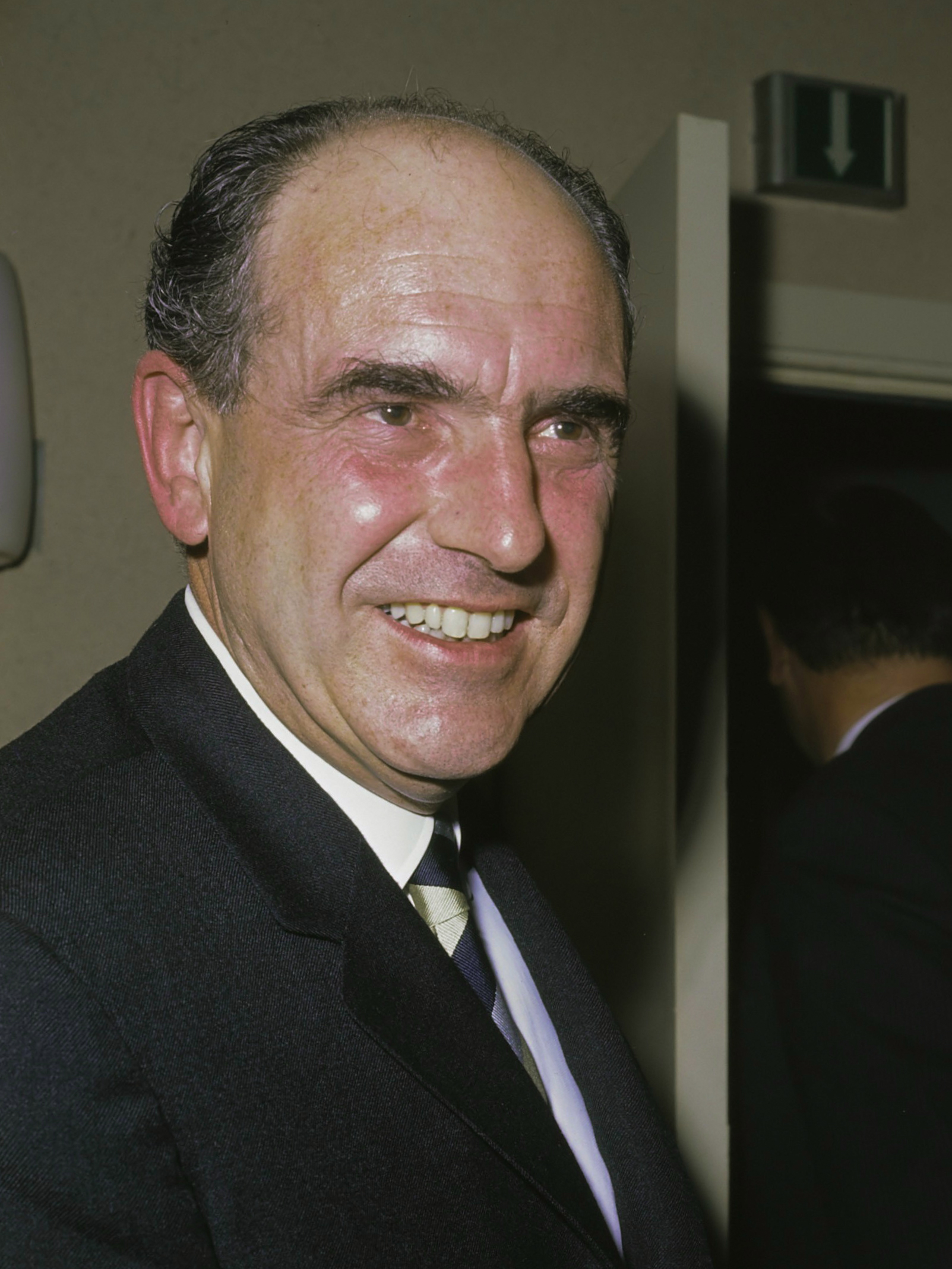
Andreas Papandreou
23 juni

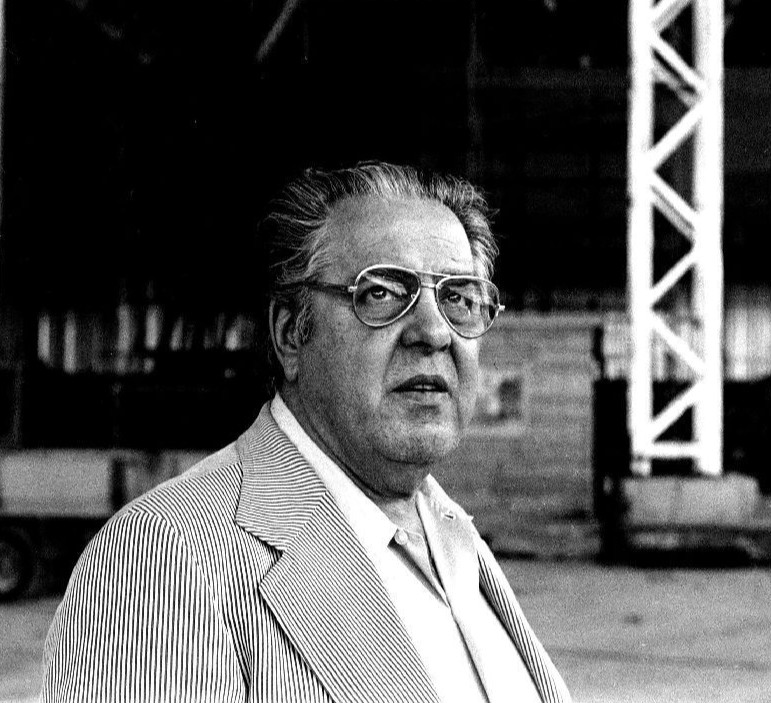
Albert R. Broccoli
27 juni

| 1 | 2 | 3 | 4 | 5 | 6 | 7 | 8 | 9 | 10 | 11 | 12 | 13 | 14 | 15 | 16 | 17 | 18 | 19 | 20 | 21 | 22 | 23 | 24 | 25 | 26 | 27 | 28 | 29 | 30 |
| - | - | - | - | - | - | - | - | - | -- | -- | -- | -- | -- | -- | -- | -- | -- | -- | -- | -- | -- | -- | -- | -- | -- | -- | -- | -- | -- |

### 1 juni
- Michael Fox (75), Amerikaans acteur
- Roeslan Labazanov (39), Tsjetsjeens crimineel en politicus
- Peg LaCentra (86), Amerikaans zangeres

### 2 juni
- Ishmael Bernal (57), Filipijns filmregisseur
- Rene Bond (45), Amerikaans pornoactrice
- Carel Enkelaar (75), Nederlands journalist
- Pilar Lorengar (68), Spaans sopraanzangeres
- Amos Tversky (59), Israëlisch-Amerikaans psycholoog

### 3 juni
- Ferdinand Leitner (84), Duits dirigent
- Tito Okello (82), president van Oeganda
- Piet Teraa (79), Nederlands kunstschilder

### 4 juni
- Leen Jongewaard (69), Nederlands acteur
- Nel Roos-Lodder (82), Nederlands atlete

### 5 juni
- Wim Fockema Andreae (86), Nederlands politicus
- Jan Kerouac (44), Amerikaans schrijfster
- Vito Scotti (78), Amerikaans acteur
- Marco Vermie (37), Nederlands musicalacteur

### 6 juni
- Ben de Brouwer (47), Nederlands honkballer
- Jan Bulte (66), Nederlands econoom
- George Davis Snell (93), Amerikaans geneticus en immunoloog

### 7 juni
- Frits de Nerée tot Babberich (81), Nederlands ambtenaar
- Arja Peters (71), Nederlands schrijfster

### 8 juni
- José de Schietere de Lophem (82), Belgisch burgemeester

### 9 juni
- Paul Captijn (51), Nederlands burgemeester
- Bert Schierbeek (77), Nederlands schrijver en dichter

### 10 juni
- Jo Van Fleet (81), Amerikaans actrice

### 11 juni
- Brigitte Helm (88), Duits actrice

### 12 juni
- Pieter Kaas (80), Nederlands schrijver

### 13 juni
- Gösta von dem Bussche-Haddenhausen (94), lid Duitse adel

### 14 juni
- Daniël Omer De Kesel (84), Belgisch schrijver

### 15 juni
- Piet Bambergen (65), Nederlands komiek en acteur
- Ella Fitzgerald (78), Amerikaans jazz-zangeres
- Dick Murdoch (49), Amerikaans professioneel worstelaar

### 16 juni
- Edmond Beel (85), Nederlands geestelijke
- Margarita zu Leiningen (64), Duits prinses
- Raymond Salles (75), Frans roeier
- Adriano Vignoli (88), Italiaans wielrenner

### 17 juni
- Guus van Ditzhuyzen (87), Nederlands roeier
- Gizella Farkas (70), Hongaars tafeltennisspeelster
- Thomas Kuhn (73), Amerikaans natuurkundige en wetenschapsfilosoof
- Ida Peerdeman (90), Nederlands Maria-zieneres
- Carlo Tonon (41), Italiaans wielrenner

### 18 juni
- Enny Meunier (84), Nederlands actrice
- Luke Walter jr. (48), Belgisch blueszanger en muzikant

### 19 juni
- Henk Letschert (72), Nederlands politicus

### 21 juni
- Gerhard Wendland (74), Duits schlagerzanger

### 23 juni
- Pasqualino De Santis (69), Italiaans cameraman
- Andreas Papandreou (77), Grieks politicus
- Mariano Rojas (22), Spaans wielrenner

### 26 juni
- Veronica Guerin (37), Iers journalist

### 27 juni
- Albert R. Broccoli (87), Amerikaans filmproducent

### 29 juni
- Pamela Mason (80), Brits actrice

### 30 juni
- Jan van Eyl (70), Nederlands beeldhouwer
- Harry van Kruiningen (90), Nederlands graficus en kunstschilder
- Lakis Petropoulos (64), Grieks voetballer
- Jef Maes (91), Belgisch componist

## Juli

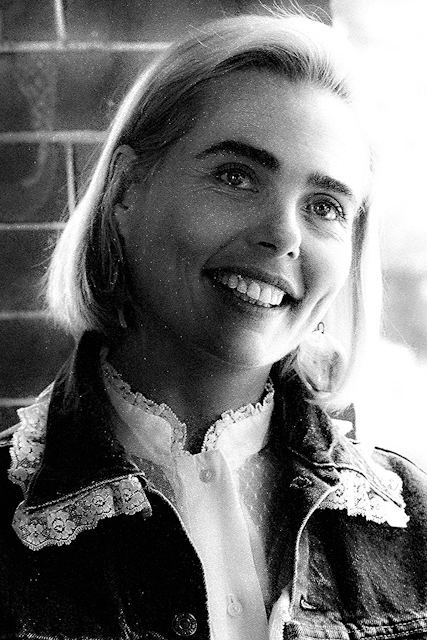
Margaux Hemingway
1 juli

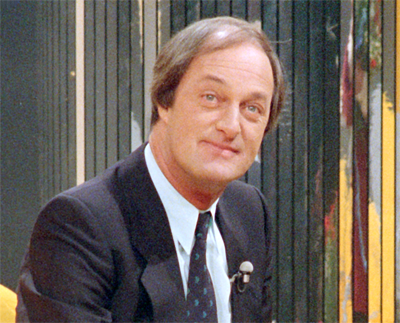
Pim Jacobs
3 juli

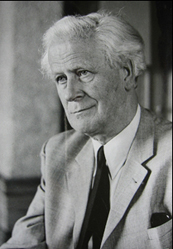
Herman Coolsma
8 juli

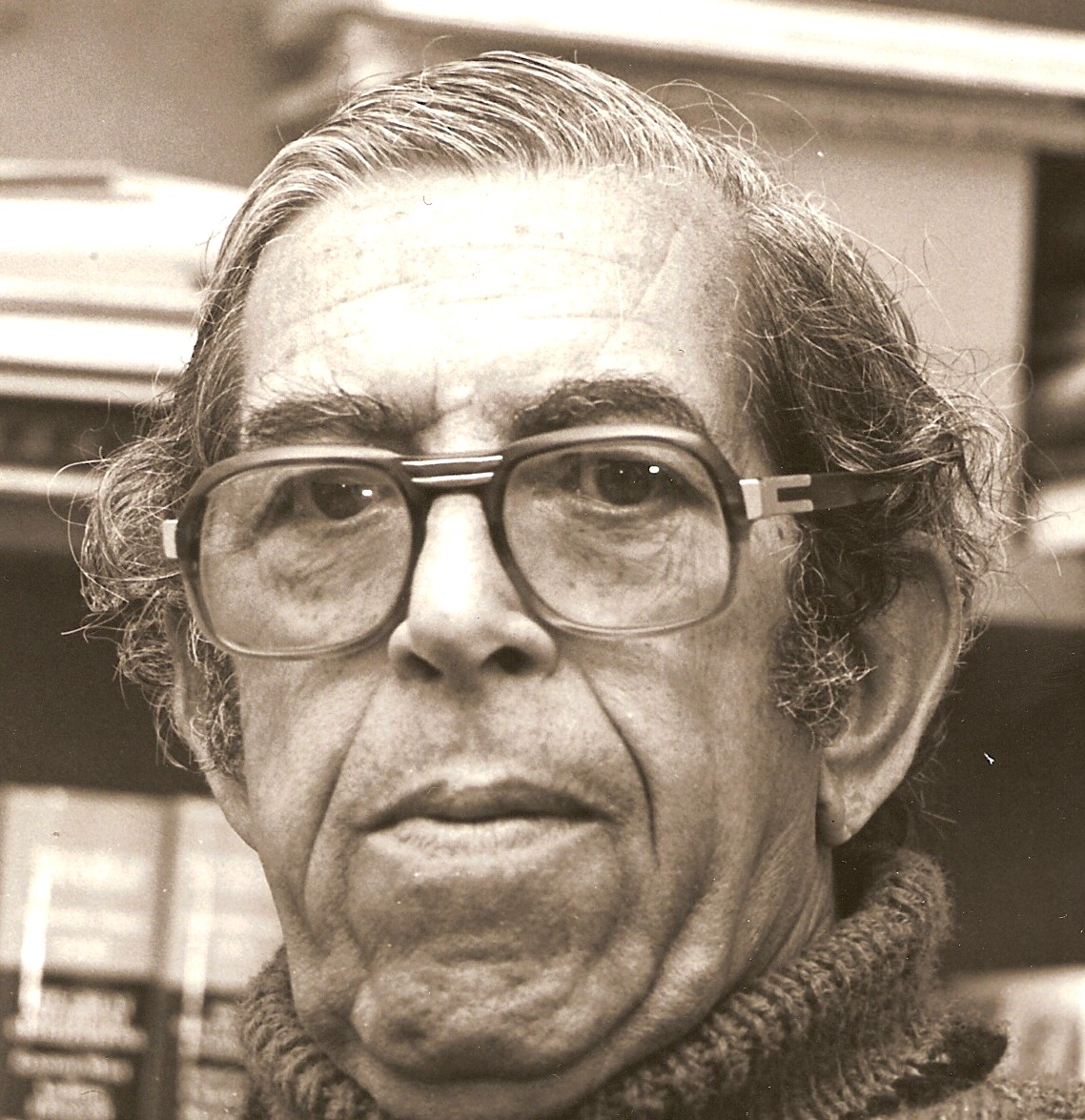
Albert Helman
10 juli

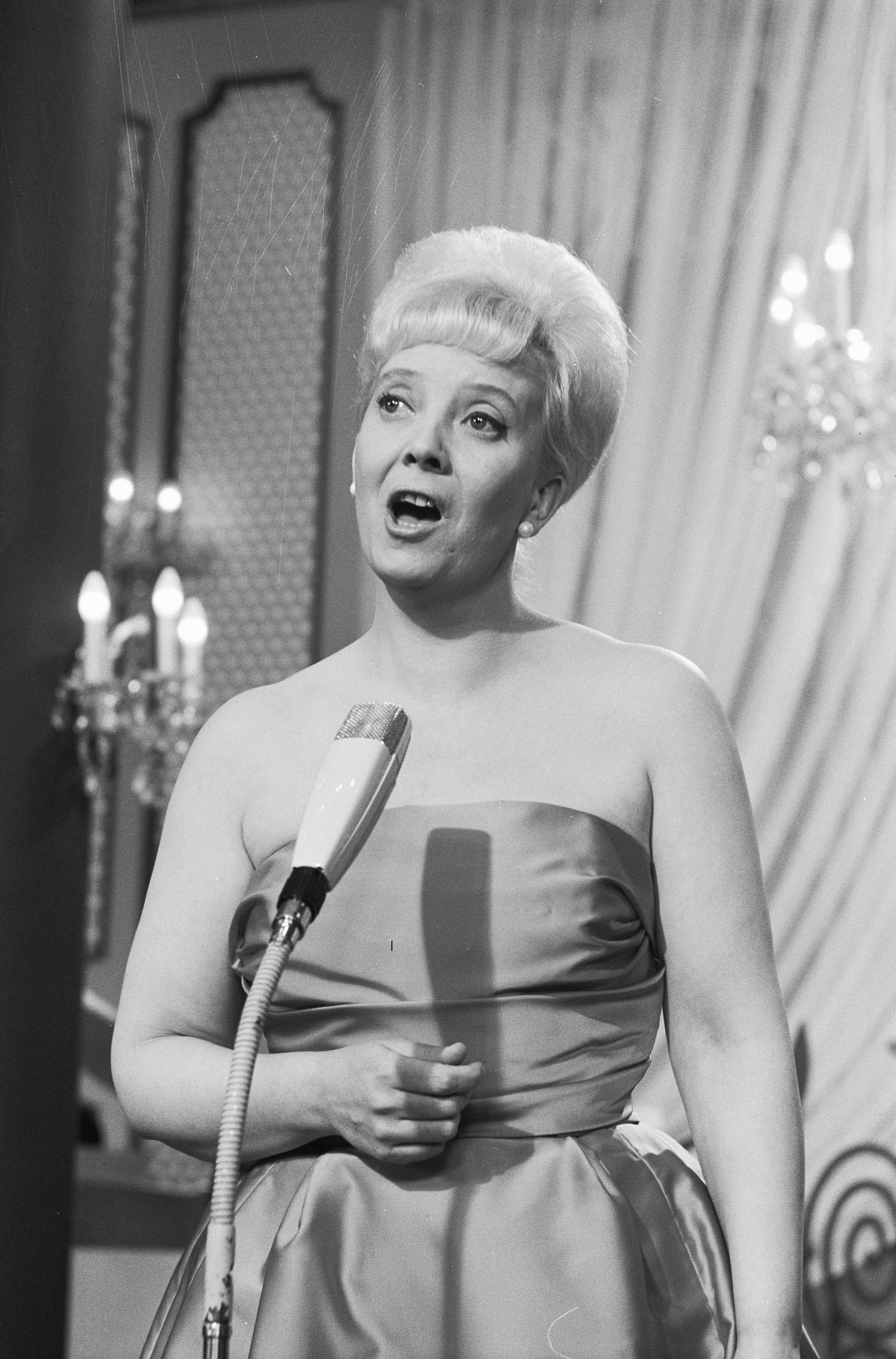
Inger Jacobsen
18 juli

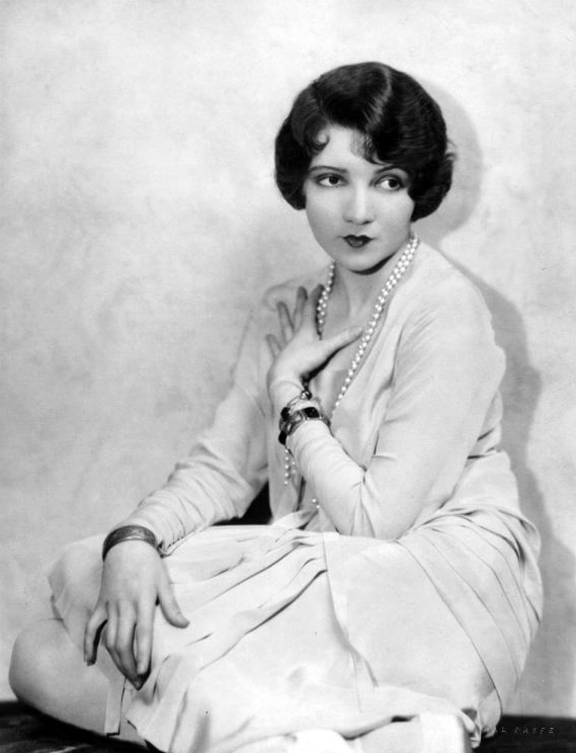
Claudette Colbert
30 juli

| 1 | 2 | 3 | 4 | 5 | 6 | 7 | 8 | 9 | 10 | 11 | 12 | 13 | 14 | 15 | 16 | 17 | 18 | 19 | 20 | 21 | 22 | 23 | 24 | 25 | 26 | 27 | 28 | 29 | 30 | 31 |
| - | - | - | - | - | - | - | - | - | -- | -- | -- | -- | -- | -- | -- | -- | -- | -- | -- | -- | -- | -- | -- | -- | -- | -- | -- | -- | -- | -- |

### 1 juli
- Margaux Hemingway (42), Amerikaans model en actrice

### 2 juli
- G.L. Durlacher (67), Nederlands schrijver
- Hal Robson (84), Canadees autocoureur

### 3 juli
- Joekie Broedelet (92), Nederlands actrice
- Pim Jacobs (61), Nederlands pianist

### 5 juli
- Piet Stam (77), Nederlands zwemmer

### 7 juli
- Jan Kemme (67), Nederlands burgemeester

### 8 juli
- Albrecht van Beieren (91), lid Duitse adel
- Jan Brusse (75), Nederlands schrijver en journalist
- Herman Coolsma (87), Nederlands predikant en verzetsstrijder
- Johannes van der Haar (80), Nederlands burgemeester

### 10 juli
- Vroejr Galstjan (72), Armeens kunstschilder
- Albert Helman (92), Nederlands-Surinaams schrijver

### 11 juli
- René Abadie (60), Frans wielrenner
- Florrie Rodrigo (102), Nederlands danseres en choreografe

### 12 juli
- Gottfried von Einem (78), Oostenrijks componist

### 14 juli
- Manuel Salvador (71), Filipijnse rooms-katholieke geestelijk

### 15 juli
- Cornelia Hendrikse-Maas (110), oudste inwoner van Nederland

### 16 juli
- Hans Nord (76), Nederlands politicus

### 17 juli
- Chas Chandler (57), Brits muzikant en muziekproducent
- Paul Touvier (81), Frans oorlogsmisdadiger

### 18 juli
- José Manuel Fuente (50), Spaans wielrenner
- Christiaan Lodewijk van Mecklenburg-Schwerin (83), lid Duitse adel

### 20 juli
- František Plánička (92), Tsjecho-Slowaaks voetballer

### 21 juli
- Inger Jacobsen (72), Noors actrice en zangeres
- Aleksandr Safronov (43), Russisch schaatser

### 22 juli
- Kees Koning (64), Nederlands vredesactivist
- Peter Ludwig (71),  Duits industrieel en kunstverzamelaar

### 23 juli
- Hans Mielenz (86), Duits componist
- Parthenius III van Alexandrië (76), patriarch van Alexandrië

### 24 juli
- Rinus Duin (77), Nederlands kunstenaar
- Nacho Martínez (44), Spaans acteur
- Jef Van Bilsen (83), Belgisch jurist

### 28 juli
- Jiří Hudec sr. (72), Tsjechisch componist, dirigent en organist

### 30 juli
- Gunnar Bengtsson (82), Zweeds auto- en rallycoureur
- Claudette Colbert (92), Amerikaans actrice
- Magda Schneider (85), Duits actrice

### 31 juli
- Hans van Houten (88), Nederlands politicus
- Huub Schuurs (49), Nederlands voetballer
- Lex van Weren (76), Nederlands trompettist

## Augustus

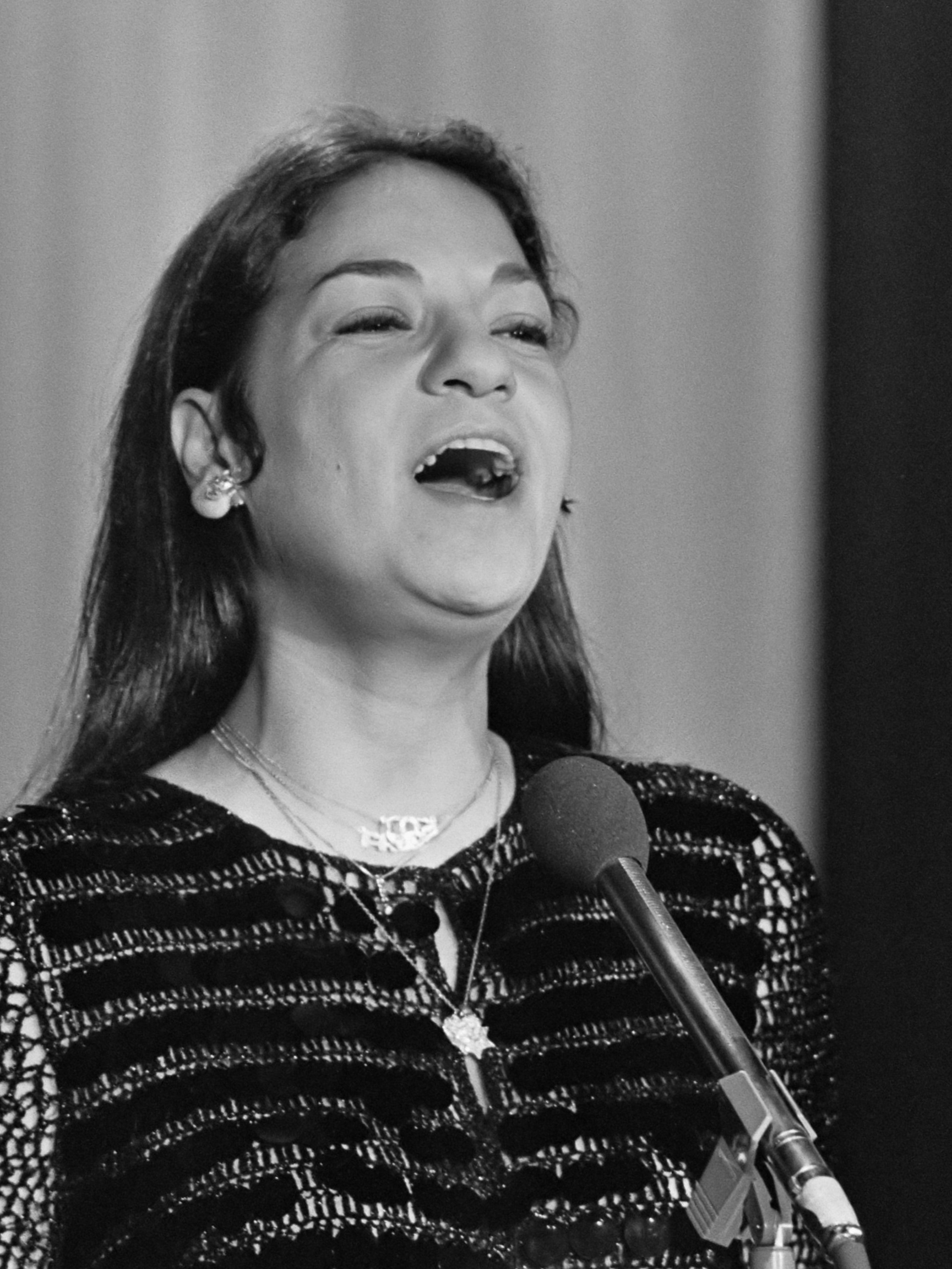
Frida Boccara
1 augustus

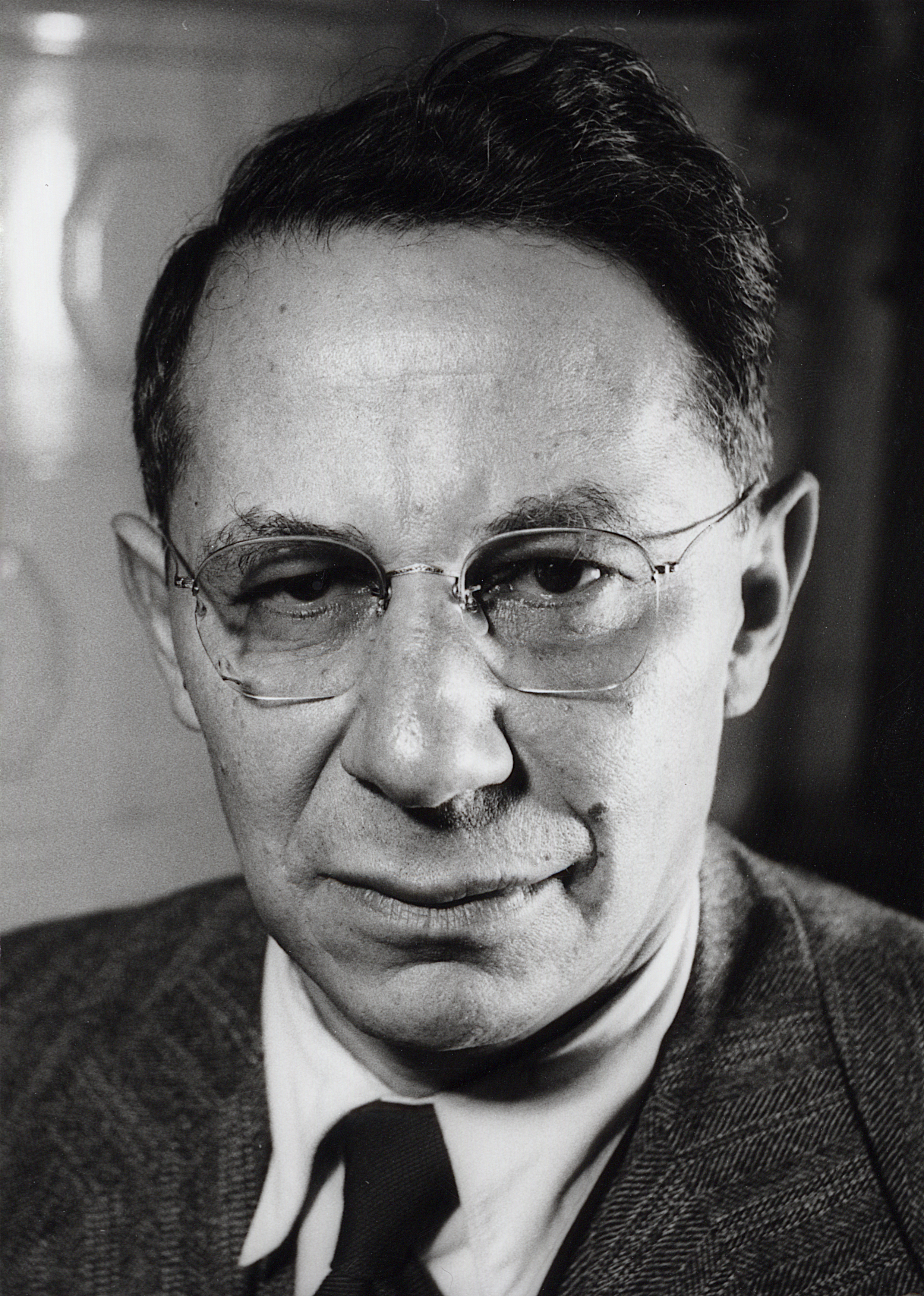
Tadeus Reichstein
1 augustus

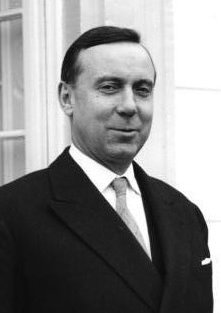
Michel Debré
2 augustus

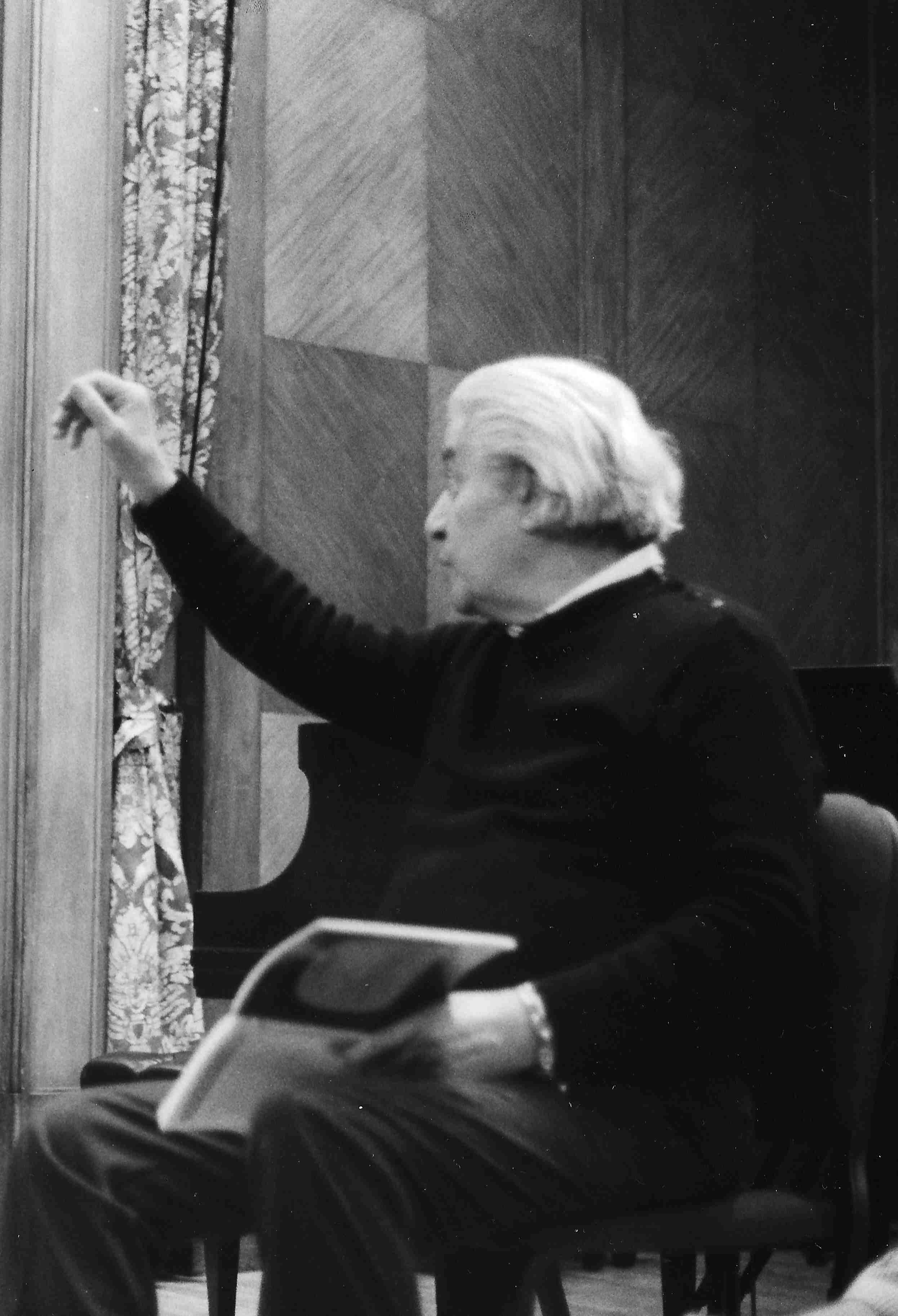
Sergiu Celibidache
14 augustus

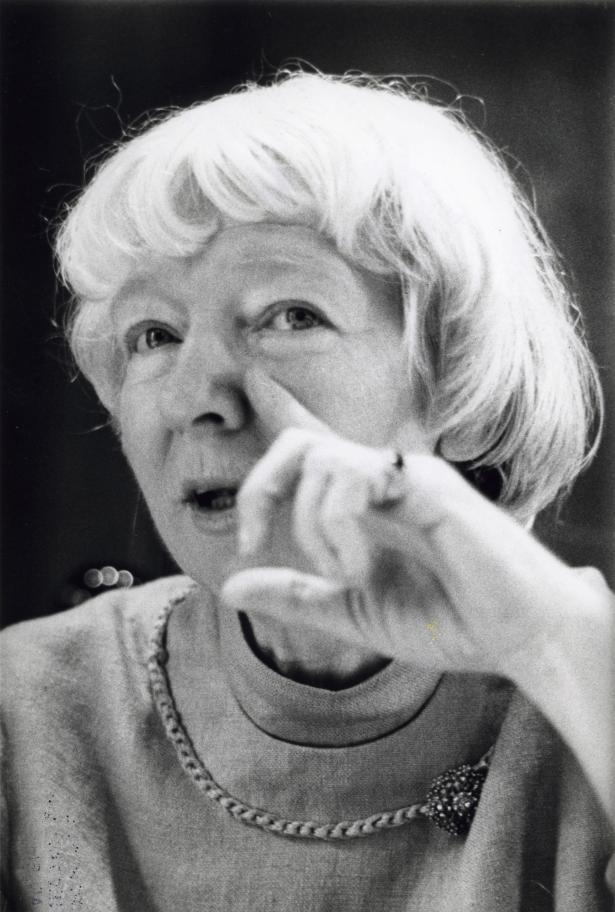
Irene Vorrink
21 augustus

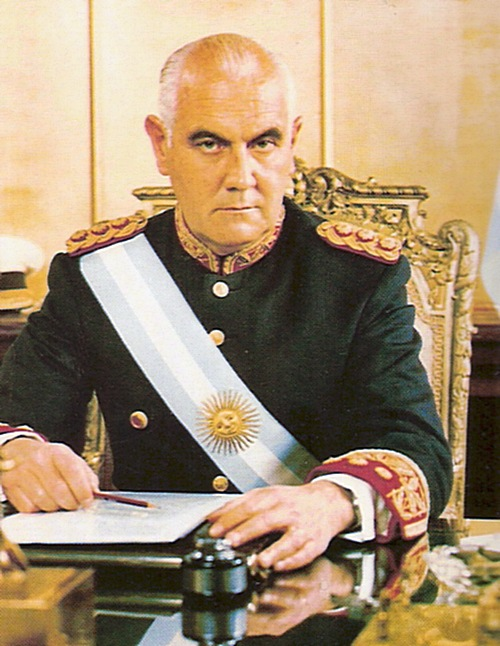
Alejandro Agustín Lanusse
26 augustus

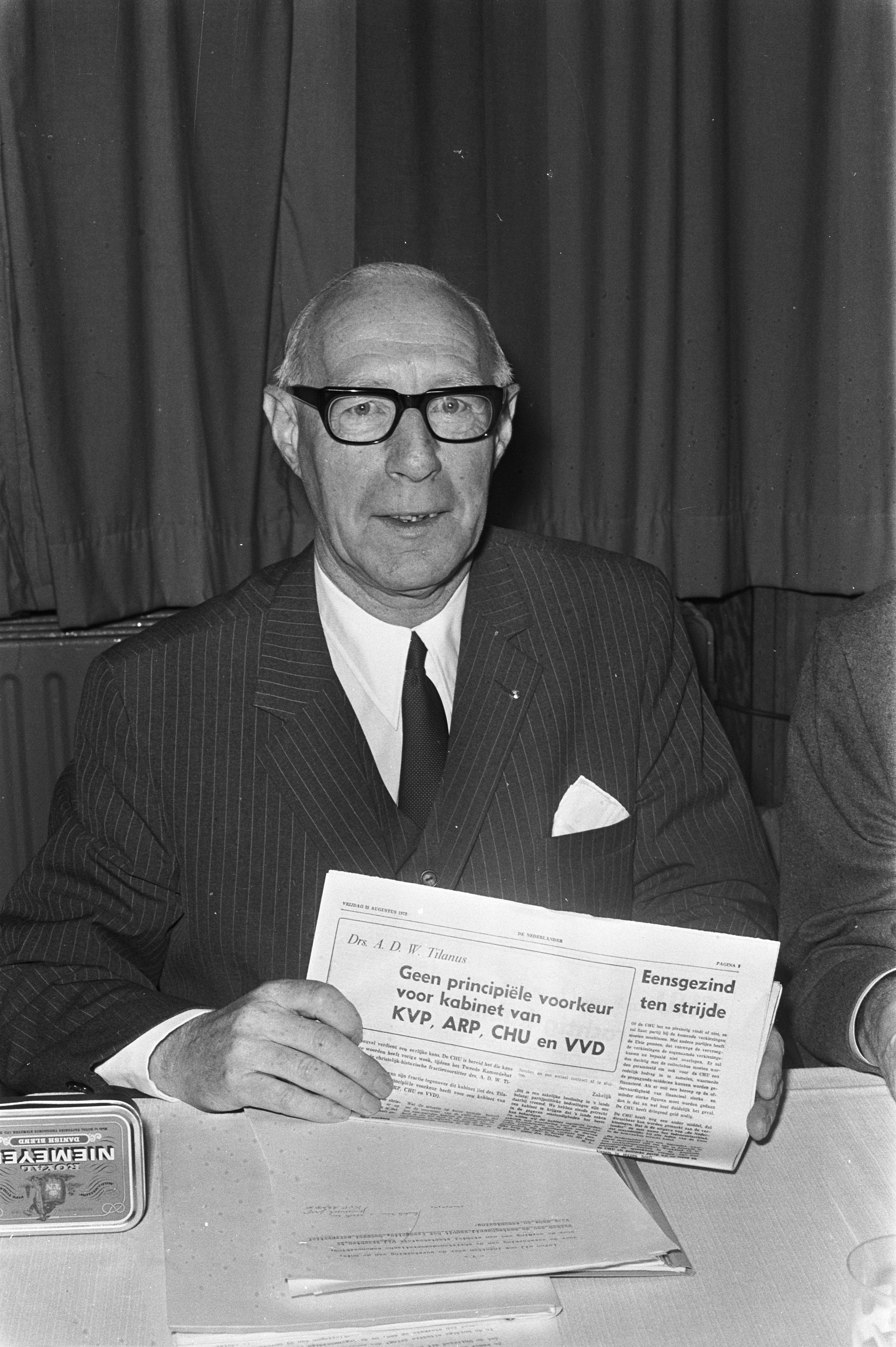
Arnold Tilanus
31 augustus

| 1 | 2 | 3 | 4 | 5 | 6 | 7 | 8 | 9 | 10 | 11 | 12 | 13 | 14 | 15 | 16 | 17 | 18 | 19 | 20 | 21 | 22 | 23 | 24 | 25 | 26 | 27 | 28 | 29 | 30 | 31 |
| - | - | - | - | - | - | - | - | - | -- | -- | -- | -- | -- | -- | -- | -- | -- | -- | -- | -- | -- | -- | -- | -- | -- | -- | -- | -- | -- | -- |

### 1 augustus
- Frida Boccara (56), Frans zangeres
- Pierre Lucien Claverie (58), Algerijns bisschop
- Tadeus Reichstein (99), Pools-Zwitsers scheikundige en Nobelprijswinnaar
- Charles van Rooy (84), Nederlands politicus

### 2 augustus
- Mohammed Farrah Aidid (61), Somalisch politicus
- Michel Debré (84), Frans politicus
- Hans Oud (76), Nederlands architect
- Obdulio Varela (78), Uruguayaans voetballer

### 3 augustus
- Désiré de Lamalle (80), Belgisch politicus

### 4 augustus
- Jikke Ozinga (90), Nederlands verzetsstrijder
- Albrecht Nicolaas de Vos van Steenwijk (84), Nederlands militair

### 5 augustus
- Jacques Leroy (71), Belgisch collaborateur

### 6 augustus
- Muhammad al-Badr (67), koning van Jemen
- Gilbert De Bontridder (52), Belgisch kunstschilder
- Emilio Zapico (52), Spaans autocoureur

### 8 augustus
- Francesco Molinari-Pradelli (85), Italiaans dirigent
- Nevill Mott (90), Brits natuurkundige
- Léo Moulin (90), Belgisch socioloog
- Joseph Asjiro Satowaki (92), Japans kardinaal

### 9 augustus
- Tokiharu Abe (85), Japans ichtyoloog
- Frank Whittle (89), Brits uitvinder

### 11 augustus
- Baba Vanga (84), Bulgaars mysticus en helderziende
- Rafael Kubelík (82), Zwitsers dirigent
- Mathieu Smedts (83), Nederlands journalist
- Ambrosio Padilla (85), Filipijns jurist, basketballer en senator

### 12 augustus
- Viktor Hambartsoemian (87), Georgisch astrofysicus
- Toni Pellegrini (72), Maltees politicus

### 13 augustus
- Willi Heeks (74), Duits autocoureur
- António de Spínola (86), Portugees militair en politicus

### 14 augustus
- Sergiu Celibidache (84), Roemeens musicus en dirigent

### 17 augustus
- Max Wildiers (92), Belgisch filosoof en theoloog

### 18 augustus
- Soledad Orozco (91), Mexicaans presidentsvrouw

### 19 augustus
- Mandus De Vos (60), Belgisch theater-, televisie- en filmacteur

### 20 augustus
- Eva Janssen (84), Nederlands hoorspelactrice
- Rio Reiser (46), Duits zanger, muzikant en acteur
- Joseph Timmers (89), Nederlands kunsthistoricus
- Beverley Whitfield (42), Australisch zwemster

### 21 augustus
- Irene Vorrink (78), Nederlands politica

### 22 augustus
- Teuvo Laine (65), Fins componist en dirigent
- Émile Noël (73), Frans ambtenaar

### 23 augustus
- Jurriaan Andriessen (70), Nederlands componist
- Øivind Holmsen (84), Noors voetballer

### 24 augustus
- Émile Noël (73), Frans bestuurder

### 25 augustus
- Erskine B. Childers (67), Iers schrijver en journalist

### 26 augustus
- Eduard Herman van Rees (78), Nederlands militair

### 27 augustus
- Martin Disler (47), Zwitsers kunstenaar
- Greg Morris (62), Amerikaans acteur

### 29 augustus
- Tera de Marez Oyens (64), Nederlands componiste

### 31 augustus
- Arnold Tilanus (85), Nederlands politicus

## September

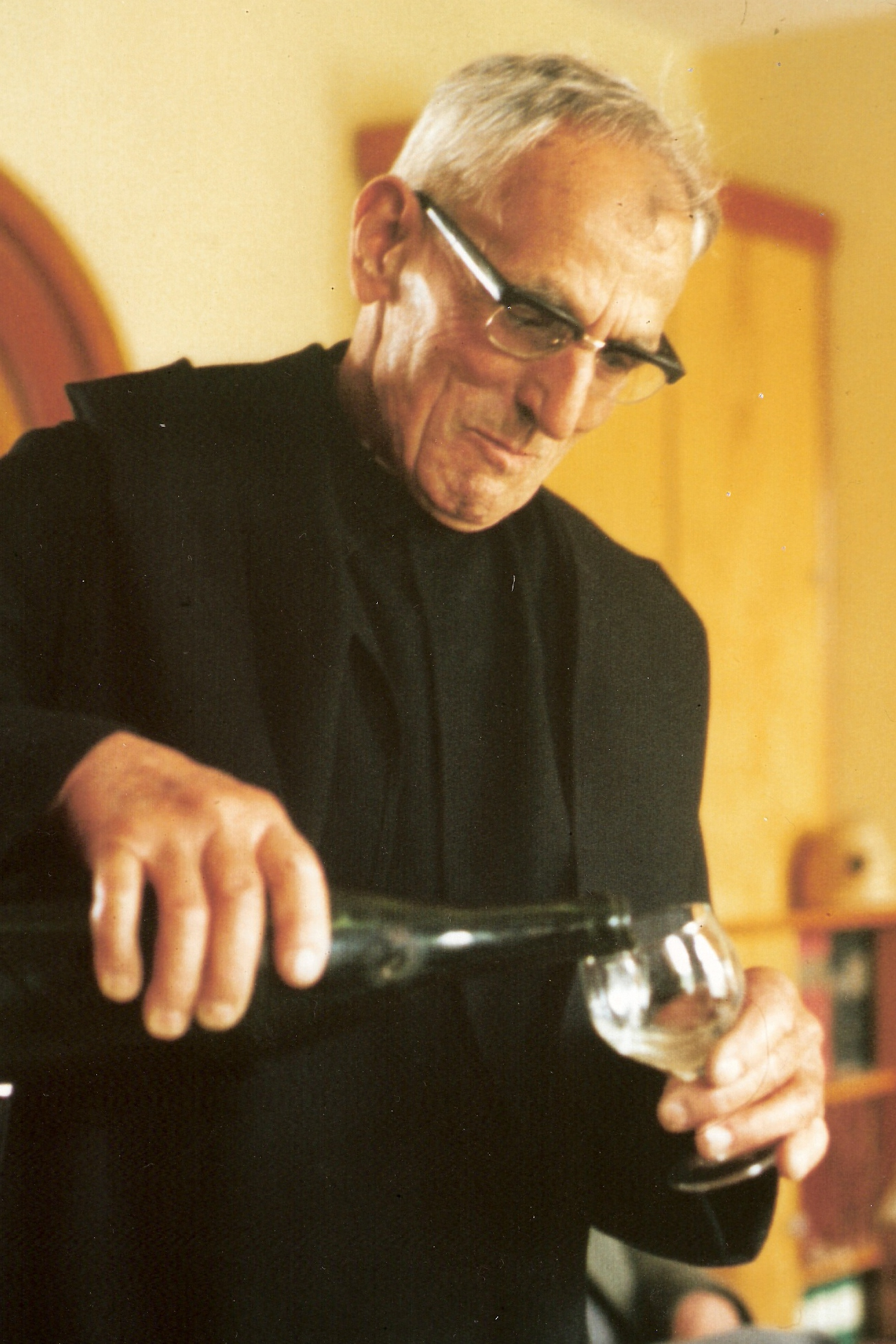
Karl Kehrle
1 september

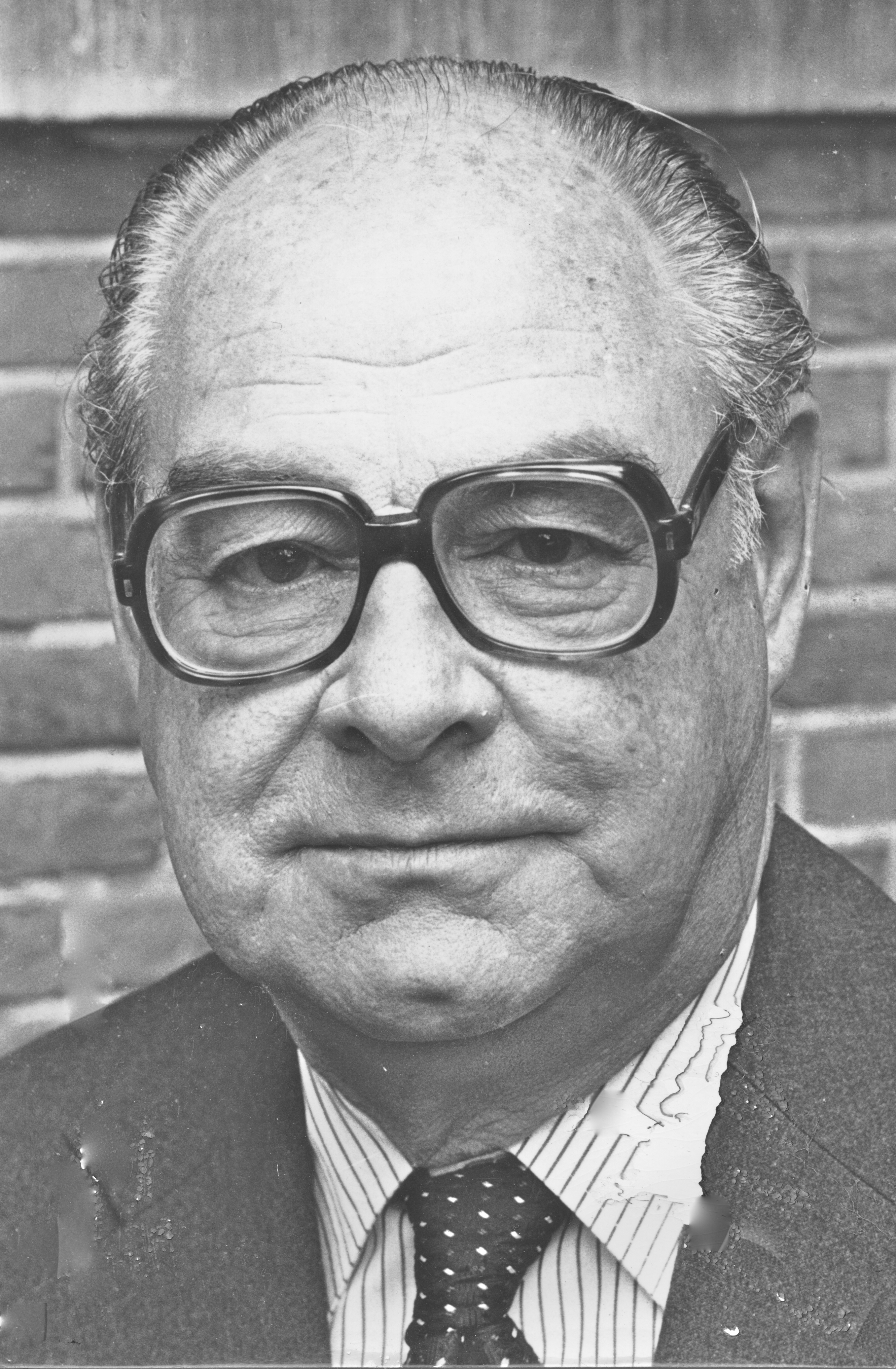
Hugo Scheltema
1 september

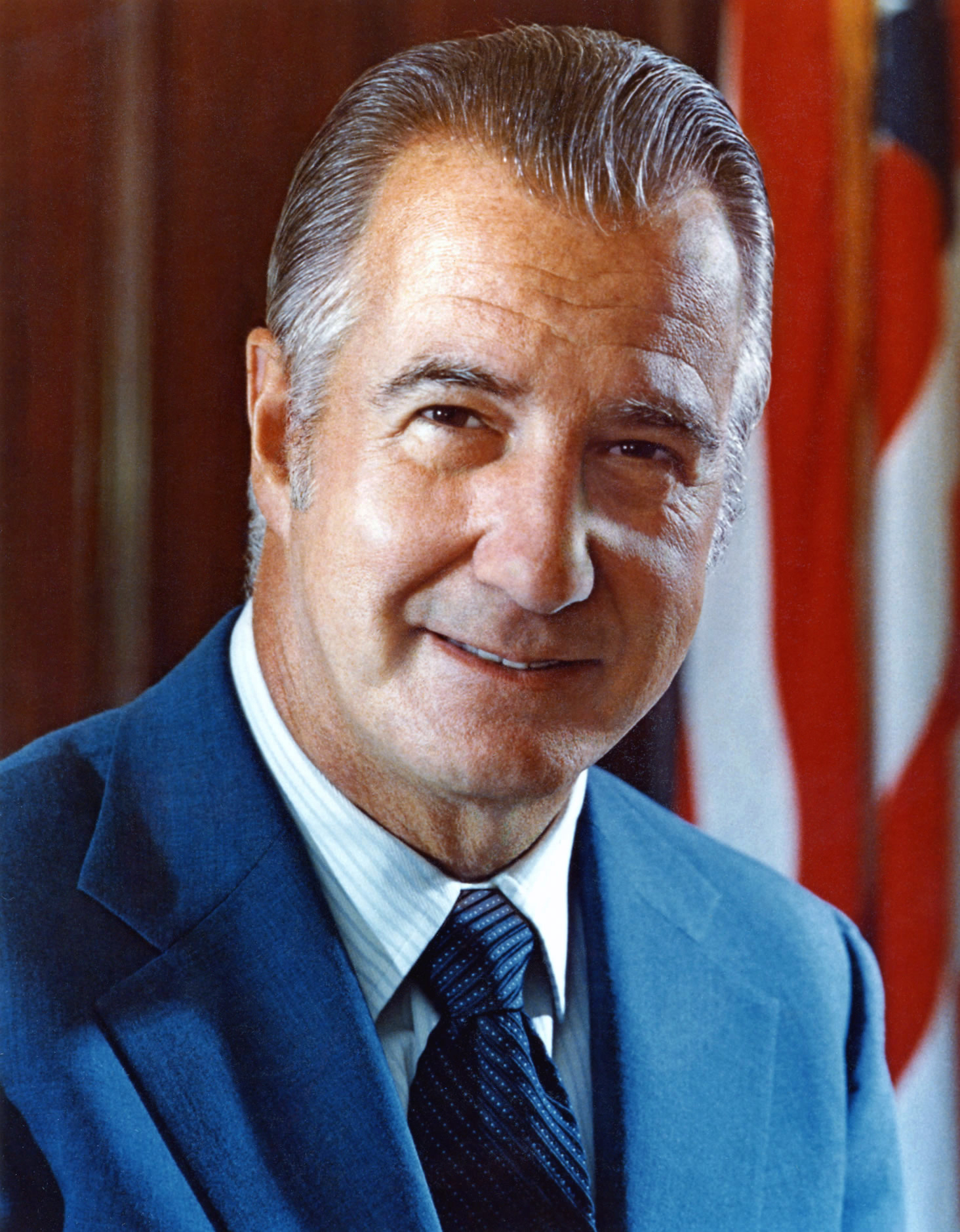
Spiro Agnew
17 september

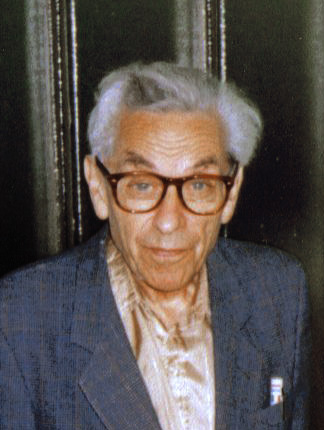
Paul Erdős
20 september

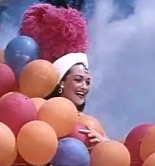
Dorothy Lamour
22 september

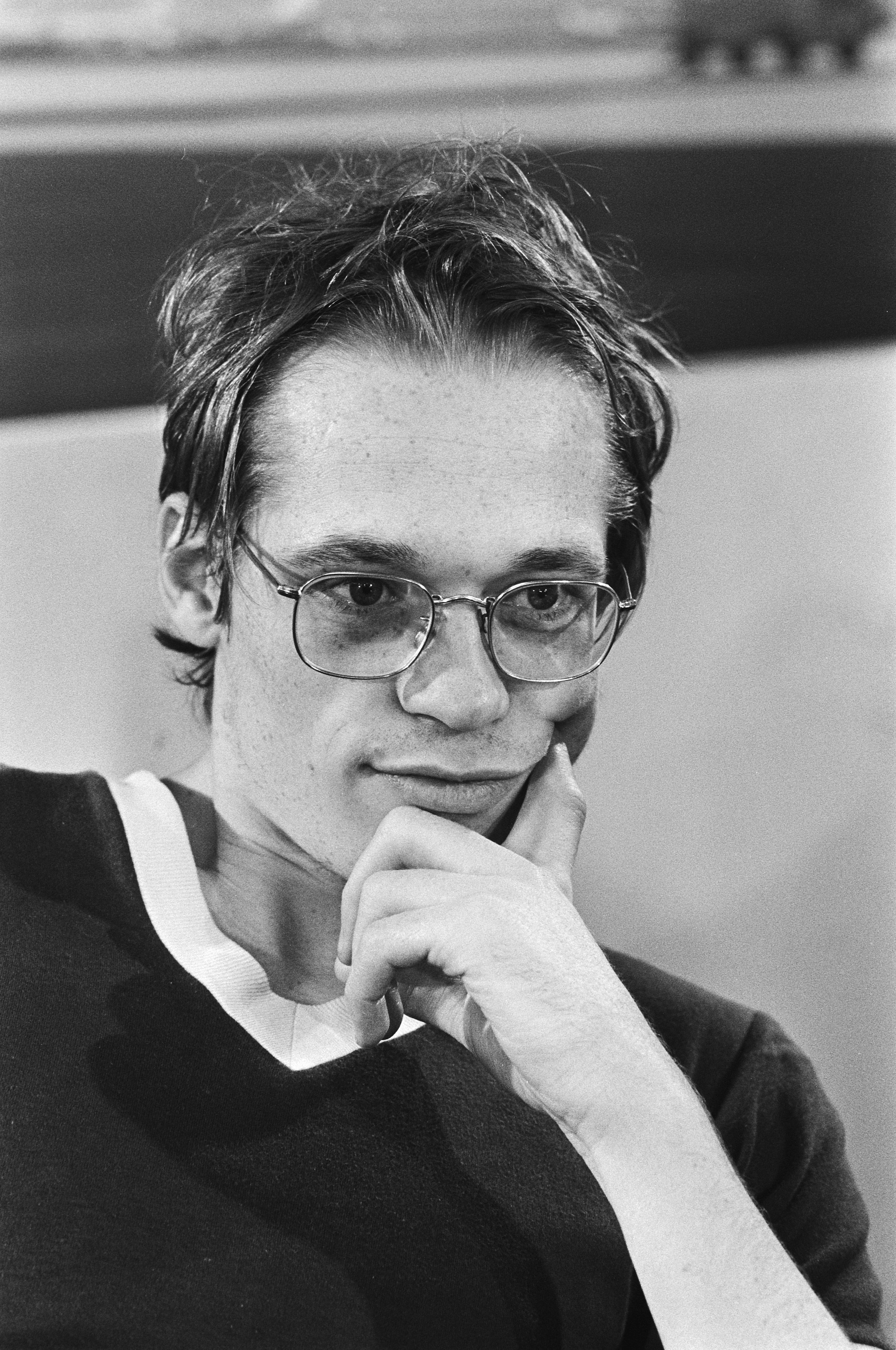
Jannes van der Wal
24 september

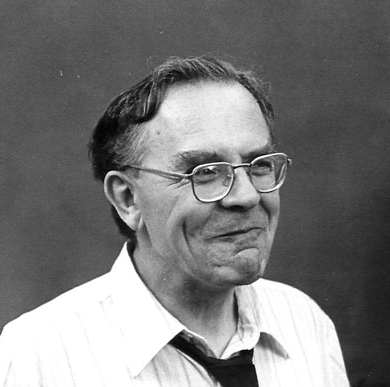
Geoffrey Wilkinson
26 september

| 1 | 2 | 3 | 4 | 5 | 6 | 7 | 8 | 9 | 10 | 11 | 12 | 13 | 14 | 15 | 16 | 17 | 18 | 19 | 20 | 21 | 22 | 23 | 24 | 25 | 26 | 27 | 28 | 29 | 30 |
| - | - | - | - | - | - | - | - | - | -- | -- | -- | -- | -- | -- | -- | -- | -- | -- | -- | -- | -- | -- | -- | -- | -- | -- | -- | -- | -- |

### 1 september
- Vagn Holmboe (86), Deens componist
- Karl Kehrle (98), Brits bijenhouder
- Hugo Scheltema (78), Nederlands diplomaat

### 3 september
- Robert Devos (79), Belgisch politicus

### 5 september
- Anthonie Stolk (79), Nederlands bioloog

### 7 september
- Bibi Besch (56), Oostenrijks-Amerikaans actrice
- Niccolò Castiglioni (64), Italiaans componist
- Vjatsjeslav Solovjov (71), Sovjet-Russisch voetballer en trainer

### 8 september
- Jean Mertens (82), Belgisch voetballer

### 9 september
- Ruggero Mastroianni (66), Italiaans filmeditor
- Bill Monroe (84), Amerikaans componist en musicus
- Robert Nisbet (82), Amerikaans socioloog

### 10 september
- Jakob Pieter Scheltens (76), Nederlands rechtsgeleerde
- Juanita Wright (61), Amerikaans professioneel worstelaar

### 12 september
- Eleazar de Carvalho (84), Braziliaans componist en dirigent
- Ernesto Geisel (89), president van Brazilië

### 13 september
- Jan Brooijmans (66), Nederlands voetballer
- Tupac Shakur (25), Amerikaans rapper

### 15 september
- Ottis Toole (49), Amerikaans moordenaar

### 17 september
- Spiro Agnew (77), Amerikaans politicus
- Marianne Bachmeier (46), Duits moordenaar
- Teodoro Fernández (83), Peruviaans voetballer
- Bill Grah (68), Duits jazzmusicus
- Henk Schijvenaar (78), Nederlands voetballer

### 18 september
- Annabella (89), Frans actrice
- Corrie Laddé (80), Nederlands zwemster

### 19 september
- Edilberto Tiempo (83), Filipijns schrijver

### 20 september
- Paul Erdős (83), Hongaars wiskundige
- Berry Esselink (52), Nederlands politicus
- Max Manus (81), Noors verzetsstrijder
- Mieke van Oorschot (85), Nederlands actrice

### 21 september
- Saturnijn Aerbeydt (82), Belgisch filantroop
- Claus Holm (78), Duits acteur
- Henri Nouwen (64), Nederlands priester en schrijver
- Franz Pfnür (87), Duits alpineskiër

### 22 september
- Dorothy Lamour (81), Amerikaans actrice
- Pieter Jacobus van de Pol (89), Nederlands biljarter

### 23 september
- Karl-Heinz Marsell (60), Duits wielrenner

### 24 september
- Jannes van der Wal (39), Nederlands dammer

### 26 september
- Pavel Soedoplatov (89), Sovjet-Russisch militair
- Jan van Wijk (73), Nederlands verzetsstrijder
- Geoffrey Wilkinson (75), Brits chemicus

### 27 september
- Mohammed Nadjiboellah (49), president van Afghanistan
- Frans Van der Steen (85), Belgisch atleet

### 28 september
- Menato Boffa (66), Italiaans autocoureur

### 29 september
- Shusaku Endo (73), Japans schrijver

## Oktober

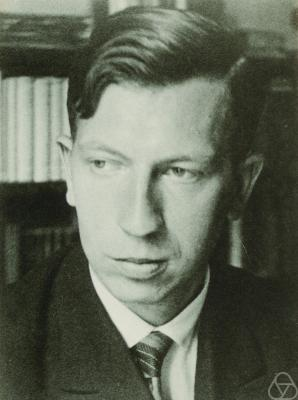
Herbert Seifert
1 oktober

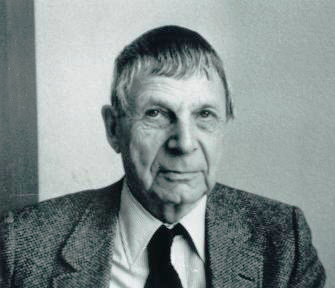
Lars Ahlfors
11 oktober

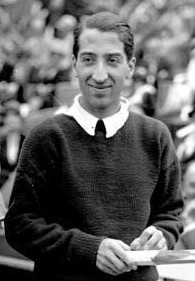
René Lacoste
12 oktober

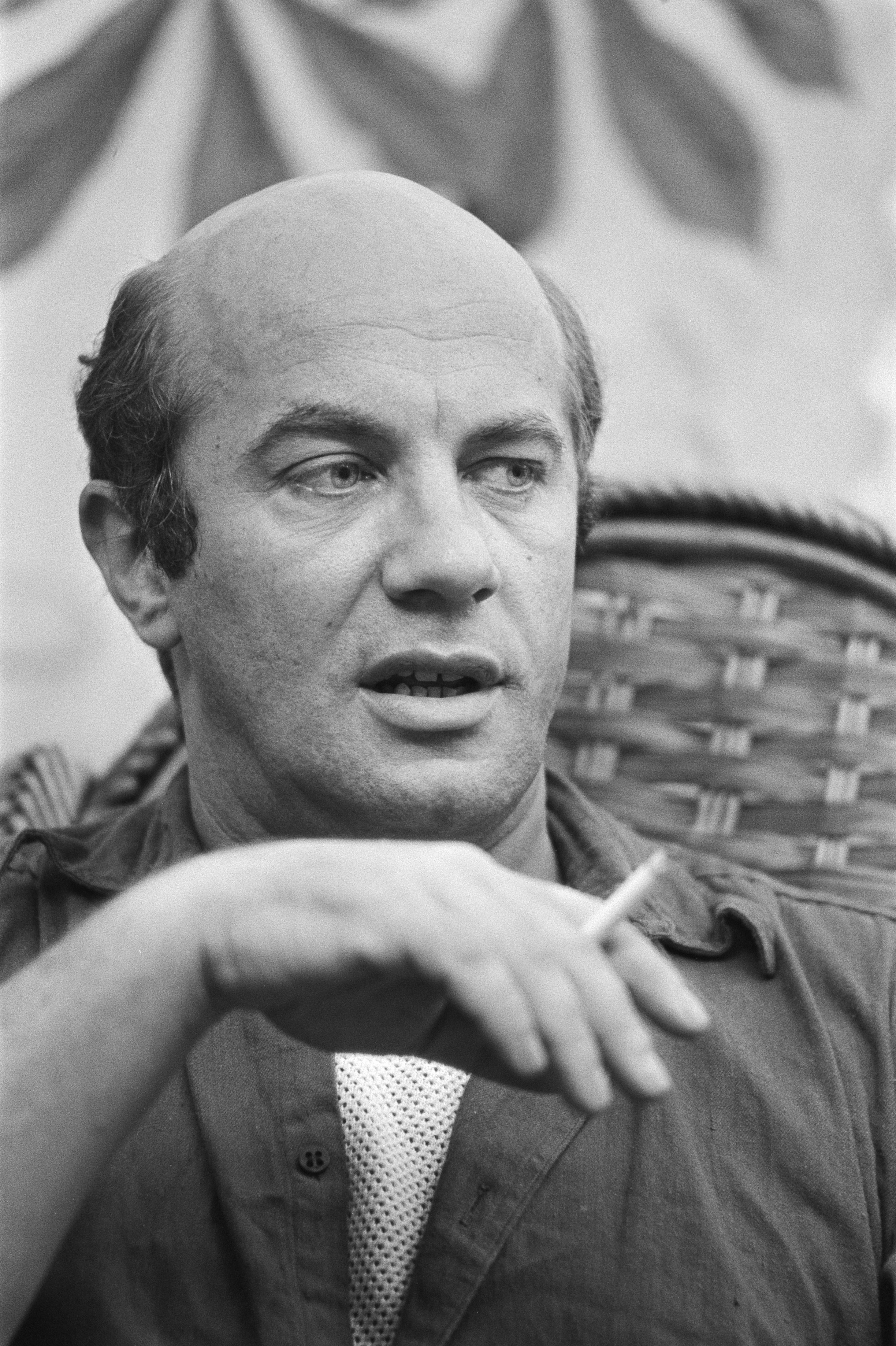
Gerard Thoolen
12 oktober

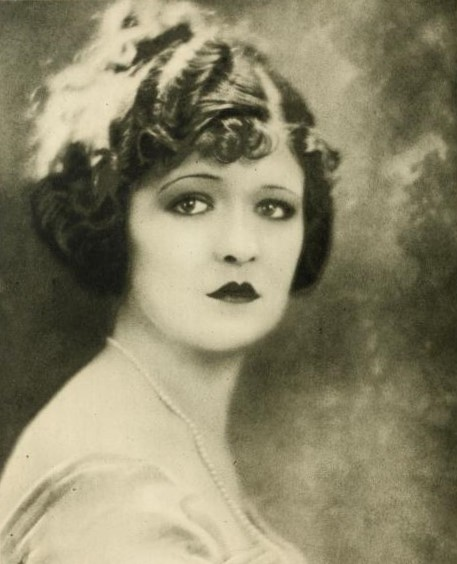
Laura La Plante
14 oktober

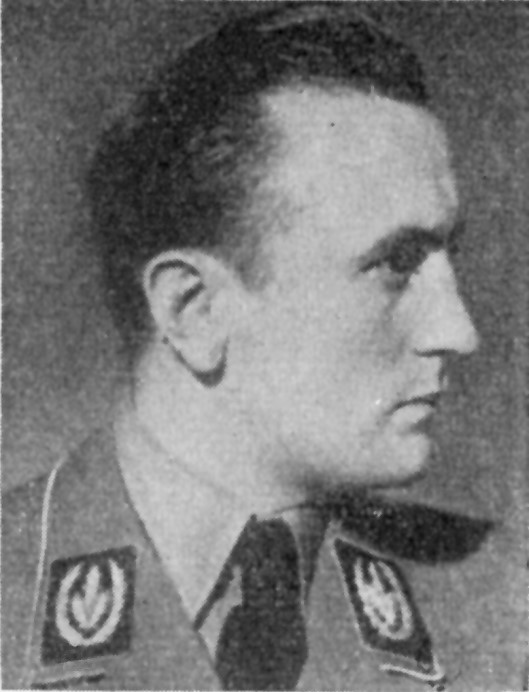
Artur Axmann
24 oktober

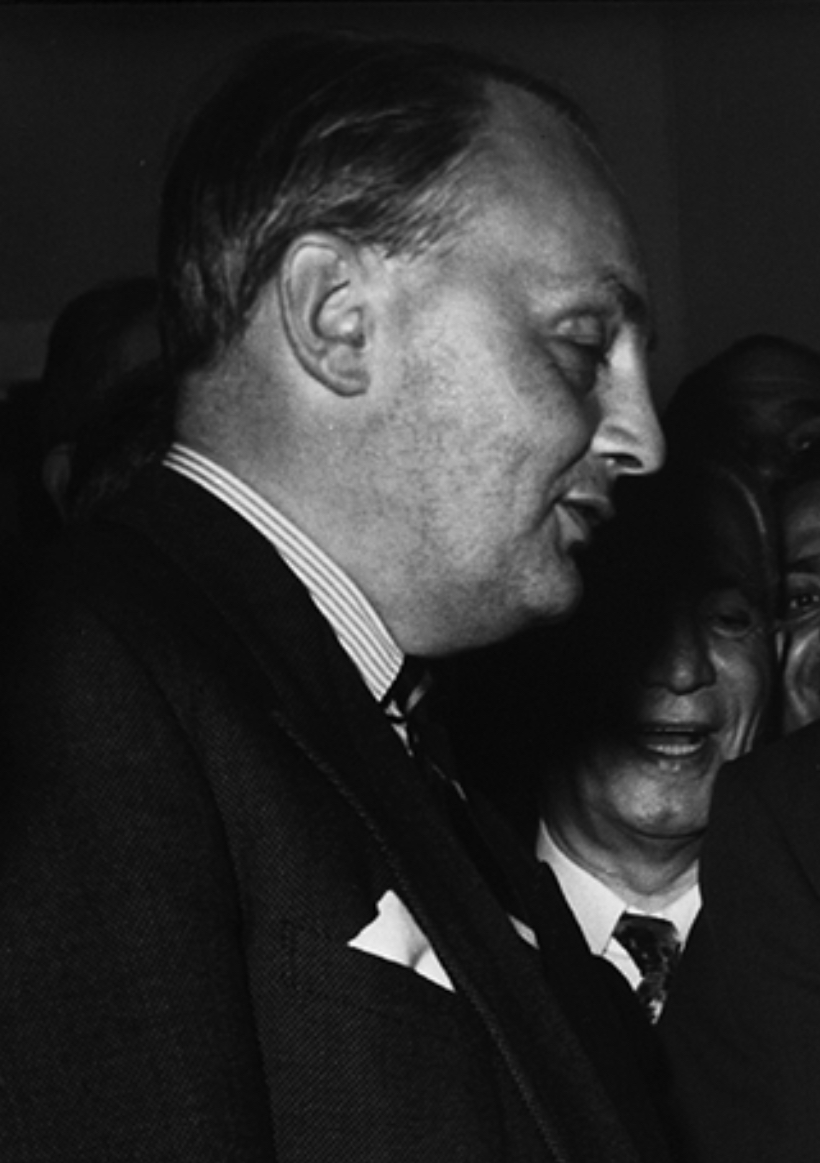
Gladwyn Jebb
24 oktober

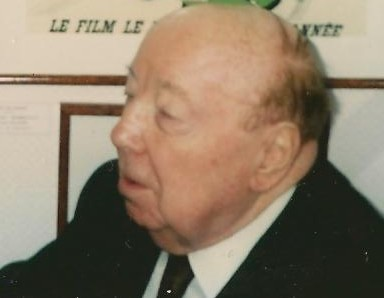
Marcel Carné
31 oktober

| 1 | 2 | 3 | 4 | 5 | 6 | 7 | 8 | 9 | 10 | 11 | 12 | 13 | 14 | 15 | 16 | 17 | 18 | 19 | 20 | 21 | 22 | 23 | 24 | 25 | 26 | 27 | 28 | 29 | 30 | 31 |
| - | - | - | - | - | - | - | - | - | -- | -- | -- | -- | -- | -- | -- | -- | -- | -- | -- | -- | -- | -- | -- | -- | -- | -- | -- | -- | -- | -- |

### 1 oktober
- Herbert Seifert (89), Duits wiskundige
- Alfred Vogel (93), Zwitsers arts

### 2 oktober
- Ingeborg Kahlenberg (76), Nederlands-Duits verzetsstrijdster
- Emiel van Lennep (81), Nederlands ambtenaar
- Andrej Loekanov (58), Bulgaars politicus

### 3 oktober
- Bert Enklaar (52), Nederlands schaker
- Klaas Molenaar (75), Nederlands voetballer en ondernemer
- István Serényi (85), Hongaars handballer

### 4 oktober
- Michel Casteels (79), Belgisch journalist
- Masaki Kobayashi (80), Japans regisseur
- Silvio Piola (83), Italiaans voetballer
- Etienne de la Vallée Poussin (92), Belgisch politicus

### 5 oktober
- Seymour Cray (71), Amerikaans elektrotechnicus en computerpionier
- Arnold van Mill (75), Nederlands operazanger

### 6 oktober
- Ted Daffan (84), Amerikaans countryartiest en -componist
- Tineke Wibaut-Guilonard (74), Nederlands sociologe en verzetsstrijdster

### 8 oktober
- Mignon G. Eberhart (97), Amerikaans schrijfster
- William Prince (83), Amerikaans acteur

### 11 oktober
- Lars Ahlfors (89), Fins wiskundige
- Pierre Grimal (83), Frans oudhistoricus en latinist
- William Vickrey (82), Amerikaans econoom

### 12 oktober
- Fernand Colla (77), Belgisch politicus
- Leopold Decoux (88), Belgisch politicus
- René Lacoste (92), Frans tennisser en kledingontwerper
- Roger Lapébie (85), Frans wielrenner
- Gerard Thoolen (53), Nederlands acteur

### 13 oktober
- Jacques Callaert (75), Belgisch kunstschilder

### 14 oktober
- Laura La Plante (91), Amerikaans actrice

### 15 oktober
- Fritz Kahlenberg (80), Nederlands-Duits fotograaf en verzetsstrijder
- Jozef Smedts (84), Belgisch politicus

### 17 oktober
- Berthold Goldschmidt (93), Duits componist en dirigent
- Jean-Pierre Munch (70), Frans wielrenner

### 18 oktober
- Miguel Villar Glea (83), Spaans componist en dirigent

### 19 oktober
- Koos Landwehr (85), Nederlands hovenier en botanisch tekenaar
- Kees van Peursen (76), Nederlands filosoof

### 21 oktober
- Georgios Zoitakis (86), Grieks generaal en politicus

### 23 oktober
- Carel Swinkels (75), Nederlands dichter, journalist en schrijver

### 24 oktober
- Artur Axmann (83), Duits nazi
- Gladwyn Jebb (96), Brits politicus

### 26 oktober
- Miguel Asins Arbó (78), Spaans componist en dirigent
- Leendert Huisman (77), Nederlands waterbouwkundige en bestuurder

### 27 oktober
- Arie van der Lugt (79), Nederlands schrijver
- Oswaldo Rolla (87), Braziliaans voetballer

### 28 oktober
- Irene Cortes (75), Filipijns rechter

### 29 oktober
- Kathinka Lannoy (79), Nederlands schrijfster

### 30 oktober
- Roberto Belangero (68), Braziliaans voetballer

### 31 oktober
- Marcel Carné (90), Frans regisseur

## November

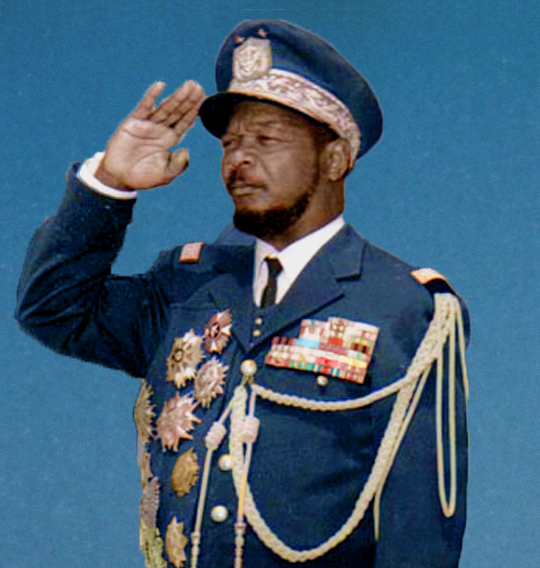
Jean-Bédel Bokassa
3 november

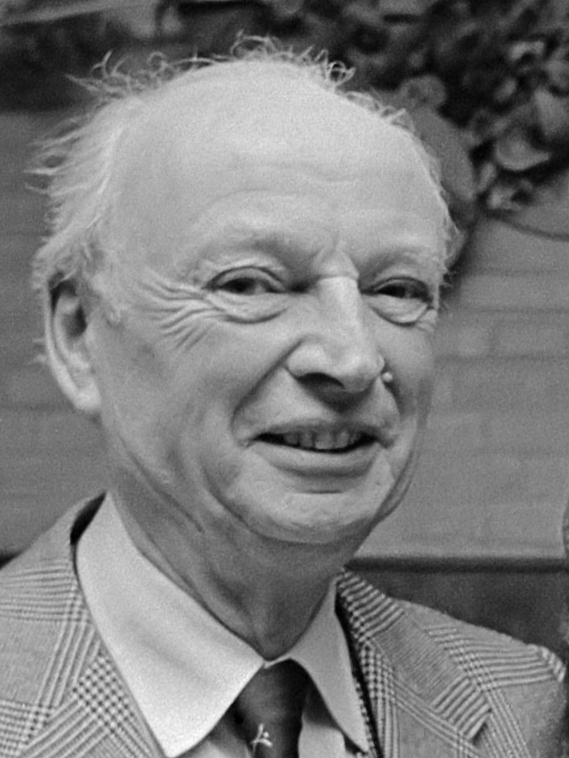
Han Dunk
5 november

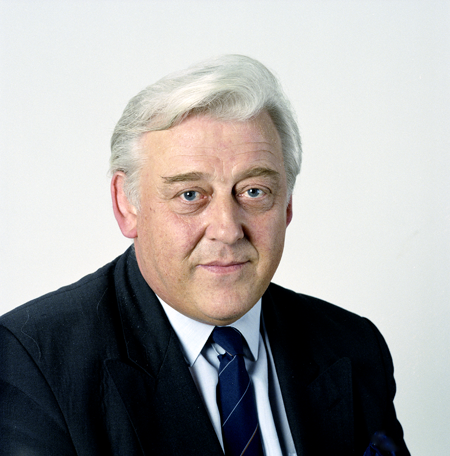
Haye Thomas
11 november

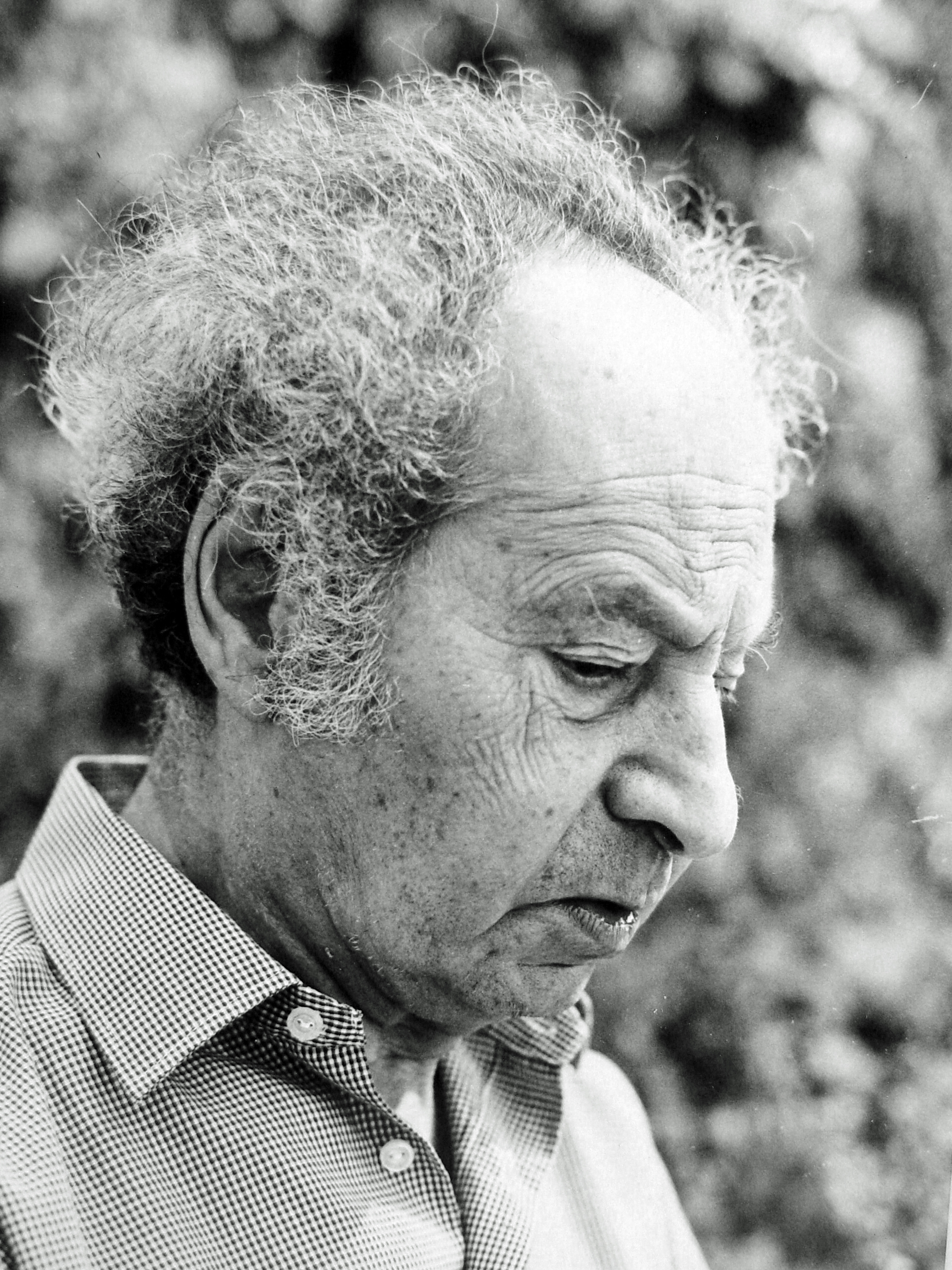
Henri Friedlaender
15 november

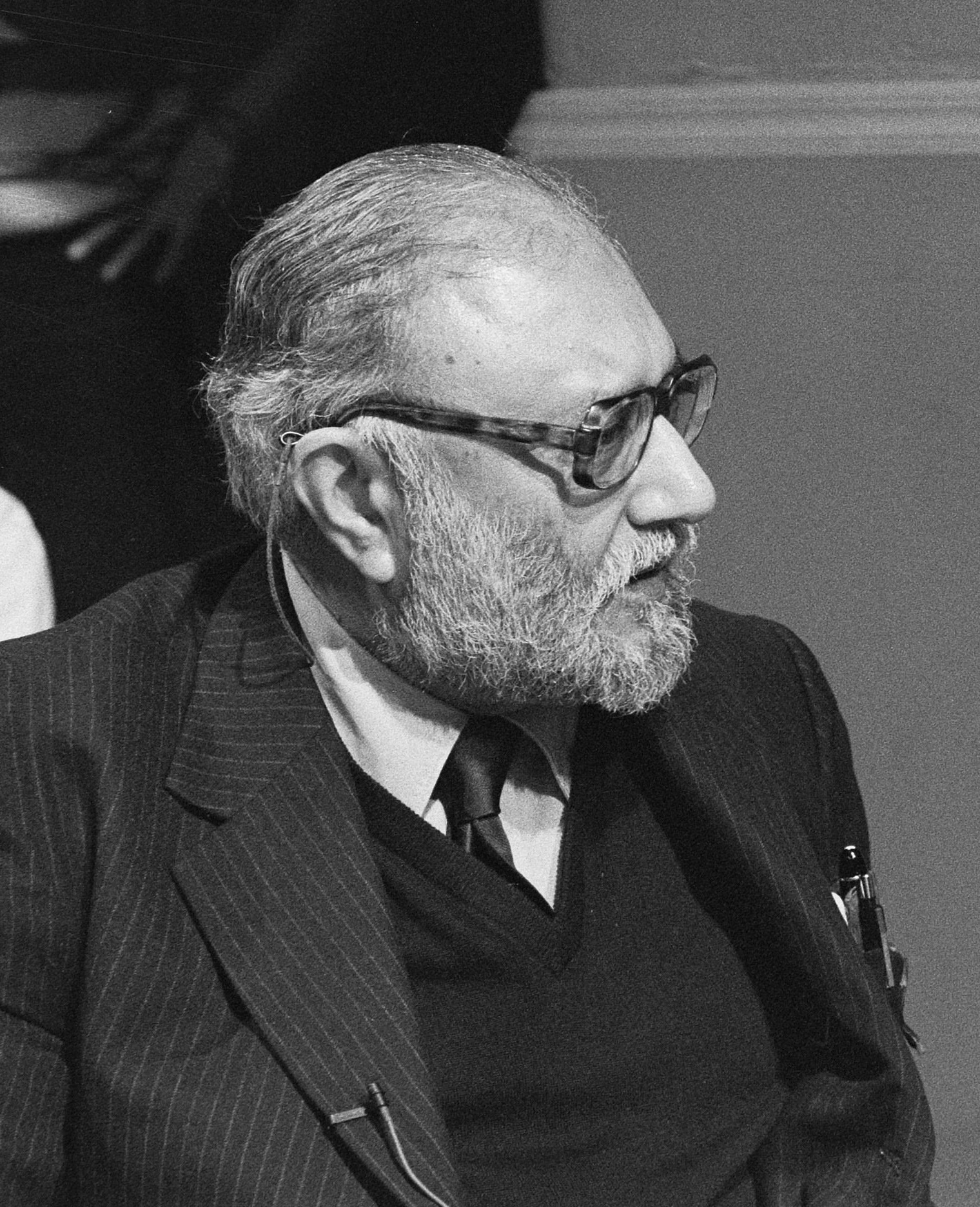
Abdus Salam
21 november

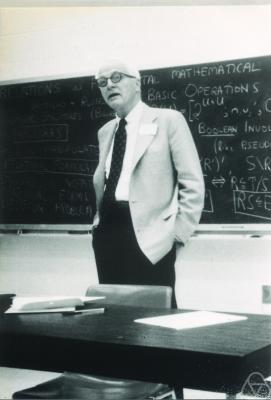
Garrett Birkhoff
22 november

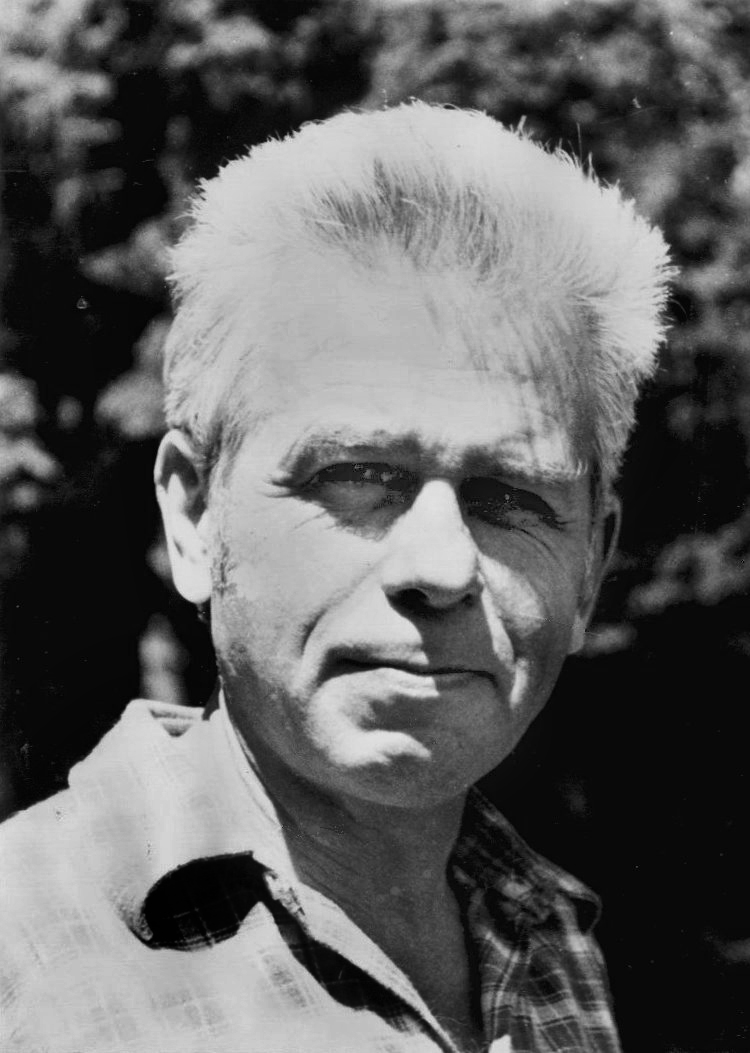
Edison Denisov
24 november

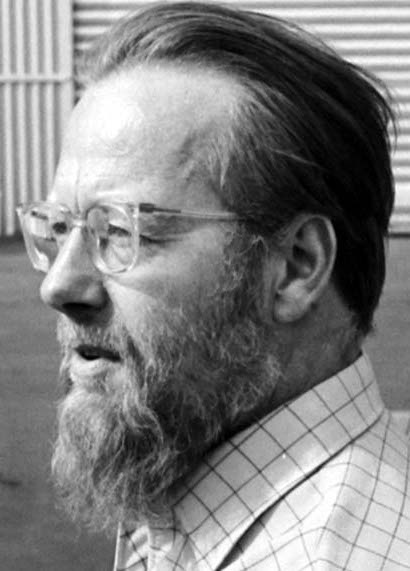
Denis Jenkinson
29 november

| 1 | 2 | 3 | 4 | 5 | 6 | 7 | 8 | 9 | 10 | 11 | 12 | 13 | 14 | 15 | 16 | 17 | 18 | 19 | 20 | 21 | 22 | 23 | 24 | 25 | 26 | 27 | 28 | 29 | 30 |
| - | - | - | - | - | - | - | - | - | -- | -- | -- | -- | -- | -- | -- | -- | -- | -- | -- | -- | -- | -- | -- | -- | -- | -- | -- | -- | -- |

### 1 november
- Bernard Schulé (87), Zwitsers componist
- Jan Theys (62), Belgisch televisiepresentator

### 2 november
- Eva Cassidy (33), Amerikaans zangeres

### 3 november
- Jean-Bédel Bokassa (75), Centraal-Afrikaans politicus
- Wim Hornman (76), Nederlands schrijver

### 5 november
- Han Dunk (86), Nederlands liedjesschrijver
- Paul De Visscher (80), Belgisch rechtsgeleerde

### 6 november
- Gerrit Akkermans (66), Nederlands voetballer
- Waldemar Fiúme (74), Braziliaans voetballer

### 7 november
- Sjouke Joustra (75), Nederlands schrijver
- Kid Sheik (88), Amerikaans trompettist

### 9 november
- Maria Zamora (73), Nederlands zangeres

### 10 november
- Yaki Kadafi (19), Amerikaans rapper

### 11 november
- Jan Bascour (73), Belgisch politicus
- Alan Littlejohn (68), Brits jazzmusicus
- Thijs Mauve (80), Nederlands kunstenaar
- Haye Thomas (60), Nederlands journalist en buitenlandcorrespondent

### 12 november
- Rudy Keunen (74), Nederlands industrieel
- Vytautas Žalakevičius (66), Litouws filmregisseur

### 13 november
- Roger Windels (72), Belgisch politicus

### 14 november
- Mien van den Berg (86), Nederlands gymnaste
- Joseph Bernardin (68), Amerikaans geestelijke
- Virginia Cherrill (88), Amerikaans actrice
- Nodar Gvacharia (64), Sovjet-Russisch waterpolospeelster

### 15 november
- Henri Friedlaender (92), Duits-Israëlische letterontwerper en boekbandontwerper

### 16 november
- João Ramos do Nascimento (79), Braziliaans voetballer
- Nicolaas Wessels Boer (83), Nederlands burgemeester

### 17 november
- Karl-Heinz Moehle (86), Duits militair

### 18 november
- Adolf Rijkens (97), Nederlands acteur

### 20 november
- Bram van Stolk (55), Nederlands socioloog en schrijver

### 21 november
- Abdus Salam (70), Pakistaanse natuurkundige

### 22 november
- Jan Belonje (97), Nederlands historicus
- Garrett Birkhoff (85), Amerikaans wiskundige
- Willy Derboven (57), Belgisch wielrenner

### 23 november
- Willem Fibbe (83), Nederlands politicus
- Idries Shah (72), Afghaans schrijver

### 24 november
- Eugeen De Facq (65), Belgisch politicus
- Edison Denisov (67), Russisch componist
- Jaap Koopmans (63), Nederlands journalist, dichter en romancier

### 25 november
- Paul Kühmstedt (87), Duits componist

### 26 november
- Isabella Henriette van Eeghen (83), Nederlands historicus
- Philipp Hirshhorn (50), Lets violist

### 29 november
- Dan Flavin (63), Amerikaans kunstenaar
- Denis Jenkinson (75), Brits auto- en motorcoureur en journalist

### 30 november
- Jaak Arits (79), Belgisch politicus

## December

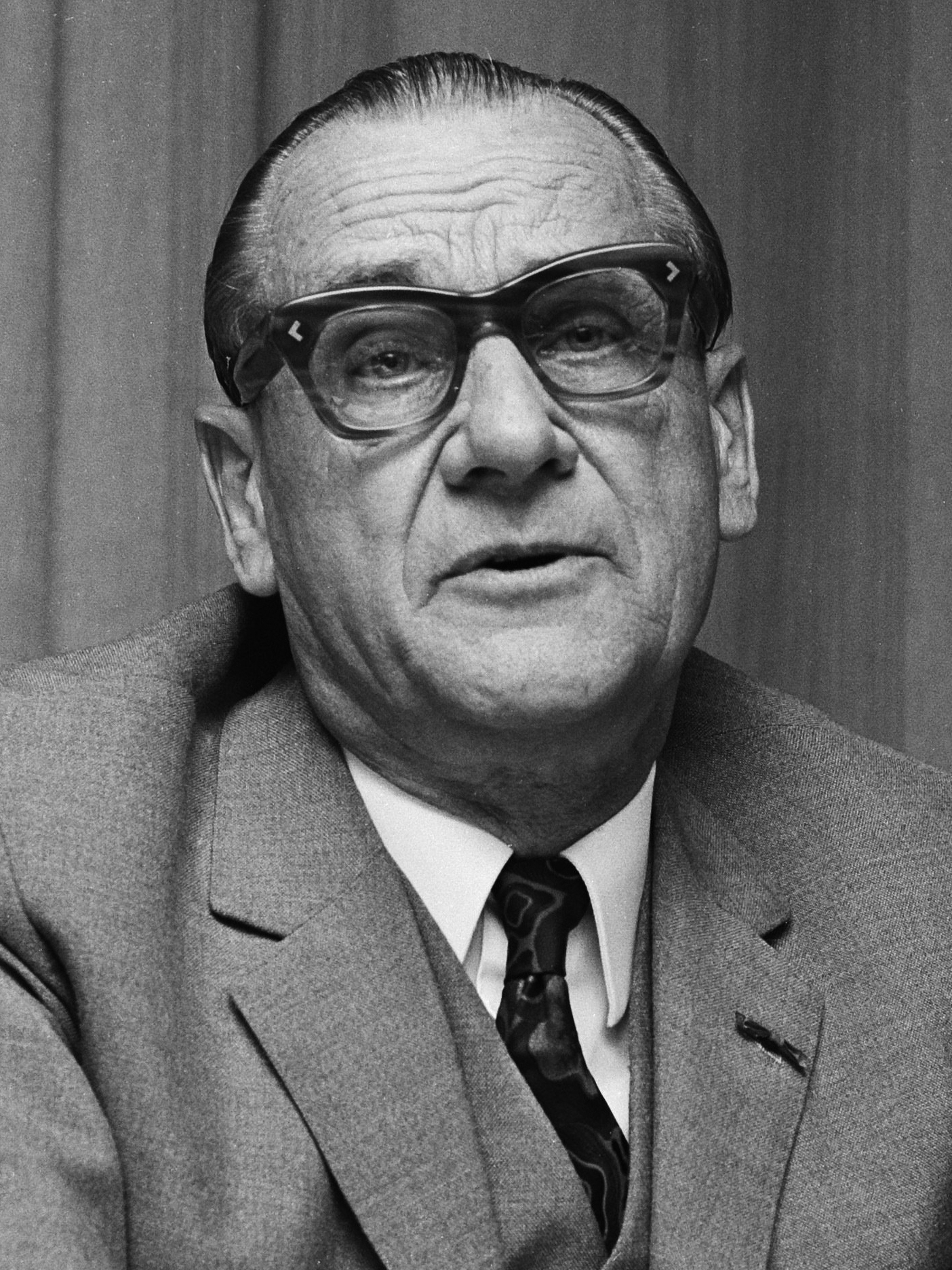
Albert Winsemius
4 december

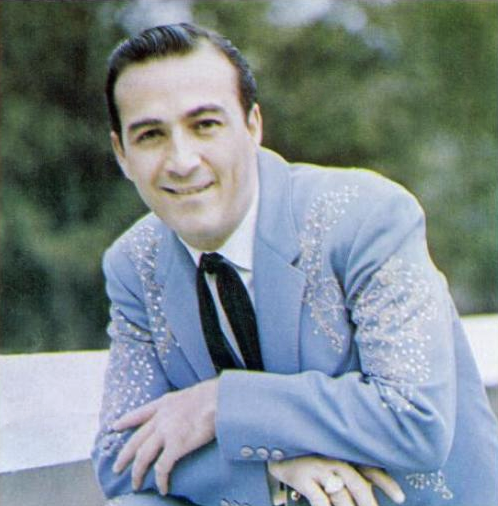
Faron Young
10 december

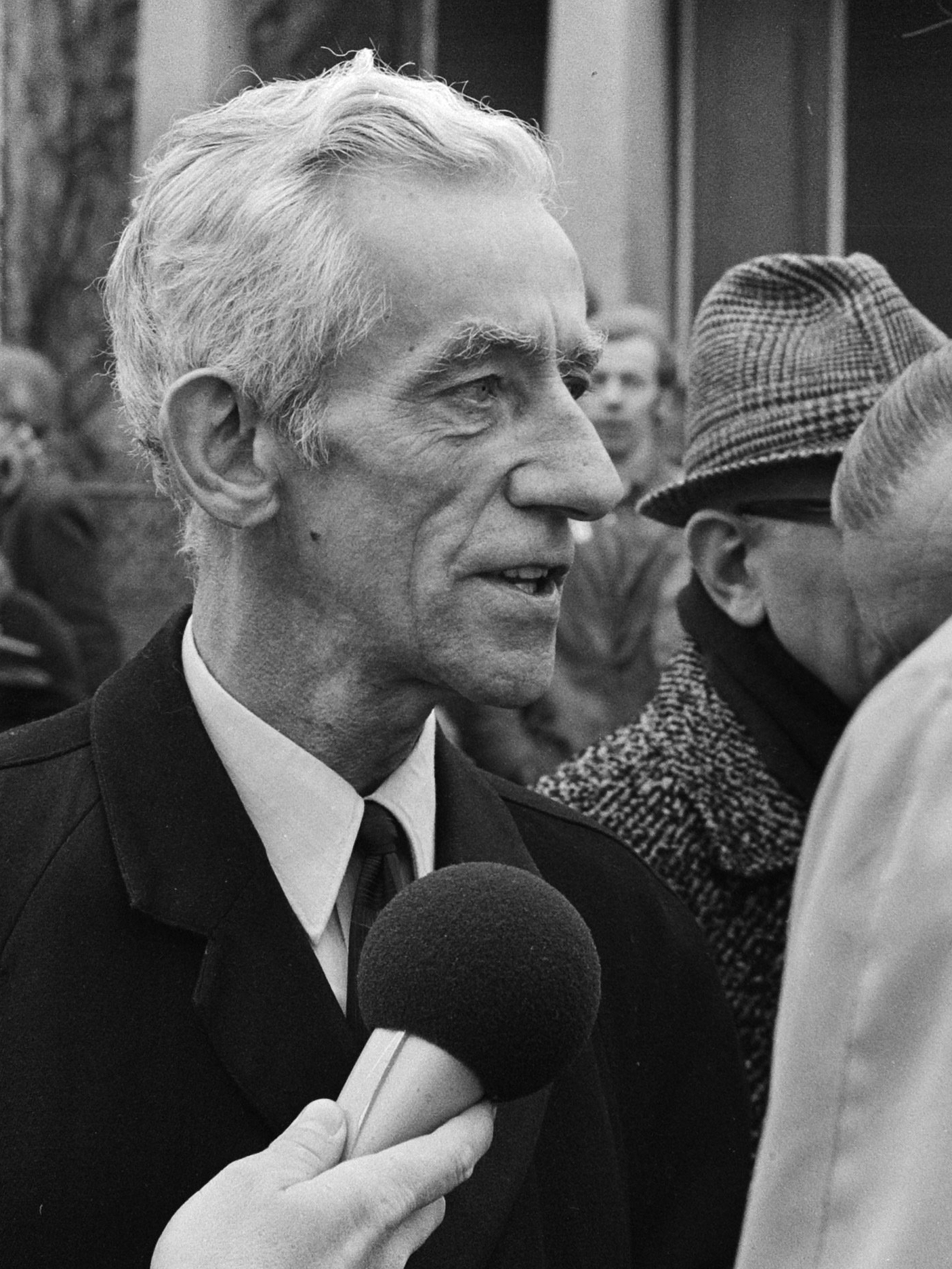
Piet Nak
16 december

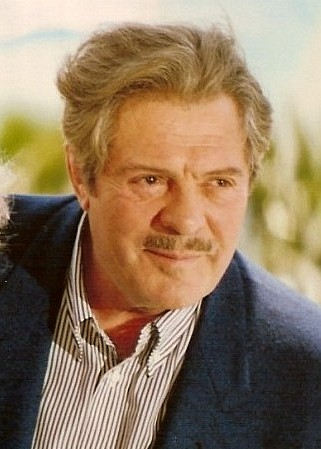
Marcello Mastroianni
19 december

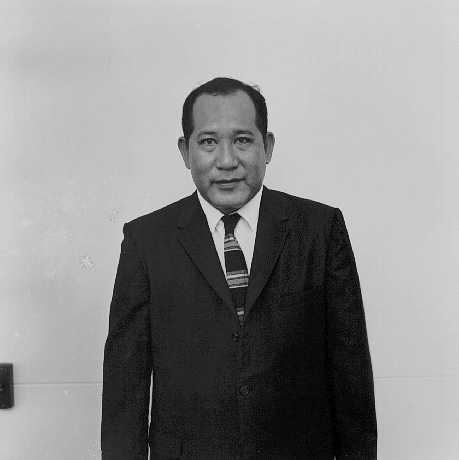
Amata Kabua
20 december

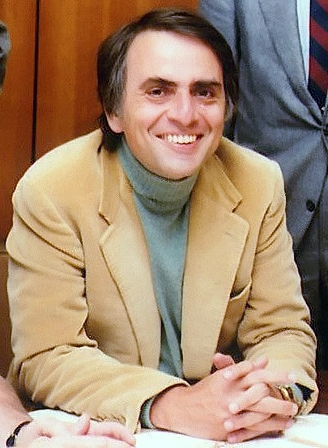
Carl Sagan
20 december

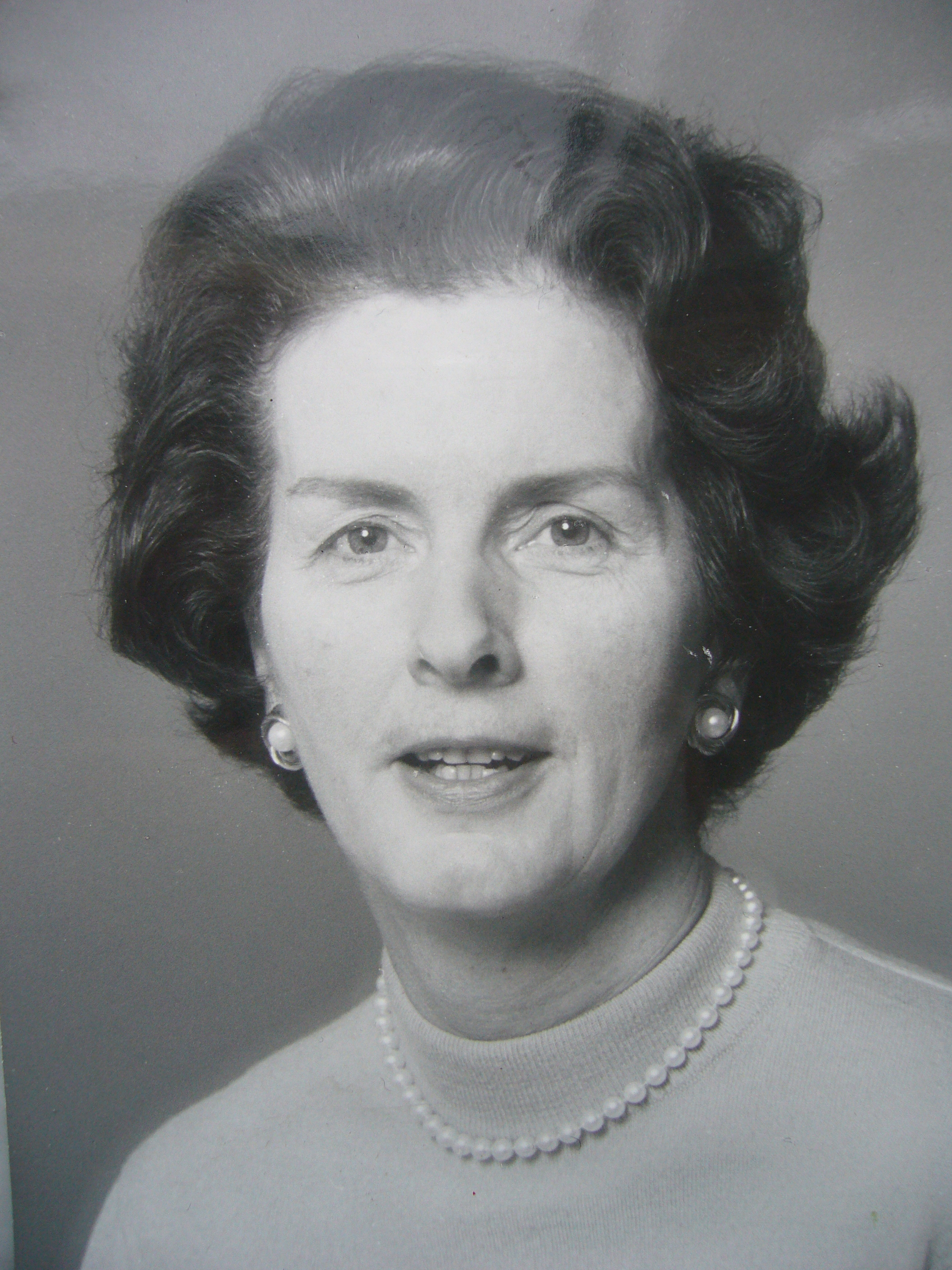
Adrienne d'Aulnis de Bourouill
29 december

| 1 | 2 | 3 | 4 | 5 | 6 | 7 | 8 | 9 | 10 | 11 | 12 | 13 | 14 | 15 | 16 | 17 | 18 | 19 | 20 | 21 | 22 | 23 | 24 | 25 | 26 | 27 | 28 | 29 | 30 | 31 |
| - | - | - | - | - | - | - | - | - | -- | -- | -- | -- | -- | -- | -- | -- | -- | -- | -- | -- | -- | -- | -- | -- | -- | -- | -- | -- | -- | -- |

### 1 december
- Paul Freed (78), Amerikaans evangelist
- José Nihoul (90), Belgisch politicus

### 2 december
- Jean Jérôme Hamer (80), Belgisch geestelijke
- Miel d’Hooghe (73), Nederlands voetballer

### 3 december
- Georges Duby (77), Frans mediëvist
- Albert De Gryse (85), Belgisch politicus
- Babrak Karmal (67), Afghaans politicus
- Madathilparampil Mammen Thomas (80), Indiaas theoloog

### 4 december
- Jose Bengzon jr. (64), Filipijns advocaat
- Albert Winsemius (86), Nederlands econoom
- Ans Wortel (67), Nederlands kunstenaar

### 6 december
- Ricky Owens (57), Amerikaanse soulzanger
- Henk Staneke (79), Nederlands politicus

### 8 december
- Howard Rollins (46), Amerikaans acteur
- Eugenio van Savoye (90), lid Italiaanse adel

### 9 december
- Mary Leakey (83), Brits archeologe
- Alain Poher (87), Frans politicus

### 10 december
- John Price (83), Deens acteur en regisseur
- Faron Young (64), Amerikaans countryzanger

### 11 december
- Jacques Ubaghs (65), Belgisch dirigent

### 13 december
- Harry Mooten (68), Nederlands accordeonist
- Cao Yu (86), Chinees toneelschrijver

### 15 december
- Tristan Keuris (50), Nederlands componist

### 16 december
- Quentin Bell (86), Brits kunsthistoricus en schrijver
- Piet Nak (89), Nederlands verzetsman en politiek activist
- Laurens van der Post (90), Zuid-Afrikaans schrijver

### 17 december
- Armando (26), Amerikaans houseproducer
- Li Han Hsiang (70), Chinees filmregisseur
- Bob Maas (89), Nederlands zeiler
- Ruby Murray (61), Brits zangeres
- Stanko Todorov (76), Bulgaars politicus

### 19 december
- Marcello Mastroianni (72), Italiaans acteur

### 20 december
- Amata Kabua (68), president van de Marshalleilanden
- Carl Sagan (62), Amerikaans sterrenkundige

### 21 december
- Kálmán Hazai (83), Hongaars waterpolospeler
- Alfred Tonello (67), Frans wielrenner

### 23 december
- Rina Ketty (85), Italiaans zangeres
- Ronnie Scott (69), Brits jazzsaxofonist

### 24 december
- Anton Eduard van Arkel (87), Nederlands burgemeester

### 29 december
- Adrienne d'Aulnis de Bourouill (76), Nederlands bestuurder
- Daniel Mayer (87), Frans politicus

### 30 december
- Amedée Boi (95), Belgisch burgemeester
- Jack Nance (53), Amerikaans acteur

## Datum onbekend
- Robert Mitchell (83), Brits waterpolospeler (overleden in november)
- Renee Roberts (87), Brits actrice (overleden in februari)
- Chieh Tsao (42), Singaporees componist, ingenieur en wiskundige (overleden in oktober)

1900 ·
1901 ·
1902 ·
1903 ·
1904 ·
1905 ·
1906 ·
1907 ·
1908 ·
1909 ·
1910 ·
1911 ·
1912 ·
1913 ·
1914 ·
1915 ·
1916 ·
1917 ·
1918 ·
1919 ·
1920 ·
1921 ·
1922 ·
1923 ·
1924 ·
1925 ·
1926 ·
1927 ·
1928 ·
1929 ·
1930 ·
1931 ·
1932 ·
1933 ·
1934 ·
1935 ·
1936 ·
1937 ·
1938 ·
1939 ·
1940 ·
1941 ·
1942 ·
1943 ·
1944 ·
1945 ·
1946 ·
1947 ·
1948 ·
1949 ·
1950 ·
1951 ·
1952 ·
1953 ·
1954 ·
1955 ·
1956 ·
1957 ·
1958 ·
1959 ·
1960 ·
1961 ·
1962 ·
1963 ·
1964 ·
1965 ·
1966 ·
1967 ·
1968 ·
1969 ·
1970 ·
1971 ·
1972 ·
1973 ·
1974 ·
1975 ·
1976 ·
1977 ·
1978 ·
1979 ·
1980 ·
1981 ·
1982 ·
1983 ·
1984 ·
1985 ·
1986 ·
1987 ·
1988 ·
1989 ·
1990 ·
1991 ·
1992 ·
1993 ·
1994 ·
1995 ·
1996 ·
1997 ·
1998 ·
1999 ·
2000 ·
2001 ·
2002 ·
2003 ·
2004 ·
2005 ·
2006 ·
2007 ·
2008 ·
2009 ·
2010 ·
2011 ·
2012 ·
2013 ·
2014 ·
2015 ·
2016 ·
2017 ·
2018 ·
2019 ·
2020 ·
2021 ·
2022 ·
2023 ·
2024 ·
2025